# Österreich in der Zeit des Nationalsozialismus

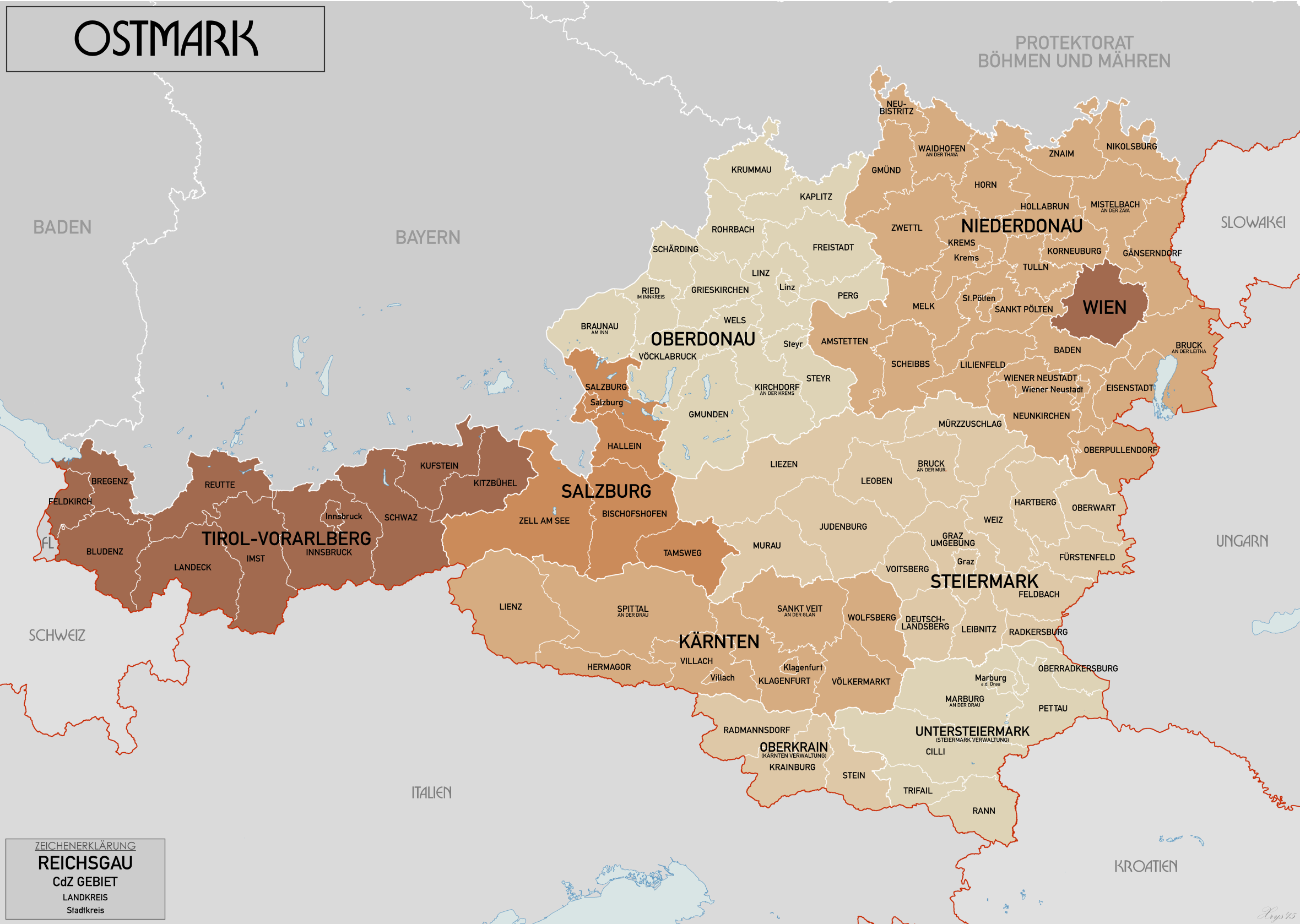
Ostmark 1941: Reichsgaue, Land- und Stadtkreise

Österreich in der Zeit des Nationalsozialismus beschreibt den Abschnitt der Geschichte Österreichs vom „Anschluss“ an das nationalsozialistisch regierte Deutsche Reich am 13. März 1938 bis zum Ende des Zweiten Weltkrieges und zur Wiedererrichtung der Republik am 27. April 1945.
Dem vorübergehenden Ende der Eigenstaatlichkeit Österreichs und der Machtübernahme durch die Nationalsozialisten (vgl. Zeit des Nationalsozialismus) war die von politischen und gesellschaftlichen Spannungen (austrofaschistischer Ständestaat, Österreichischer Bürgerkrieg, NS-Putschversuch u. a.) sowie wirtschaftlichen Krisen geprägte Erste Republik vorausgegangen, die 1918 beim Zusammenbruch der Doppelmonarchie Österreich-Ungarn am Ende des Ersten Weltkrieges als Deutschösterreich entstanden war und sich bis zum Verbot durch die Siegermächte 1919 dem demokratischen Deutschland anschließen wollte.
Der siebenjährigen NS-Herrschaft in Österreich folgte die zehnjährige Besatzungszeit, bis das Land 1955 mit dem Österreichischen Staatsvertrag und dem Abzug der alliierten Truppen seine staatliche Souveränität wiedererlangte. In diesen zehn Jahren wurde unter dem Druck der vier Besatzungsmächte (USA, UdSSR, Vereinigtes Königreich und Frankreich) die Entnazifizierung mit dem Verbotsgesetz 1947 gesetzlich geregelt und wurden österreichische Kriegsverbrecher, Beteiligte an Holocaust, Porajmos, Verbrechen der Wehrmacht u. a. von Volksgerichten in Österreich und bei den Nürnberger Prozessen verurteilt; Ermittlung und Verfolgung von NS-Verbrechen und Rückstellung geraubten Eigentums wurden aber bald auf die lange Bank geschoben. Das mit der Waldheim-Affäre 1986 einsetzende internationale Interesse und der Generationswechsel führten dazu, dass die wissenschaftliche, gesellschaftliche, politische und juristische Aufarbeitung der NS-Diktatur im Land bis heute andauert.

## Vorgeschichte

Zu den von der Nationalversammlung 1918 beanspruchten Gebieten zählte u. a. auch das Sudetenland

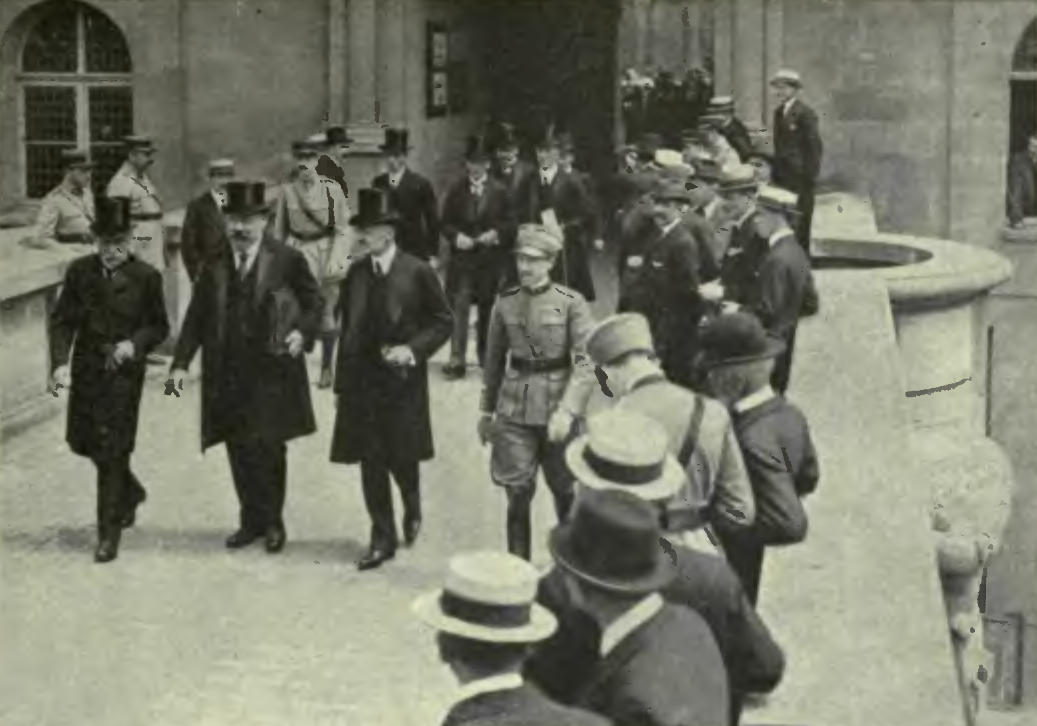
Karl Renner (vordere Reihe, Mitte) in Saint-Germain (1919)

1918, nach dem Ende des Ersten Weltkrieges, dem Auseinanderbrechen des Vielvölkerdoppelstaates Österreich-Ungarn und der Abschaffung der österreichischen Monarchie, standen sich in der jungen Republik vorerst drei große politische Lager gegenüber:
- die Sozialdemokraten (SDAP),
- die Christlichsozialen (CS) und
- die Deutschnationalen (Großdeutsche Vereinigung, ab 1920: Großdeutsche Volkspartei, GVP).

Kleinere Parteien, wie die kommunistische (KPÖ) und die nationalsozialistische (Deutsche Nationalsozialistische Arbeiterpartei, DNSAP), waren weder in der Provisorischen noch in der Konstituierenden Nationalversammlung und auch nicht im 1920 erstmals gewählten Nationalrat vertreten (vgl. Nationalratswahl in Österreich 1920 und weitere).
SDAP, Großdeutsche – auch Alldeutsche genannt – und DNSAP befürworteten klar, wenn auch aus unterschiedlichen Gründen, die Vereinigung Deutschösterreichs mit dem nun ebenfalls republikanischen Deutschen Reich (Weimarer Republik). Die Christlichsozialen waren ebenfalls tendenziell für diesen Zusammenschluss, zu Beginn aber deshalb gespalten, weil sie teils die Weiterführung der Monarchie, teils die Republik befürworteten. Während die KPÖ sich erst im Verlauf der 1920er und 1930er Jahre klar gegen den Anschluss aussprach, traten die Monarchisten zunächst dagegen auf und befürworteten ihn erst später, als die Münchner Räterepublik gescheitert war und das Deutsche Reich konservativ regiert wurde.
Mit dem Beschluss der Provisorischen Nationalversammlung von Deutschösterreich vom 12. November 1918, die Republik zu proklamieren, war die Monarchiefrage erledigt. Zum Wunsch der Vereinigung mit Deutschland wurde der Staatsregierung von den Kriegssiegern im Frühjahr 1919 eindeutig signalisiert, dass diese Absicht illusorisch sei. Der am 10. September 1919 von Karl Renner (SDAP), dem ersten Staatskanzler, unterzeichnete Vertrag von Saint-Germain der Kriegssieger mit der Republik Österreich (der Namensteil Deutsch- wurde ignoriert) enthielt für Österreich das Unabhängigkeitsgebot (und damit implizit das Anschlussverbot). Unter dem neuen Namen Republik Österreich war das Land nunmehr als selbstständiger Staat völkerrechtlich verankert.

### Erste Republik
Das Leben und die Politik der folgenden Jahre waren geprägt von großen wirtschaftlichen Schwierigkeiten (Verlust der Industriegebiete und Rohstoffquellen in der nun unabhängigen Tschechoslowakei, Hyperinflation) und einem sich zuspitzenden Gegensatz zwischen den politischen Lagern. Von 1918 bis 1920 stellten die Sozialdemokraten den Regierungschef einer rot-schwarzen Koalition, danach regierten die Christlichsozialen, häufig in Koalition mit den Deutschnationalen.
Am 31. Mai 1922 wurde Prälat Ignaz Seipel vom Nationalrat zum Bundeskanzler der CS-geführten Regierung gewählt. Ihm gelang es, die wirtschaftliche Situation mit finanzieller Hilfe des Völkerbundes wieder zu verbessern (Genfer Sanierung 1922, Währungsreform 1925). Ideologisch war Seipel strikt antimarxistisch eingestellt und vor allem darauf bedacht, den Einfluss der Sozialdemokraten möglichst zurückzudrängen, – von beiden Seiten wurde der Konflikt als einer zwischen gesellschaftlichen Klassen betrachtet.
Auf Bundesebene regierte die konservative Koalition, die von christlichsozialer Seite auch personell eng mit der römisch-katholischen Kirche verbunden war. Die SDAP entwickelte in den 1920er Jahren vor allem in Wien, wo sie unter den Bürgermeistern Jakob Reumann und Karl Seitz mit großer Mehrheit regierte, in kleinerem Umfang auch in den Industrieregionen der Steiermark und Oberösterreichs, ein Gegenmodell: das vor allem durch den sozialen Wohnbau auch international bekannt gewordene „Rote Wien“.

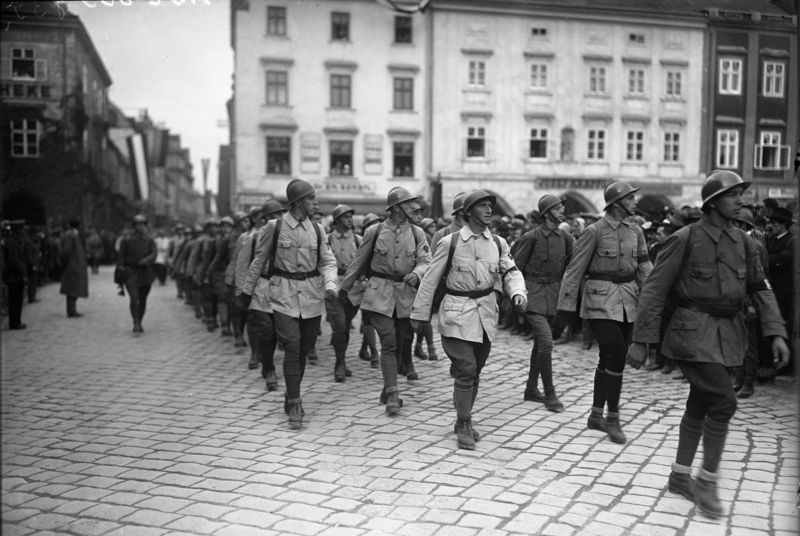
Aufmarsch des Republikanischen Schutzbundes in Wiener Neustadt 7. Oktober 1928

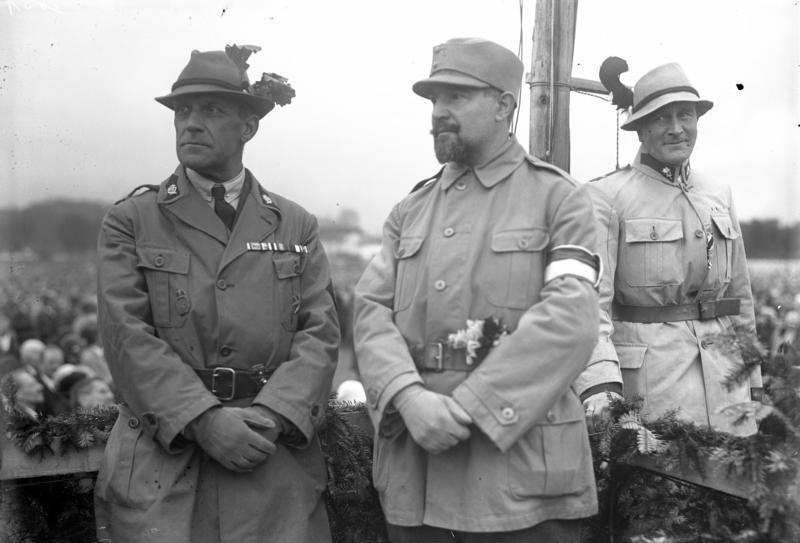
Heimwehr-Führer Richard Steidle (Mitte), Johann-Ludwig Freiherr von Pranckh (rechts) und Reinhart Freiherr von Bachofen-Echt am 7. Oktober 1928 während des Aufmarsches der Heimwehr und des Schutzbundes in Wiener Neustadt.

Kennzeichen der Ersten Republik war von Beginn an ein nur schwach ausgeprägtes Bekenntnis zum Gewaltmonopol des Staates. Das Bundesheer war nach Vorgabe der Alliierten auf maximal 30.000 Mann beschränkt, die Polizei schlecht ausgerüstet.
Schon 1918 hatten sich erste „Heimatwehren“ gebildet (vgl. „Kärntner Abwehrkampf“). 1920 wurde in Tirol unter Führung des Landesrats Richard Steidle (CS) und unter Mithilfe der bayerischen „Organisation Escherich“ (vgl. Schwarze Reichswehr) die erste Heimwehr gegründet; ihr folgten bald weitere in den anderen Bundesländern. Nachdem 1923 Mitglieder der monarchistischen „Ostara“ einen Arbeiter erschossen hatten, gründeten die Sozialdemokraten ihrerseits den Republikanischen Schutzbund.
Weitere paramilitärische Gruppen waren die aus früheren Kriegsteilnehmern formierte Frontkämpfervereinigung Deutsch-Österreichs, die katholisch orientierten Ostmärkischen Sturmscharen, die Christlichdeutschen Turner und der Vaterländische Schutzbund der als „Hakenkreuzler“ anfangs nicht ernst genommenen Nationalsozialisten, der später in der österreichischen SA aufging.
Am 14. November 1903 war im böhmischen Aussig (Ústí nad Labem), damals Teil des kaiserlichen Österreich, die Deutsche Arbeiterpartei gegründet worden. Die Partei war deutsch-nationalistisch und antiklerikal, aber anfangs noch nicht ausgeprägt antisemitisch. Sie verstand sich vor allem als Vertreterin der Deutschösterreicher im „Volkstumskampf“ des Vielvölkerreiches. 1909 stieß der Rechtsanwaltsanwärter Walter Riehl zur Partei, der im Mai 1918 ihr Obmannstellvertreter und Geschäftsführer wurde.
Während ihres „Reichsparteitages“ am 4. und 5. Mai 1918 wurde der Name in Deutsche Nationalsozialistische Arbeiterpartei (DNSAP) geändert. Mit dem Zerfall der Monarchie spaltete sich die Partei in einen tschechoslowakischen Teil unter Führung von Hans Knirsch und einen deutschösterreichischen unter Riehl. Ab 1920 arbeitete die österreichische DNSAP eng mit der aus der 1919 in München gegründeten Deutschen Arbeiterpartei (DAP) im Deutschen Reich hervorgegangenen Nationalsozialistischen Deutschen Arbeiterpartei (NSDAP) zusammen, in der Adolf Hitler 1921 die Führung übernahm. Die DNSAP zählte 1923 etwa 23.000 Mitglieder und war nur eine Randerscheinung in der politischen Landschaft Österreichs.
Nachdem Hitler Chef der deutschen Nationalsozialisten geworden war, entzündeten sich innerhalb der DNSAP bald Auseinandersetzungen über die Frage, ob die Partei den im Wesentlichen demokratisch-parlamentarischen Kurs, für den Riehl eintrat, oder den revolutionär-außerparlamentarischen Kurs Hitlers steuern sollte. Die Entscheidung fiel bei einem im August 1923 in Salzburg abgehaltenen Parteitag im Sinne Hitlers. Riehl legte nun alle seine Funktionen zurück und gründete den Deutschsozialen Verein, der völlig bedeutungslos bleiben sollte, 1924 aber seinen Ausschluss aus der DNSAP zur Folge hatte.
Die parteiinternen Auseinandersetzungen setzten sich allerdings auch unter Riehls Nachfolger, dem Werkmeister Karl Schulz, fort. Da auch Schulz demokratischen Spielregeln verpflichtet und ein Gegner von Hitlers alleinigem Führungsanspruch war, kam es 1926 zu einer erneuten Spaltung der österreichischen Nationalsozialisten. Am 4. Mai 1926 gründete der Wiener Mittelschulprofessor Richard Suchenwirth in Wien den Nationalsozialistischen Deutschen Arbeiterverein, der sich Hitlers Führungsanspruch bedingungslos unterordnete und zur Unterscheidung von den anderen NS-Gruppierungen den Zusatz Hitlerbewegung trug. Ab August 1926 wurde diese Parteineugründung als NSDAP-Hitlerbewegung bezeichnet.
In Italien war Benito Mussolini 1922 Ministerpräsident geworden. Er errichtete in den folgenden Jahren eine faschistische Diktatur und wurde zu einem wichtigen Verbündeten der Christlichsozialen und zum Unterstützer der Heimwehren.
Bei der Nationalratswahl im April 1927 erreichte die NSDAP im Wahlbündnis Völkischsozialer Block mit 26.991 Stimmen 0,74 % und konnte damit kein Mandat erzielen (im Weinviertel kandidierte sie alleine und erreichte 779 Stimmen). Stärkste Kraft – vor den Sozialdemokraten – wurde die Einheitsliste, der, unter Führung der Christlichsozialen, auch die deutschnationale Großdeutsche Volkspartei (GVP) und die nationalsozialistischen Riehl- und Schulzgruppen angehörten. In diesen Jahren gab es zahlreiche gewalttätige Zusammenstöße zwischen den verschiedenen bewaffneten Verbänden, die immer wieder Todesopfer forderten (vgl. Schattendorfer Urteil, Wiener Justizpalastbrand).
Die Nationalratswahl im November 1930 brachte eine relative Mehrheit für die SDAP. Die Christlichsoziale Partei fiel auf den zweiten Platz zurück, bildete aber in Koalition mit GVP und Landbund weiterhin die Regierung. Die NSDAP verfehlte mit 3,6 % den Einzug ins Parlament, konnte aber in den folgenden Jahren zahlreiche Wählerstimmen aus den verschiedenen deutschnationalen Gruppen und Parteien aufnehmen, so dass ihre Mitgliederzahl, auch infolge der Weltwirtschaftskrise, ab 1930 stark anstieg.
Bei den am 24. April 1932 abgehaltenen Landtagswahlen in Niederösterreich, Salzburg und Wien sowie den gleichzeitig veranstalteten Gemeinderatswahlen in der Steiermark und in Kärnten erzielte sie deutliche Zugewinne. Eine ihrer Parolen lautete: 500.000 Arbeitslose – 400.000 Juden – Ausweg sehr einfach! Wählt nationalsozialistisch.

### Diktatur, Bürgerkrieg und Verbot der NSDAP

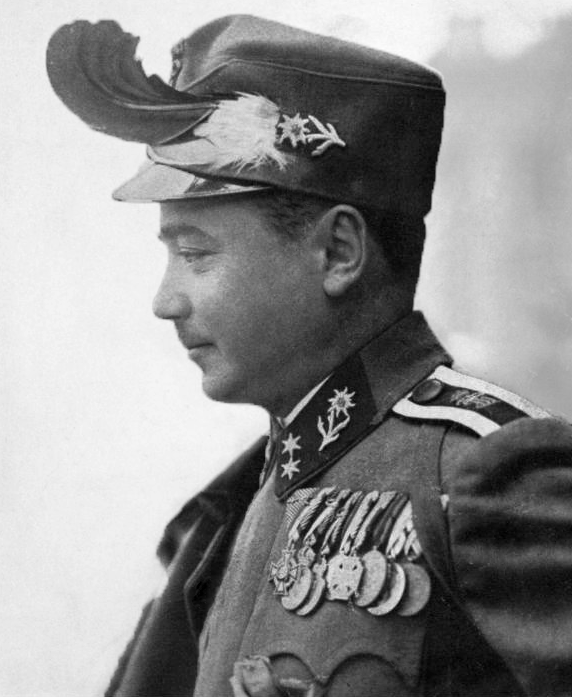
Engelbert Dollfuß (September 1933)

Die seit 1920 regierenden Christlichsozialen, seit 1932 geführt von Bundeskanzler Engelbert Dollfuß, waren nun in ihrer Macht nicht nur durch die SDAP bedroht. Bereits der frühere Bundeskanzler und Prälat Ignaz Seipel hatte auf Basis der christlichen Soziallehre, insbesondere der Enzyklika „Rerum Novarum“ (1891) und der Enzyklika „Quadragesimo anno“ (1931), die Errichtung eines Ständestaates angestrebt. Voraussetzung dafür war die Abschaffung des Parlamentarismus. Eine Geschäftsordnungskrise im Nationalrat am 4. März 1933 (nach Regierungslesart die „Selbstausschaltung des Parlaments“) bot Dollfuß die willkommene Gelegenheit dazu.
Am 20. Mai 1933 wurde die Vaterländische Front (VF) als „überparteiliche“, allerdings katholisch orientierte und klar antimarxistische, politische Organisation aller vaterlandstreuen Österreicher und Österreicherinnen gegründet. Schon am 26. Mai folgte das Verbot der KPÖ. Am 30. Mai wurde der Republikanische Schutzbund verboten, und auch die Freidenker fielen der Verbotswelle zum Opfer. Die NSDAP erreichte bei Gemeinderatswahlen zwar meist unter 25 % der Stimmen, sorgte aber durch jeweils mehr als 40 % bei den Wahlen in Zwettl und Innsbruck für Unruhe bei der regierenden VF. Zudem fand auch eine Terrorwelle von NS-Anhängern ihren Höhepunkt, als in den ersten Wochen des Juni 1933 bei Anschlägen vier Menschen getötet und 48 verletzt wurden.
Im Deutschen Reich war Adolf Hitler am 30. Jänner 1933 von Reichspräsident Paul von Hindenburg zum Reichskanzler ernannt worden (vgl. „Machtergreifung“). Die SDAP strich in der Folge das Ziel des Zusammenschlusses mit dem nunmehr nationalsozialistischen Deutschen Reich aus dem Parteiprogramm. Nationalsozialisten, die nach dem Verbot ihrer Partei in Österreich nach Bayern geflohen waren, gründeten dort die „Österreichische Legion“. Sie war in eigenen Lagern untergebracht und wurde militärisch ausgebildet. Der Terror, den NSDAP-Anhänger in Österreich ausübten, wurde logistisch, finanziell und materiell aus dem Nachbarland unterstützt. Im Rahmen umfassender Agitation gegen Österreich verhängte die deutsche Regierung am 1. Juni 1933, nach der Ausweisung des bayerischen Justizministers Hans Frank aus Österreich am 15. Mai wegen Einmischung in die inneren Angelegenheiten des Landes, die Tausend-Mark-Sperre: Deutsche Staatsbürger mussten nun vor Antritt einer Reise nach Österreich eine Gebühr von 1000 Reichsmark entrichten; ein schwerer Schlag für den Tourismus in Österreich.
Die österreichische NSDAP wurde am 19. Juni 1933 verboten. Auslösendes Moment war ein Anschlag mit Handgranaten in Krems. Der NS-Terror nahm in den folgenden Monaten ab, jedoch waren bis Jahresende immer noch fünf Tote und 52 Verletzte zu beklagen.

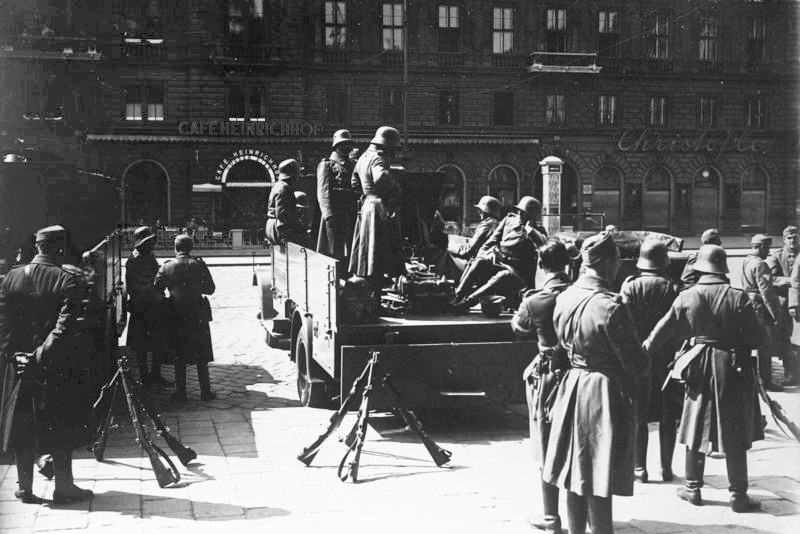
Das Bundesheer während des Bürgerkriegs in Wien (Februar 1934)

Am 12. Februar 1934 kam es in Linz zu einem folgenschweren Zwischenfall, als Mitglieder der Heimwehr, eingesetzt als Hilfspolizei, in ein Parteiheim der SDAP eindringen wollten, um dort nach Waffen des nun verbotenen Schutzbundes zu suchen. Die bewaffnete Auseinandersetzung griff auf das ganze Land über und weitete sich zum Bürgerkrieg im Februar 1934 (sozialdemokratische Lesart) bzw. zum Februaraufstand (Regierungslesart) aus. Die Polizei und die sie unterstützenden Heimwehrabteilungen unter Befehl des Heimwehrführers und Innenministers Emil Fey konnten gemeinsam mit dem Bundesheer die Kämpfe bis zum 14. Februar für sich entscheiden. Es folgten das sofortige Verbot der SDAP, aller anderen sozialdemokratischen Organisationen und Gewerkschaften, zahlreiche Verhaftungen, die Wiedereinführung der Todesstrafe und die Lahmlegung des Verfassungsgerichtshofs durch Nichtnachbesetzung freigewordener Richterstellen.
Nachdem die politische Opposition vollständig ausgeschaltet worden war, erfolgte die Umwandlung der Republik in den austrofaschistischen „Ständestaat“. Am 1. Mai 1934 verkündete Dollfuß die autoritäre „Maiverfassung“.

### NS-Putschversuch und wachsende deutsche Einflussnahme

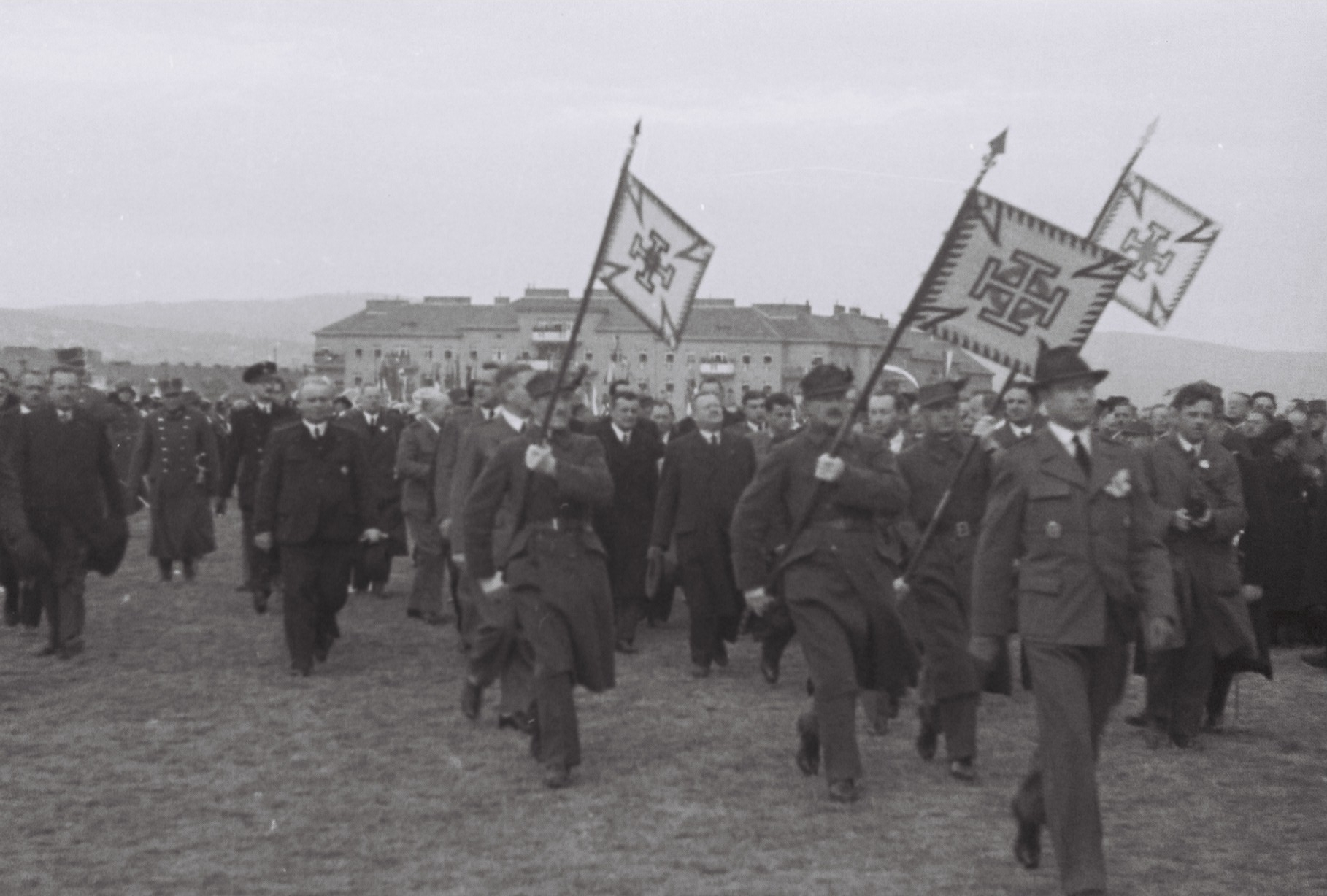
Aufmarsch der Vaterländischen Front (1936)

Ab Anfang 1934 erschütterte eine neuerliche Welle von Terroranschlägen der Nationalsozialisten das Land. Ziele waren nun nicht mehr Einzelpersonen wie zuvor, sondern vor allem Einrichtungen des Staates. In der ersten Hälfte des Jahres 1934 starben dabei 17 Menschen und 171 wurden verletzt. Am 25. Juli versuchten die Nationalsozialisten unter Führung der SS-Standarte 89 einen Putsch (siehe Juliputsch). Rund 150 Angehörige dieser Standarte drangen in das Bundeskanzleramt in Wien ein, wo Dollfuß durch Schüsse so schwer verletzt wurde, dass er einige Stunden später starb. Eine andere Gruppe besetzte das Gebäude der RAVAG, des staatlichen Rundfunks, und erzwang eine Durchsage, der zufolge die Regierung Dollfuß zurückgetreten und Anton Rintelen neuer Regierungschef sei. Diese Falschmeldung war als Signal für einen NS-Aufstand in den Bundesländern gedacht, der aber nur teilweise erfolgte. Der Putsch wurde schließlich nach zum Teil äußerst blutigen Kämpfen niedergeschlagen.
In der Steiermark und in Kärnten dauerten die Kämpfe bis zum 27. bzw. 30. Juli 1934 an. Von Bayern aus hatten Angehörige der „Österreichischen Legion“ versucht, über das Mühlviertel nach Linz vorzudringen, waren aber an der Grenze bei Kollerschlag zurückgeworfen worden. Mehrere tausend Anhänger der NSDAP wurden verhaftet, bis zu 4000 flohen über die Grenze in das Deutsche Reich und nach Jugoslawien. In Bayern schlossen sich viele der „Österreichischen Legion“ an (bzw. wurden ihr eingegliedert), die zwar wenig später offiziell aufgelöst, tatsächlich aber nur weiter nach Norden verlegt und in „Hilfswerk Nord-West“ umbenannt wurde. Das faschistische Italien, Schutzmacht und enger Verbündeter des Regimes in Wien, verlegte während der Tage des Putschversuches Soldaten an die österreichische Brenner-Grenze, um deutsche Truppen von einem möglichen Einmarsch in Österreich abzuschrecken.
Die deutsche Regierung erklärte, nichts mit dem Putschversuch zu tun zu haben. Sie ging nun dazu über, das politische System in Österreich mit Vertrauensleuten zu unterwandern. Die illegale NSDAP wurde zwar weiterhin unterstützt, von zunehmender Bedeutung waren aber Sympathisanten, die der Partei nicht angehörten. Dazu zählten, neben anderen, die großdeutschen Exponenten Franz Langoth, der Vizebürgermeister von Innsbruck Walter Pembaur, Anton Reinthaller wie auch Edmund Glaise-Horstenau, Taras Borodajkewycz und Arthur Seyß-Inquart.

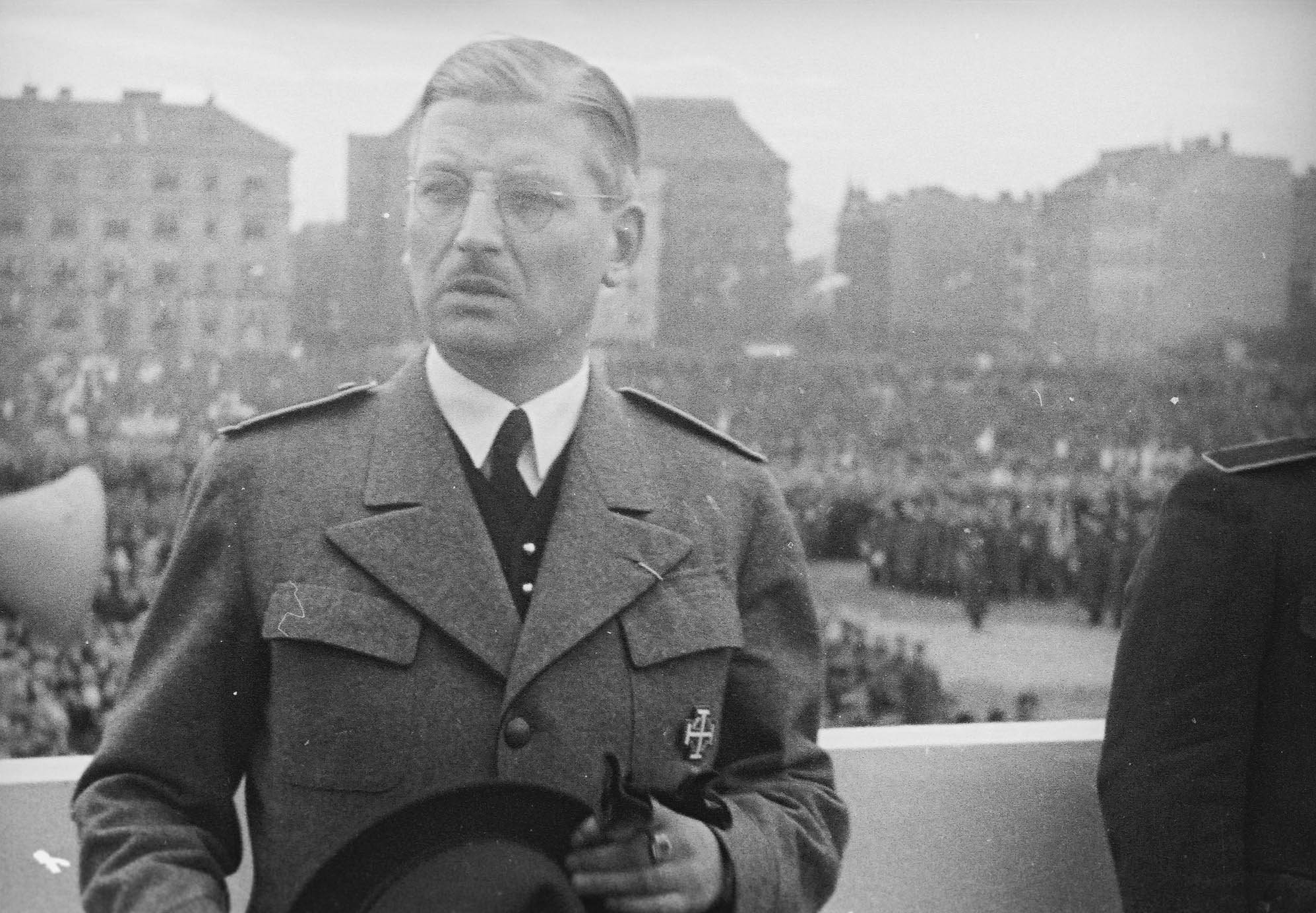
Kurt Schuschnigg (wahrscheinlich Oktober 1936)

Italien begann am 3. Oktober 1935 mit der Eroberung Abessiniens (Abessinienkrieg). International war Mussolini danach weitgehend isoliert und näherte sich Hitler an. Für die regierende Vaterländische Front bedeutete das den Verlust einer wichtigen Schutzmacht. Bundeskanzler Kurt Schuschnigg, Nachfolger des ermordeten Engelbert Dollfuß, musste nun nach Wegen suchen, das Verhältnis zum Deutschen Reich zu verbessern. Wie sein Vorgänger wollte auch er die Unabhängigkeit Österreichs bewahren. Das Land war für ihn der zweite und – auf Grund des katholischen Fundaments – bessere deutsche Staat.
Am 11. Juli 1936 schloss Schuschnigg mit der deutschen Regierung das so genannte Juliabkommen: Inhaftierte Nationalsozialisten wurden amnestiert (die NSDAP blieb verboten), und NS-Zeitungen wurden wieder zugelassen. Weiters verpflichtete Schuschnigg sich, zwei Vertrauensleute der Nationalsozialisten in die Regierung aufzunehmen: Edmund Glaise-Horstenau wurde Bundesminister für nationale Angelegenheiten und Guido Schmidt Staatssekretär im Außenministerium. Arthur Seyß-Inquart wurde in den Staatsrat, ein Beratungsgremium der Regierung, aufgenommen. Im Gegenzug hob das Deutsche Reich die Tausend-Mark-Sperre auf. Die Unterwanderung des austrofaschistischen Ständestaates durch die Nationalsozialisten wurde 1937 weiter erleichtert, indem ihnen die Aufnahme in die Vaterländische Front ermöglicht wurde. In ganz Österreich wurden „Volkspolitische Referate“ eingerichtet, die, zum Teil unter Leitung von Nationalsozialisten stehend, als legale Tarnung für deren Reorganisation dienten.
Ab 1937 wurde deutlich, dass die Annexion Österreichs aus deutscher Sicht nur noch eine Frage der Zeit war. Schon auf den ersten Seiten seines Buches „Mein Kampf“ (1924/25) hatte der gebürtige Österreicher Hitler seine Forderung Deutschösterreich muß wieder zurück zum großen deutschen Mutterlande festgehalten. Die „Niederwerfung“ Österreichs und der Tschechei, wie die Tschechoslowakei damals im gesamten Sprachraum genannt wurde, war auch Teil seiner strategischen Planungen, wie sie in der Hoßbach-Niederschrift vom 5. November 1937 festgehalten wurden.
Hermann Göring, nach Hitler der „zweite Mann im nationalsozialistischen Staat“, hatte schon mehrfach diesbezügliche Aussagen getätigt. An einer Wand in seinem Jagdschloss Carinhall hing bereits eine Karte „Großdeutschlands“, auf der zwischen Österreich und Deutschland keine Grenze mehr eingezeichnet war. Für Göring, im Deutschen Reich auch für die Wirtschaftspolitik zuständig, hatte Österreich sehr attraktive Ressourcen: Die deutsche Rüstungspolitik hatte die Gold- und Devisenreserven nahezu erschöpft. In den Tresoren der Oesterreichischen Nationalbank hingegen lagerten noch umfangreiche Bestände. Zudem verfügte Österreich über wichtige Rohstoffe wie Eisenerz und Erdöl und über mehr als 500.000 Arbeitslose, darunter viele Facharbeiter, die für die Rüstungsindustrie einsetzbar waren.

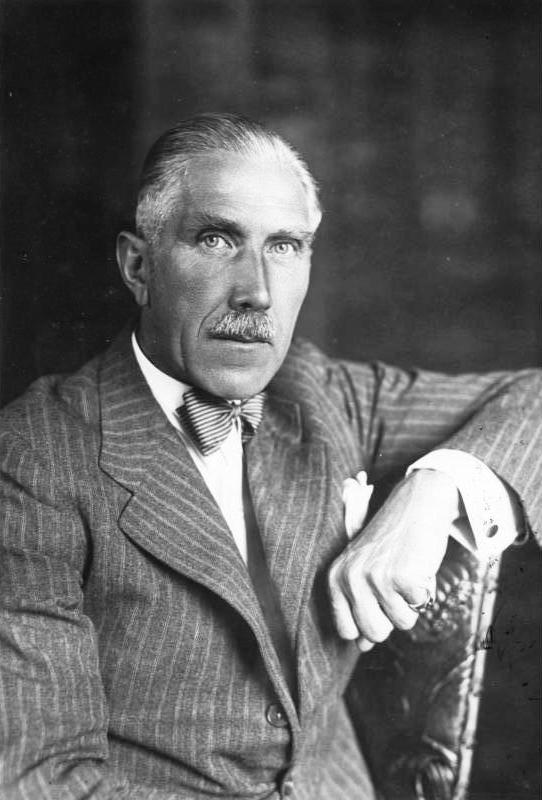
Franz von Papen, deutscher Botschafter in Wien ab 1936

Franz von Papen, der deutsche Botschafter in Wien, arrangierte am 12. Februar 1938 ein Treffen zwischen Hitler und Schuschnigg auf dem Obersalzberg im bayerischen Berchtesgaden. Der deutsche Reichskanzler drohte offen mit dem Einmarsch in Österreich und zwang Schuschnigg zur Annahme einer Reihe von Maßnahmen zur Begünstigung der österreichischen Nationalsozialisten. Das Berchtesgadener Abkommen garantierte der seit 1933 verbotenen NSDAP die freie politische Betätigung und verhalf Arthur Seyß-Inquart am 16. Februar 1938 zum Amt des Innenministers. Auch wurde der langjährige oberste Soldat Österreichs, der Chef des Generalstabes Feldmarschall-Leutnant Alfred Jansa, pensioniert, dessen Gegnerschaft zum Nationalsozialismus evident war und der ein Verfechter einer militärischen Konfrontation im Falle des Einmarsches der Wehrmacht war („Jansa-Plan“).

### Ende des Ständestaates
Trotz immer stärkerer Einflussnahme des Deutschen Reiches auf die österreichische Innen- und Wirtschaftspolitik wollte Schuschnigg Österreich immer noch als eigenen Staat erhalten. Ohne dies mit Hitler abgesprochen oder ihn informiert zu haben, gab er am 9. März 1938, vier Wochen nach dem Treffen am Berghof, bekannt, am folgenden Sonntag, dem 13. März 1938, eine Volksbefragung über die Unabhängigkeit Österreichs abhalten zu wollen. Hitler beantwortete das mit der Mobilmachung der für den Einmarsch vorgesehenen 8. Armee. Edmund Glaise-Horstenau, der zu diesem Zeitpunkt in Berlin war, überbrachte von dort das Ultimatum Hitlers, das von Göring auch in Telefonaten mit Schuschnigg bekräftigt wurde. Die deutsche Regierung forderte die Verschiebung bzw. Absage der Volksbefragung. Am Nachmittag des 11. März willigte Schuschnigg ein. Nun forderte Hitler auch seinen Rücktritt, der noch am selben Abend erfolgte.

## Eingliederung in das Deutsche Reich

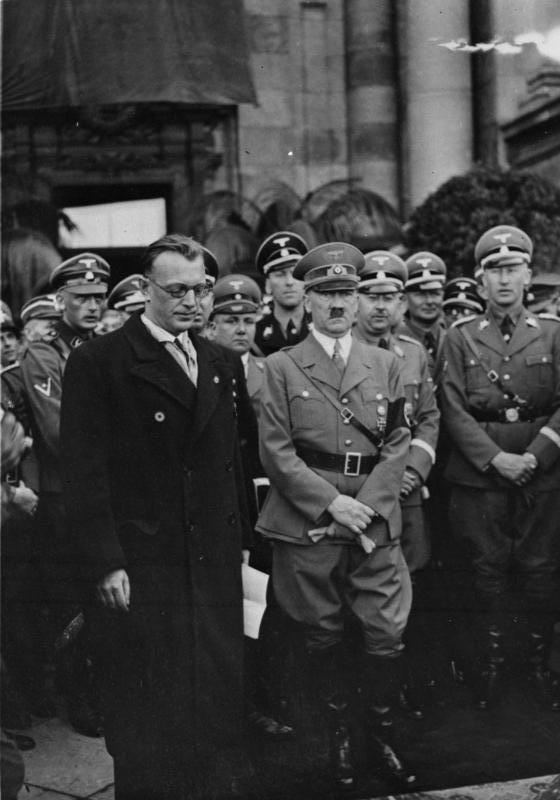
Arthur Seyß-Inquart und Adolf Hitler (1938)

### Der „Anschluss“

#### Machtübergang
Nach dem Rücktritt von Bundeskanzler Kurt Schuschnigg beauftragte Bundespräsident Wilhelm Miklas nach ergebnisloser Rundfrage bei christlichsozialen Politikern noch am selben Abend, wie von deutscher Seite gefordert, Arthur Seyß-Inquart mit der Bildung einer neuen Regierung. Vom 11. bis 13. März 1938 war er nun Regierungschef Österreichs und hatte den „Anschluss“ zu vollziehen, obwohl er damit das von ihm soeben angetretene Amt des Bundeskanzlers obsolet machte. Ihm wäre die Gleichschaltung Österreichs mit Hitler als Oberhaupt beider Staaten lieber gewesen.
Schon im Laufe des 11. März übernahmen österreichische Nationalsozialisten, z. B. in Graz, die Macht, wo immer Sicherheitsorgane bereits zu schwanken begannen, wem sie im Interesse ihrer kommenden Laufbahn ihre Loyalität widmen sollten. Die Exponenten des Ständestaates räumten ohne Widerstand das Feld. Nach Meinung vieler österreichischer NS-Aktivisten bedurfte es zu ihrer Machtübernahme keines Truppeneinmarsches aus Deutschland.
Schon am Abend des 11. März beginnend, wurden in den darauf folgenden Wochen, insbesondere in Wien, von SA und SS rund 72.000 Menschen verhaftet, darunter Politiker der Ersten Republik, Intellektuelle, Funktionäre des Ständestaates und vor allem Juden. Die meisten wurden, von den Nationalsozialisten als Prominententransport bezeichnet, in das KZ Dachau deportiert. Jüdische Vereine wurden aufgelöst.

#### Eintreffen Hitlers und der deutschen Wehrmacht

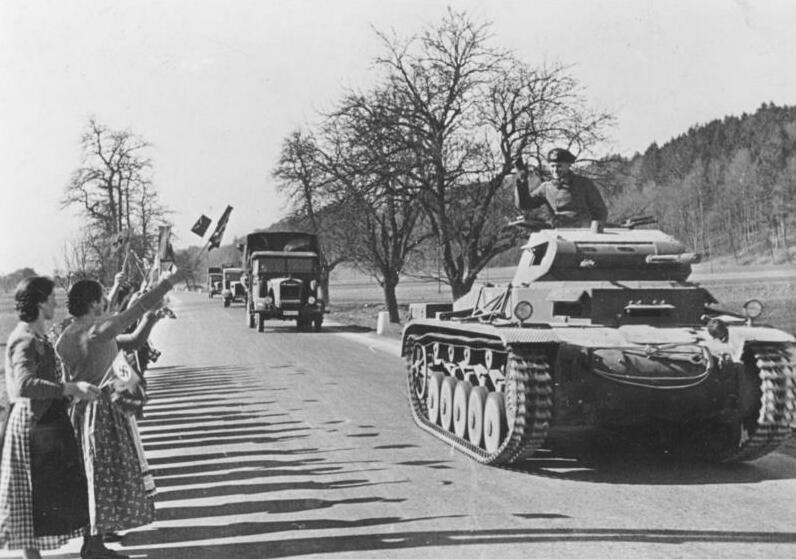
Zivilisten begrüßen die einmarschierende Wehrmacht (13. März 1938)

Am Morgen des 12. März überschritten deutsche Truppen und Polizisten, insgesamt etwa 65.000 Mann mit teils schwerer Bewaffnung, die österreichischen Grenzen (vgl. „Unternehmen Otto“) und wurden von der Bevölkerung vielfach mit Jubel empfangen. In Wien traf am Flughafen Aspern der Reichsführer SS Heinrich Himmler in Begleitung von SS- und Polizeibeamten ein, um die Übernahme der österreichischen Polizei durchzuführen. Wo noch nicht geschehen, besetzten nun österreichische Anhänger der NSDAP und Mitglieder von SS und SA öffentliche Gebäude und Ämter.
Am Abend des 12. März trafen Hitler und Seyß-Inquart in Linz zusammen. Vom Jubel vieler Österreicher beflügelt, entschied Hitler dort, die „Wiedervereinigung“ ohne die früher geplanten Übergangsfristen durchzuführen. Vom Balkon des Linzer Rathauses aus verkündete er die Schaffung des „Großdeutschen Reiches“. Am folgenden Tag, dem 13. März 1938, beschloss die Regierung Seyß-Inquart in ihrer zweiten Sitzung das „Gesetz über die Wiedervereinigung Österreichs mit dem Deutschen Reich“. Als Seyß-Inquart dem im selben Gebäude, dem heutigen Bundeskanzleramt, amtierenden Miklas das Anschlussgesetz zur Unterschrift vorlegte, trat Miklas zurück und überließ es Seyß-Inquart, das Gesetz als interimistisches Staatsoberhaupt zu unterzeichnen. Von 15. März 1938 bis 30. April 1939 war Seyß-Inquart in der Folge als Reichsstatthalter im Rang eines SS-Obergruppenführers Leiter der Österreichischen Landesregierung. Er hatte die Aufgabe, die österreichischen Bundesbehörden aufzulösen und die Eingliederung der Verwaltung in jene des Deutschen Reiches durchzuführen.

#### Heldenplatz und Volksabstimmung

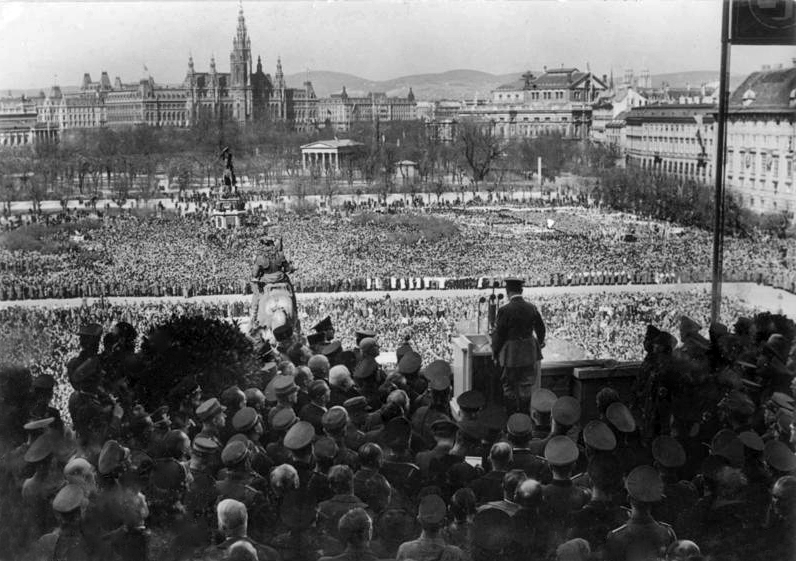
Rede Hitlers in Wien am 15. März 1938

Am 15. März traf Hitler, der die beiden vorhergehenden Tage in seinem Geburtsort Braunau am Inn verbracht hatte, in Wien ein und hielt auf dem Heldenplatz unter dem Jubel zehntausender Menschen seine Rede, in der er die größte Vollzugsmeldung seines Lebens abgab: Als Führer und Kanzler der deutschen Nation und des Reiches melde ich vor der deutschen Geschichte nunmehr den Eintritt meiner Heimat in das Deutsche Reich. Der Oberösterreicher Ernst Kaltenbrunner, im Nürnberger Prozess gegen die Hauptkriegsverbrecher 1946 zum Tode verurteilt und hingerichtet, wurde zum SS-Brigadeführer befördert und Führer des SS-Oberabschnittes Österreich.

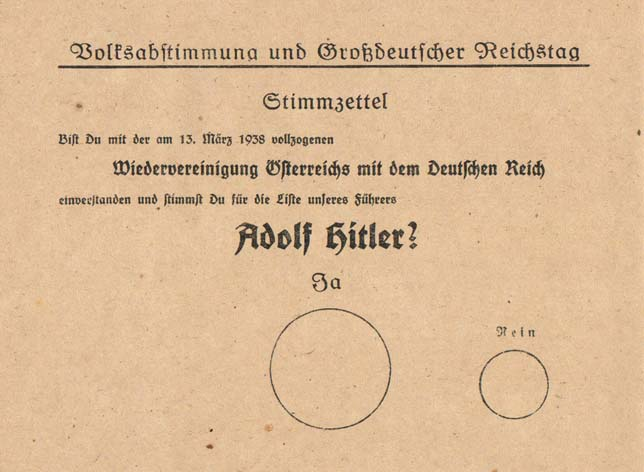
Stimmzettel zur Abstimmung am 10. April 1938

Für den 10. April wurde eine Volksabstimmung über den bereits vollzogenen „Anschluss“ angesetzt. In den Wochen nach dem 12. März wurde ganz Österreich mit einer in diesem Ausmaß bis dahin unbekannten Propaganda überzogen. Hitler selbst, Joseph Goebbels, Hermann Göring, Rudolf Heß und andere führende Vertreter des nationalsozialistischen Regimes traten bei penibel inszenierten Veranstaltungen auf und hielten Reden. Auch die gleichgeschaltete Presse und der Rundfunk (RAVAG) hatten kein anderes Thema als das Ja zur Wiedervereinigung Österreichs mit dem Deutschen Reich. Prominente Österreicher wie Kardinal Theodor Innitzer, der eine Erklärung der Bischöfe dazu mit Heil Hitler unterzeichnete, und Politiker, darunter der Sozialdemokrat Karl Renner, warben für die Zustimmung. Nach amtlichen, stark in Zweifel zu ziehenden Angaben stimmten in Österreich 99,73 % und im Deutschen Reich, dem „Altreich“, 99,08 % für den „Anschluss“.
Von der Abstimmung ausgeschlossen waren 8 % der eigentlich Wahl- bzw. Stimmberechtigten; etwa 200.000 Juden, rund 177.000 „Mischlinge“ und die bereits zuvor aus politischen oder „rassischen“ Gründen Verhafteten. Die so genannte „Volksabstimmung“ wurde daher von außenstehenden Beobachtern als NS-Propagandainstrument eingestuft, keinesfalls als faire Willensäußerung des österreichischen Volkes.

#### Spontane Judenverfolgung

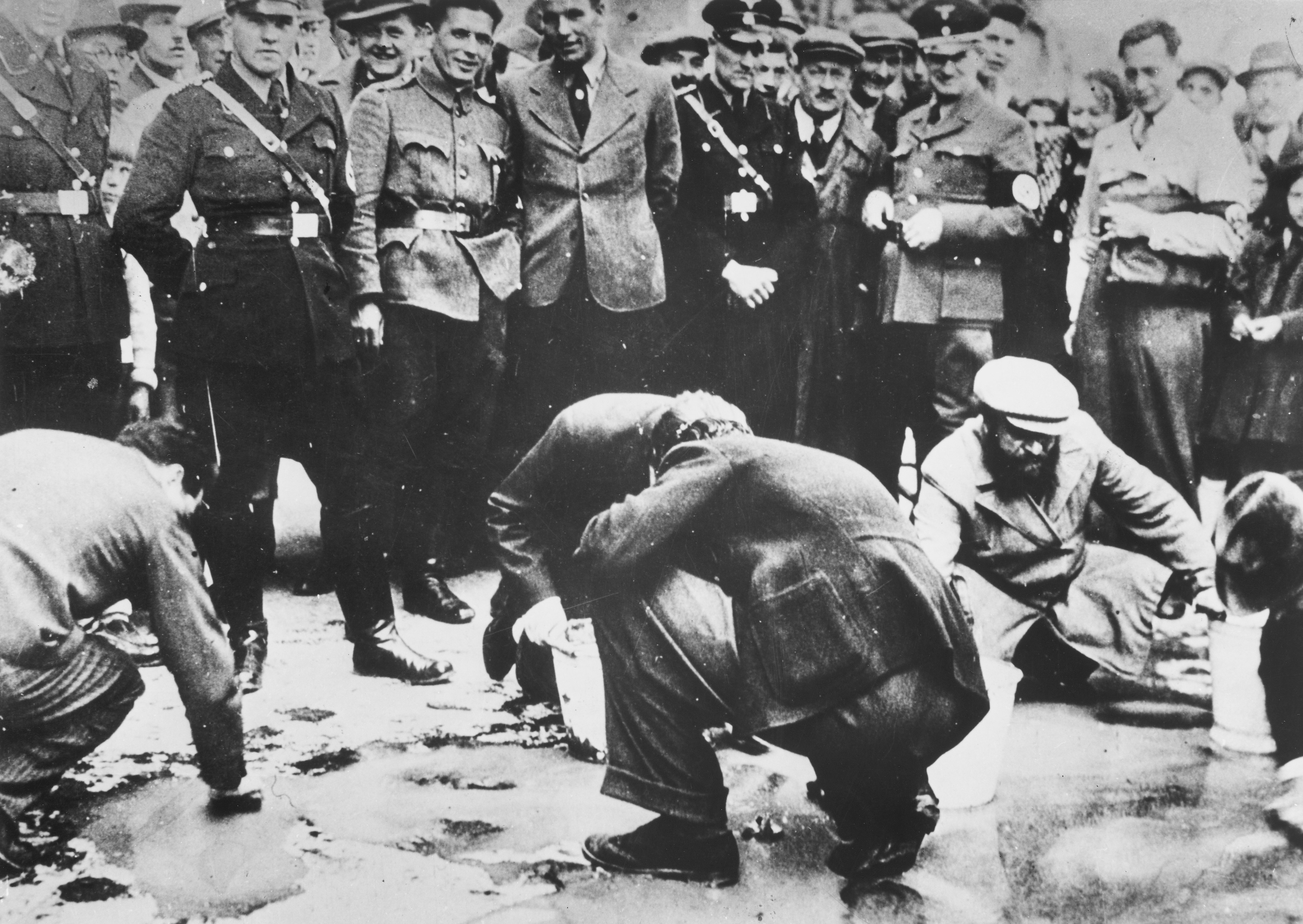
Uniformierte und Zivilisten sehen zu, wie jüdische Österreicher gezwungen werden, Gehsteige zu reinigen. Wien (März/April 1938)

Vielerorts wurden in diesen Wochen jüdische Österreicher Opfer von Übergriffen und Demütigungen. Viele wurden ihrer Geschäfte und Wohnungen beraubt, derer sich dann jene bemächtigten, die die Eigentümer zuvor mit Hilfe von SA und fanatischen Privatpersonen vertrieben hatten. Juden wurden gezwungen, ihre besten Kleider anzuziehen und dann auf Händen und Knien in so genannten Reibpartien mit Bürsten den Gehsteig von Pro-Schuschnigg-Parolen zu reinigen. Der Schriftsteller Carl Zuckmayer beschrieb diese Tage des Anschlusspogroms in seiner Autobiografie (1966) als Alptraumgemälde des Hieronymus Bosch […]. Die Luft war von einem unablässig gellenden, wüsten, hysterischen Gekreische erfüllt, aus Männer- und Weiberkehlen, das tage- und nächtelang weiterschrillte. Und alle Menschen verloren ihr Gesicht, glichen verzerrten Fratzen: die einen in Angst, die andren in Lüge, die andren in wildem, haßerfülltem Triumph. […] Ich erlebte die ersten Tage der Naziherrschaft in Berlin. Nichts davon war mit diesen Tagen in Wien zu vergleichen. […] Was hier entfesselt wurde, war der Aufstand des Neids, der Mißgunst, der Verbitterung, der blinden, böswilligen Rachsucht – und alle anderen Stimmen waren zum Schweigen verurteilt.
Der plötzliche Ausbruch von zügelloser Gewalt auf den Wiener Straßen hing aber laut Martin Haidinger und Günther Steinbach nicht damit zusammen, dass es unter Österreichern oder Wienern einen radikaleren Antisemitismus gab als unter Deutschen. Im austrofaschistischen Ständestaat zwischen 1934 und 1938 war einerseits die NSDAP verboten, und die Lagerhaft vieler NS-Funktionäre schuf spezielle Mentalitäten unter den österreichischen Nazis. Zudem konnten sich in der Verbotszeit Personen mit Verbindungen in die Unterwelt besonders gut entwickeln, – Aktivitäten in der Illegalität sind schließlich nicht jedermanns Sache. Die plötzliche Eruption der Gewalt hing auch mit der überstürzten Entwicklung während des „Anschlusses“ zusammen: Die österreichischen Nationalsozialisten wussten am Freitag, dem 11. März 1938, noch nicht, dass sie am Sonntag im Besitz der absoluten Macht sein würden.

### Verwaltung

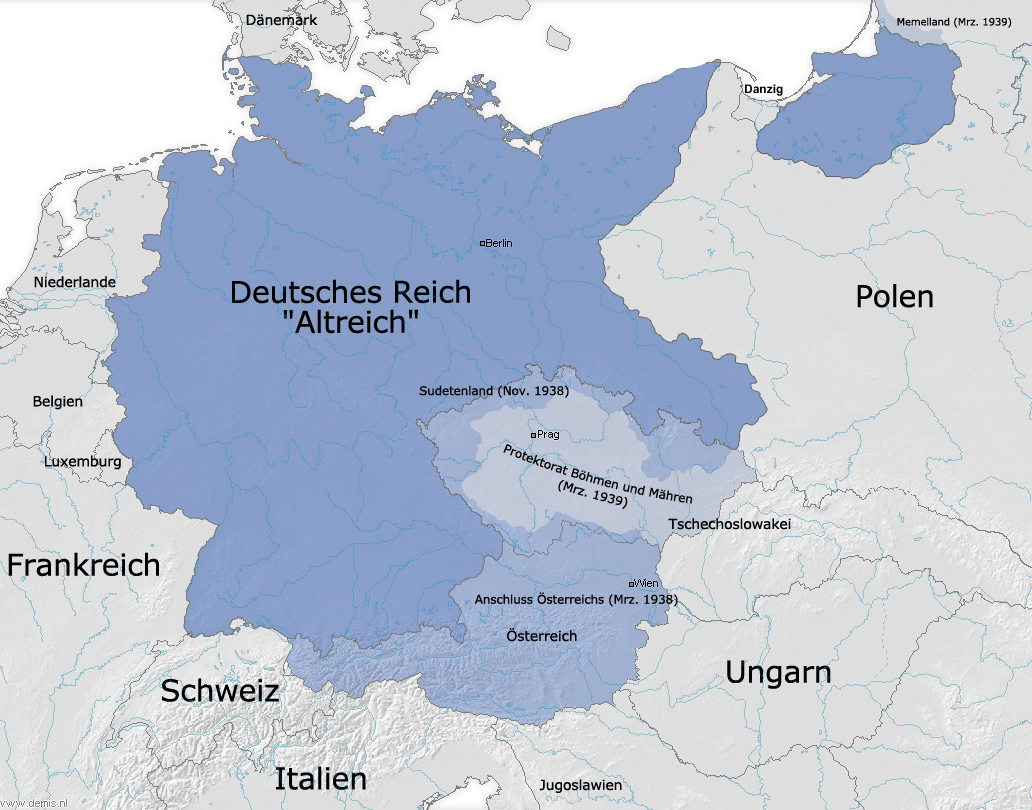
Das Deutsche Reich 1939

Am 18. März wurde Albert Hoffmann als sogenannter Stiko installiert, dessen Aufgabe es war, die ideologische Gleichschaltung der Vereine, Organisationen und Verbände durchzuführen. Dazu gehörten auch die verschiedenen Kammern. Dazu wurde deren Vermögen festgestellt, das die Grundlage für die Aufbauumlage und der Gebühr zur Deckung der Kosten der Dienststelle darstellte.
Josef Bürckel, zuvor bereits „Reichskommissar für die Rückgliederung des Saargebiets“, wurde am 23. April 1938 „Reichskommissar für die Wiedervereinigung Österreichs mit dem Deutschen Reich“. Er war als kommissarischer Leiter der NSDAP auch mit der Reorganisation der Partei in Österreich beauftragt und als Reichskommissar für die Massendeportationen von österreichischen Juden verantwortlich.
Mit Inkrafttreten des „Ostmarkgesetzes“ am 1. Mai 1939 wurde die österreichische Landesregierung aufgelöst, womit auch die Befugnisse von Reichsstatthalter Seyß-Inquart auf Reichskommissar Bürckel übergingen. Die bisherigen Landeshauptleute wurden Reichsstatthalter, die Länder Reichsgaue und die Gebietsänderungen definiert. Die Umsetzung der Bestimmungen des Ostmarkgesetzes, also die Auflösung aller verbliebenen österreichischen Verwaltungsstrukturen und deren Integration in die des Deutschen Reiches, war am 31. März 1940 beendet. Bürckels Aufgaben als „Reichskommissar für die Wiedervereinigung“ waren damit abgeschlossen, und ihm folgte von 1940 bis zum Kriegsende 1945 Baldur von Schirach als Reichsstatthalter und Gauleiter von Wien.

### Militär

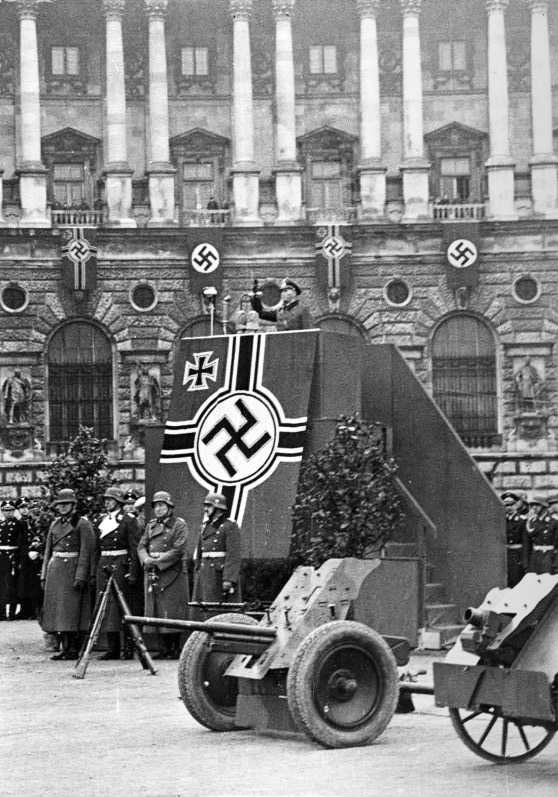
Vereidigung von Rekruten auf dem Wiener Heldenplatz (Dezember 1938)

Das Bundesheer leistete auf Befehl der Regierung keinen Widerstand, als deutsche Truppen in Österreich einmarschierten.
Die Eingliederung des Bundesheeres in die Wehrmacht wurde bis zum 29. März vollzogen, der überwiegende Teil der Militärangehörigen, Offiziere wie auch Soldaten, wurde bis zum Herbst 1938 in die Wehrmacht übernommen (siehe auch NS-Ranggefüge). Offiziere, die den Eid auf Hitler nicht ablegen wollten, wurden zwangspensioniert. Österreich wurde in der Folge in die beiden Wehrkreise XVII (nördliches Österreich, südliche Tschechoslowakei) mit Hauptquartier in Wien und XVIII (südliches Österreich, nördliches Slowenien) mit Hauptquartier in Salzburg aufgeteilt. Das österreichische Heer wurde der Heeresgruppe 5 eingegliedert und der 2-jährige Militärdienst eingeführt.
Dem relativ geringen zahlenmäßigen Gewicht des vormaligen Österreich innerhalb des sog. Großdeutschen Reiches entsprach, dass in nur wenigen Formationen (so vermutlich der Mehrzahl der Gebirgs-Divisionen) die Soldaten aus der „Ostmark“ eine signifikante Mehrheit stellten. Viele Österreicher wurden im Verlauf des Krieges auch in Verbände der Wehrmacht des „Altreichs“ eingezogen oder versetzt. In Luftwaffe und Marine waren sie hingegen deutlich unterrepräsentiert. Nur nach der Eroberung Norwegens (Unternehmen Weserübung), insbesondere der Stadt Narvik, mit der das Deutsche Reich sich den Zugriff auf die Erzvorkommen um Kiruna sicherte, wurde die Rolle der „ostmärkischen“ Gebirgsjägereinheiten (allerdings geführt vom bayerischen General Eduard Dietl) propagandistisch genutzt.

### Polizei
Die Polizei wurde dem Reichsführer SS und Chef der deutschen Polizei im Reichsministerium des Innern, Heinrich Himmler, unterstellt und ihr Organisationsschema angepasst. Ernst Kaltenbrunner als Führer der österreichischen SS wurde mit der Bearbeitung aller Polizeiagenden beauftragt und bildete zwei Abteilungen mit je einem Inspekteur an der Spitze: Einerseits die uniformierte Ordnungspolizei (Schutzpolizei, Gendarmerie und Gemeindevollzugspolizei) und andererseits die Sicherheitspolizei (Geheime Staatspolizei und Kriminalpolizei). Nach Bildung der neuen Reichsgaue übernahmen Höhere SS- und Polizeiführer in den beiden „ostmärkischen“ Wehrkreisen XVII (Wien) und XVIII (Salzburg) die Funktionen von Kaltenbrunner.
Die Leitstelle Wien der Geheimen Staatspolizei (Gestapo) wurde bereits am 15. März 1938 von Sipo- und SD-Chef Reinhard Heydrich im Auftrag Himmlers etabliert. Mit 900 Beamten war sie die größte Gestapoeinheit in Österreich (gesamt 2000 Beamte) und nach dem Geheimen Staatspolizeiamt in Berlin war sie auch die größte Gestapoeinheit im Deutschen Reich.

## Länder als Reichsgaue

### Gliederung der Ostmark
Hitler ließ den von ihm ungeliebten Namen Österreich anfangs durch „Ostmark“ ersetzen, eine seit dem 19. Jahrhundert verbreitete Übersetzung für marcha orientalis, die mittelalterliche Kernregion des späteren Österreich (vgl. Ostarrîchi). Ab 1942 lautete der Name, so es als notwendig erachtet wurde, die Territorien des früheren Österreich überhaupt noch mit einem zusammenfassenden Namen zu belegen, „Donau- und Alpenreichsgaue“. Damit sollte jeder Hinweis auf die historische Eigenständigkeit des Landes getilgt werden, auf welche die Bezeichnung „Ostmark“ noch hingedeutet hatte, und folgerichtig wurde ab Juli 1942 eine abweichende Bezeichnung mit strenger Strafe (unter Umständen Einweisung in ein KZ) geahndet.
Josef Bürckel plante bei Antritt seines Amtes als „Reichskommissar für die Wiedervereinigung Österreichs mit dem Deutschen Reich“, das Staatsgebiet an Stelle der neun Bundesländer in vier Gauen neu zu ordnen. Das Vorhaben scheiterte nicht zuletzt an Einwänden der regionalen NS-Funktionäre, die befürchteten, dass ein solcher Schritt bei der traditionsverbundenen Bevölkerung auf kein Verständnis stoßen und die Autorität des Regimes beschädigen würde.

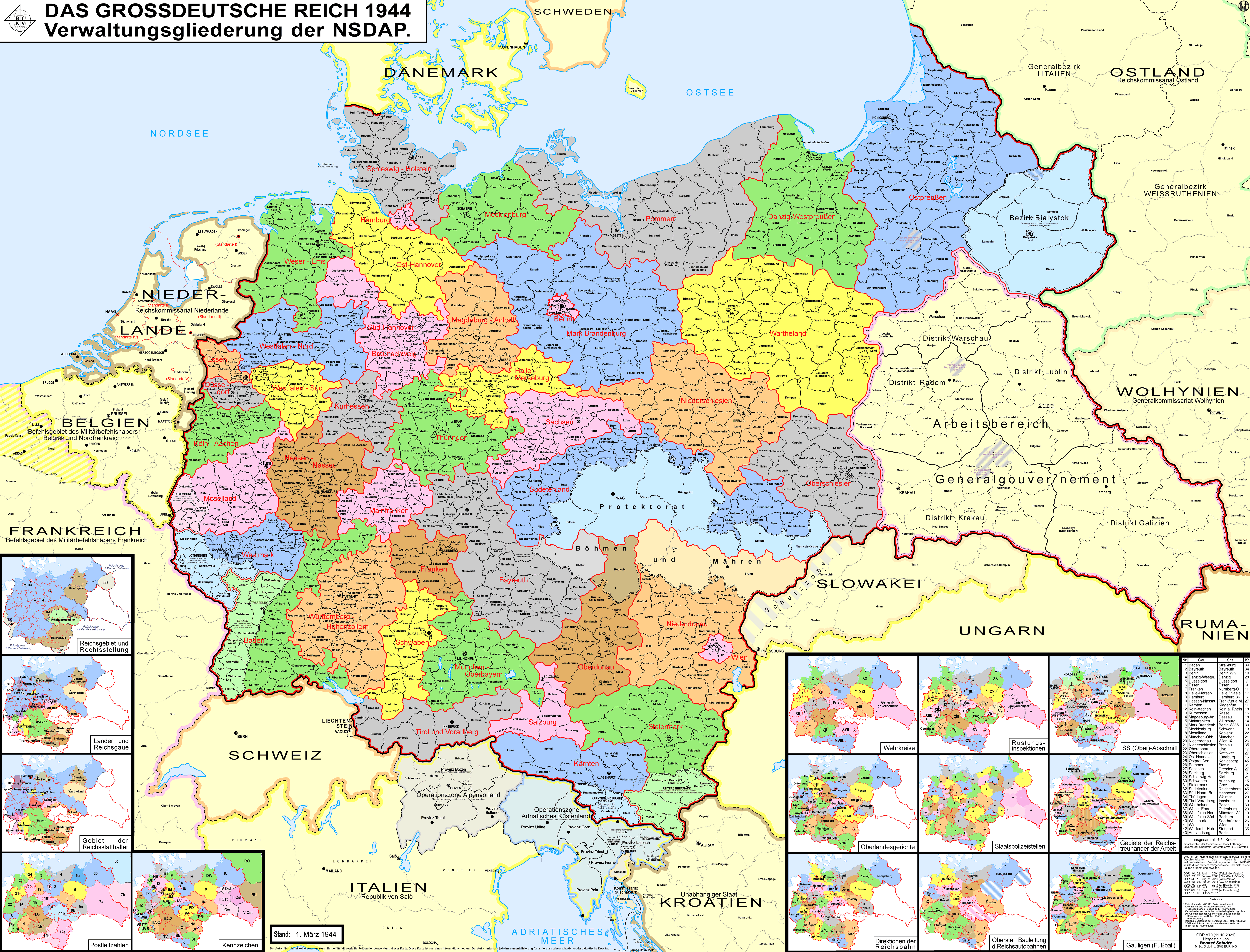
Die Gaue der NSDAP neben den Reichsgauen

Das Staatsgebiet, die bisherigen Bundesländer, wurde mit dem Ostmarkgesetz 1939 in Reichsgaue aufgeteilt, die der Einteilung der Gaue der NSDAP vom 31. Mai 1938 entsprachen: Kärnten, Niederdonau (zuvor Niederösterreich), Oberdonau (zuvor Oberösterreich), Salzburg, Steiermark und Wien. Vorarlberg wurde, obwohl Vorarlberger NS-Funktionäre einen Zusammenschluss mit Schwaben bevorzugt hatten, mit Tirol zum Gau Tirol-Vorarlberg zusammengefasst. Das nördliche Burgenland wurde dem Reichsgau Niederdonau eingegliedert, der südliche Teil der Steiermark. Tirol musste den Bezirk Lienz (Osttirol) als Kreis Lienz an Kärnten abtreten. Dies war auch ein Signal an Mussolini, dass von Seiten Hitlers keine Ansprüche auf Südtirol gestellt würden. Weiters wurden auch einzelne Regionen neu zugeteilt. So wurde der steirische Teil des Salzkammerguts (Ausseerland) mit dem oberösterreichischen „wiedervereinigt“ und dem Gau Oberdonau zugeschlagen, das Kleine Walsertal wurde Schwaben und die Gemeinde Jungholz Oberbayern eingegliedert. Die bis dahin existierenden föderalen Strukturen in Österreich waren damit gänzlich aufgehoben.
Mit der Unterzeichnung des Münchner Abkommens am 30. September 1938 wurden die deutsch besiedelten Gebiete, die seit 1918 zur Tschechoslowakei gehörten, dem Deutschen Reich angeschlossen. Zunächst waren sie als „Auftragsverwaltung“ einem eigenen Gauleiter unterstellt. Mit dem „Gesetz zur Gliederung der sudetendeutschen Gebiete“ vom 25. März 1939 wurde Südmähren (Znaim und Nikolsburg) dem Gau Niederdonau und das Gebiet um Krumau dem Gau Oberdonau zugeteilt.
Im Zuge des Balkankrieges und der Besetzung Jugoslawiens wurden 1941 Teile Sloweniens dem Deutschen Reich als provisorische Verwaltungsgebiete eingegliedert. Als CdZ-Gebiete wurden die besetzten Gebiete Kärntens und der Krain an den Gau Kärnten und die Untersteiermark an den Gau Steiermark angeschlossen.

### Organisation

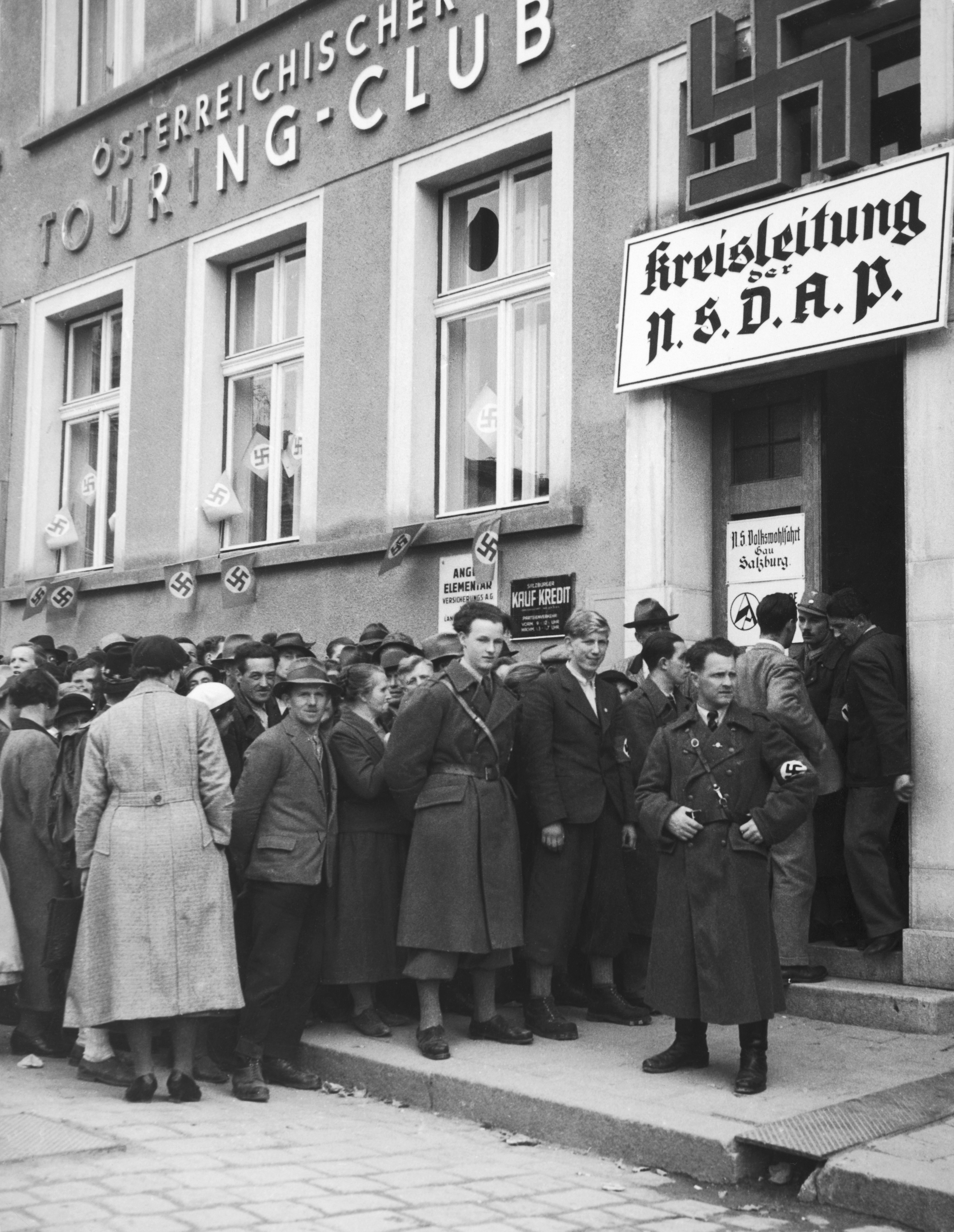
Kreisleitung der NSDAP in der Stadt Salzburg, März 1938

Die Verwaltungsstruktur war eng mit der Organisation der NSDAP verwoben. Den sieben Reichsgauen standen jeweils Reichsstatthalter vor, die dem Innenminister in Berlin unterstanden und zugleich NSDAP-Gauleiter waren, die der zentralen NSDAP-Führung in München unterstanden. Die Reichsgaue waren für die Partei in ganz Großdeutschland in Kreise, diese wiederum in Ortsgruppen, Zellen und auf unterster Ebene in Blocks unterteilt: die „Blockwarte“ trugen wesentlich zur Überwachung der gesamten Bevölkerung bei. Am 1. Oktober 1938 wurde in den Gebieten des ehemaligen Österreich die deutsche Gemeindeordnung eingeführt, die die Durchsetzung des Führerprinzips auf Gemeindeebene vorsah. (Die Gemeinden waren zuvor schon im Ständestaat seit 1934 undemokratisch organisiert.)
Anders als im „Altreich“ wurden Staats- und Parteifunktionen in der „Ostmark“ immer in Personalunion bekleidet.
Preußen, Bayern und Sachsen wurden beispielsweise von (politisch bedeutungslosen) NSDAP-Ministerpräsidenten und nicht von Reichsstatthaltern verwaltet (eine Reminiszenz an die lange Eigenstaatlichkeit dieser Länder) und waren viel zu groß, um für die Partei jeweils nur einen Reichsgau zu bilden. Die aufgelösten österreichischen Länder waren hingegen größenmäßig mit deutschen Reichsgauen vergleichbar, daher war hier der Reichsstatthalter immer auch Gauleiter (und wurde auch dann so bezeichnet, wenn er nicht für die NSDAP, sondern für den Staat agierte).

### Aufteilung des Burgenlandes

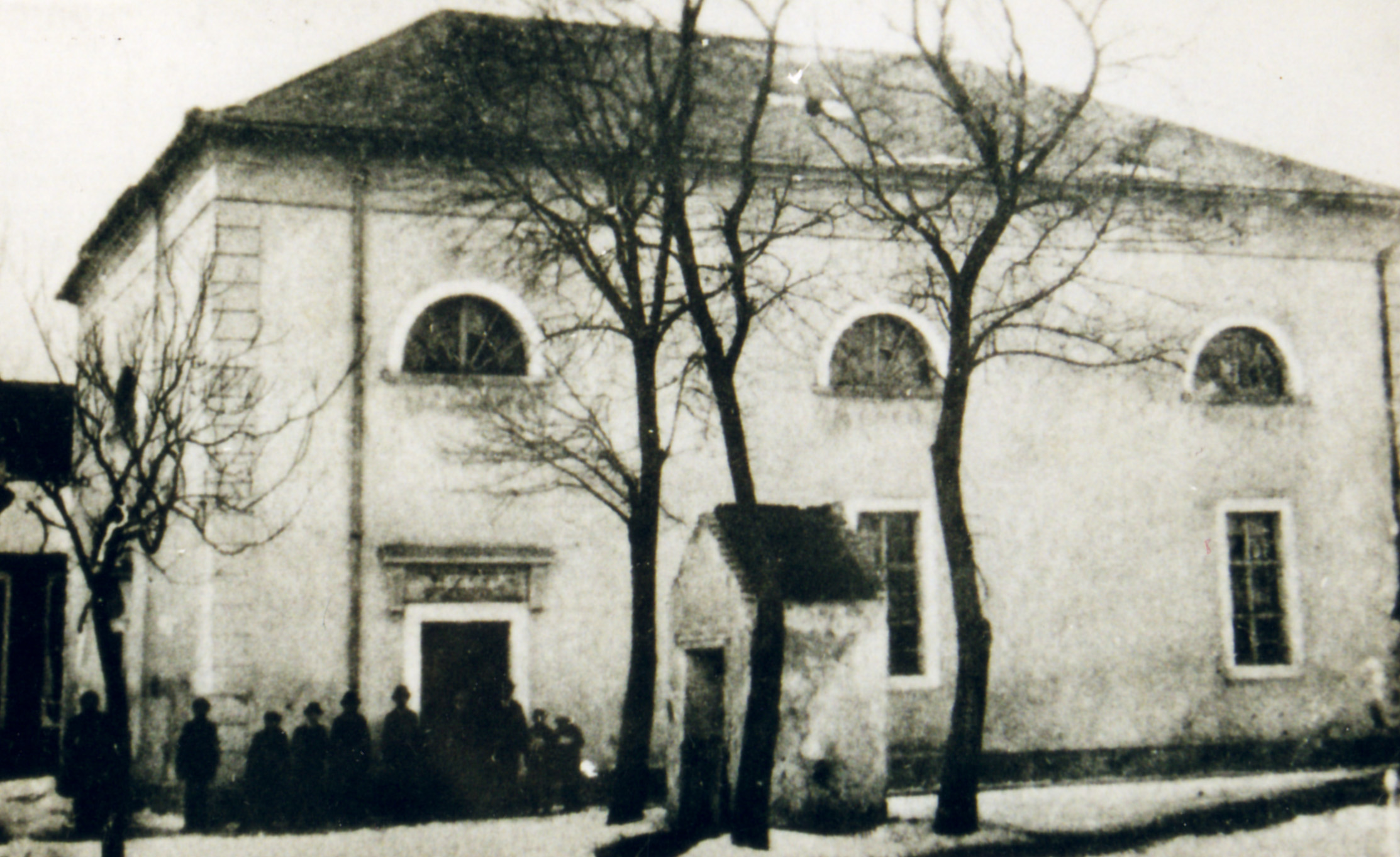
Die Synagoge von Frauenkirchen (1935), nach der Vertreibung der Juden wurde sie 1939 abgerissen.

Beim „Anschluss“ übernahm der burgenländische Nationalsozialist Tobias Portschy die Funktion des Landeshauptmannes. Er agitierte publizistisch gegen „Fremdrassige“, vor allem „Zigeuner“; auf burgenländischem Gebiet wurde das „Zigeuner-Anhaltelager Lackenbach“ eingerichtet. Die direkte Beteiligung an konkreten Verfolgungsmaßnahmen konnte Portschy nach 1945 nicht nachgewiesen werden.

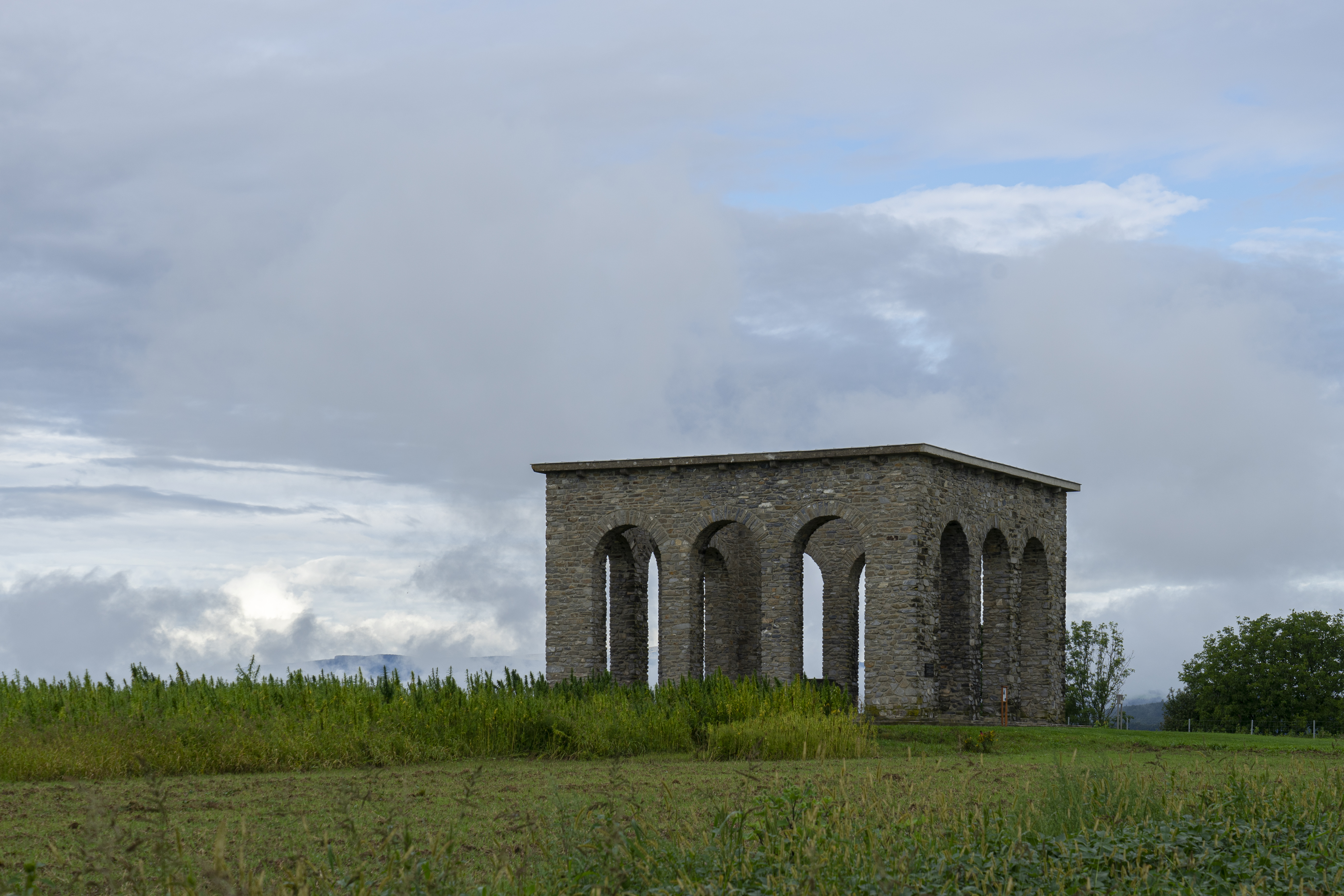
Das 1938/39 errichtete Anschlussdenkmal in Oberschützen

Wie in Berlin geplant, wurde das Burgenland durch Reichsgesetz per 15. Oktober 1938 als eigenständige Verwaltungseinheit aufgelöst. Die Städte Eisenstadt und Rust und die Bezirke Eisenstadt, Mattersburg, Neusiedl am See und Oberpullendorf gelangten an Niederösterreich, ab 1939 als Reichsgau Niederdonau bezeichnet. Die Bezirke Oberwart, Jennersdorf und Güssing kamen zur Steiermark, wo Portschy dann als stellvertretender Gauleiter amtierte.
Auf dem Gebiet des Burgenlandes wurden in den letzten Kriegsmonaten Versuche unternommen, gegen die aus Ungarn heranrückende Rote Armee den „Südostwall“ zu errichten. Dazu wurden von den lokalen NS-Machthabern unter mörderischen Bedingungen vor allem Zwangsarbeiter und jüdische KZ-Häftlinge herangezogen. Im März 1945 wurde das Massaker von Rechnitz verübt, bei dem lokale NS-Funktionäre nach einem Gelage bei Margit von Batthyány auf Schloss Rechnitz ausrückten und wenige Stunden vor dem Eintreffen der sowjetischen Truppen 180 Personen ermordeten.

### Groß-Wien

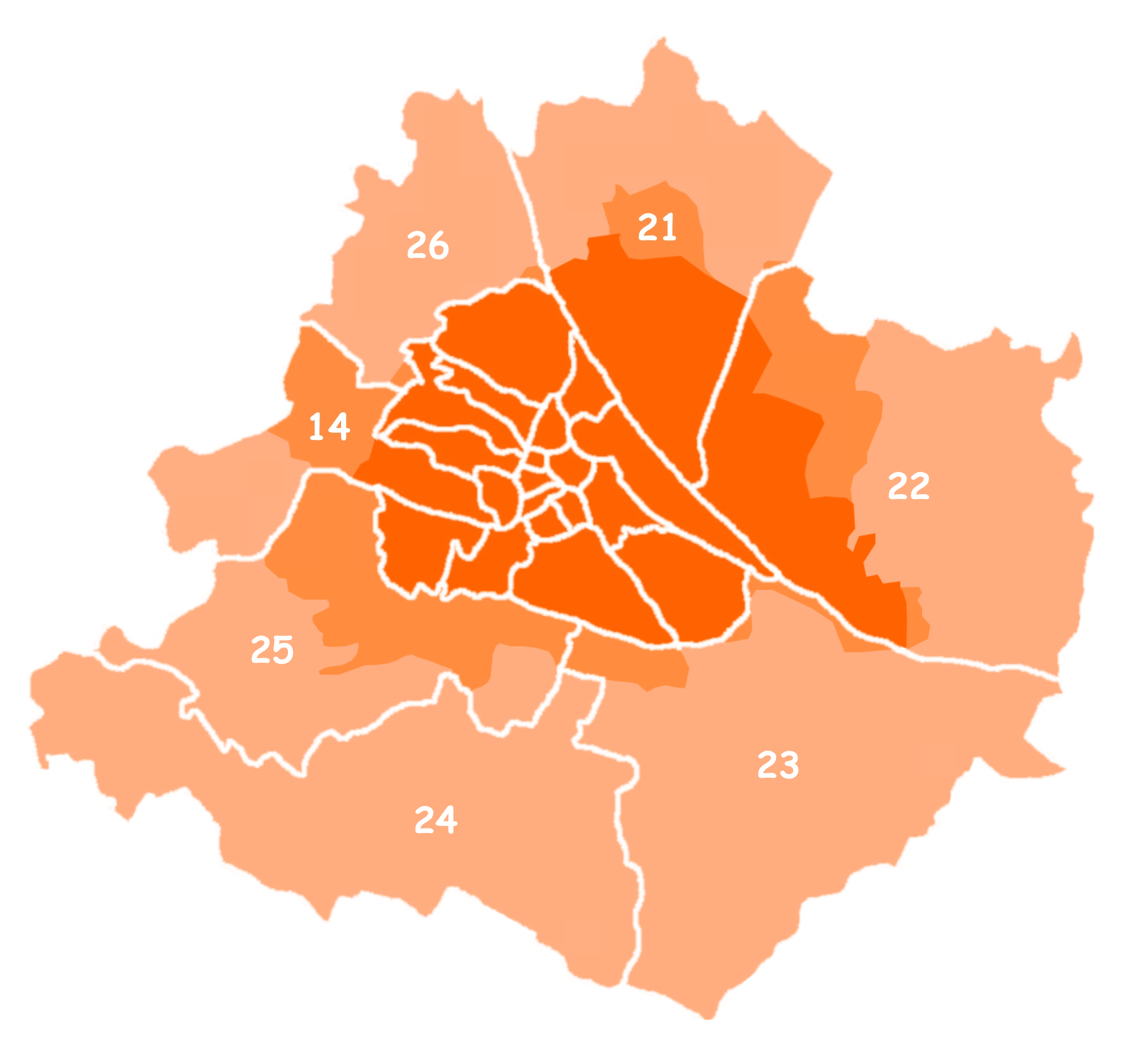
Dunkel: Wien bis 1938
hell: Erweiterungen zu Groß-Wien ab 1938
mittel: bis heute bei Wien verblieben

Erster Gauleiter und Reichsstatthalter Wiens wurde der Kärntner Odilo Globocnik. Dieser wurde 1939 als SS- und Polizeiführer nach Polen versetzt (siehe „Aktion Reinhardt“); ihm folgte Josef Bürckel, den seinerseits 1940 Baldur von Schirach ablöste. Schirach hatte diese Positionen bis zum Kriegsende 1945 inne.
Mit Parteiverfügung vom 1. Juni 1938 wurde die Stadt Wien in vorerst neun (später zehn) Kreise aufgeteilt. Es wurden 436 Ortsgruppen eingerichtet, die insgesamt 2.470 Zellen und 14.254 Blocks umfassten. Die auf unterster Ebene der NS-Hierarchie den „Blockwarten“ unterstellten „Blockhelfer“ waren im Durchschnitt für etwa 30 bis 40 Einwohner zuständig.
Per 15. Oktober 1938 wurden durch Reichsgesetz 97 Umlandgemeinden in den nunmehrigen Reichsgau Wien integriert und so auf Kosten Niederösterreichs die Bezirke XXII (Groß-Enzersdorf), XXIII (Schwechat), XXIV (Mödling), XXV (Liesing) und XXVI (Klosterneuburg) geschaffen. Dadurch wurde Groß-Wien mit 1.224 km² zur flächenmäßig größten Stadt des Deutschen Reiches.

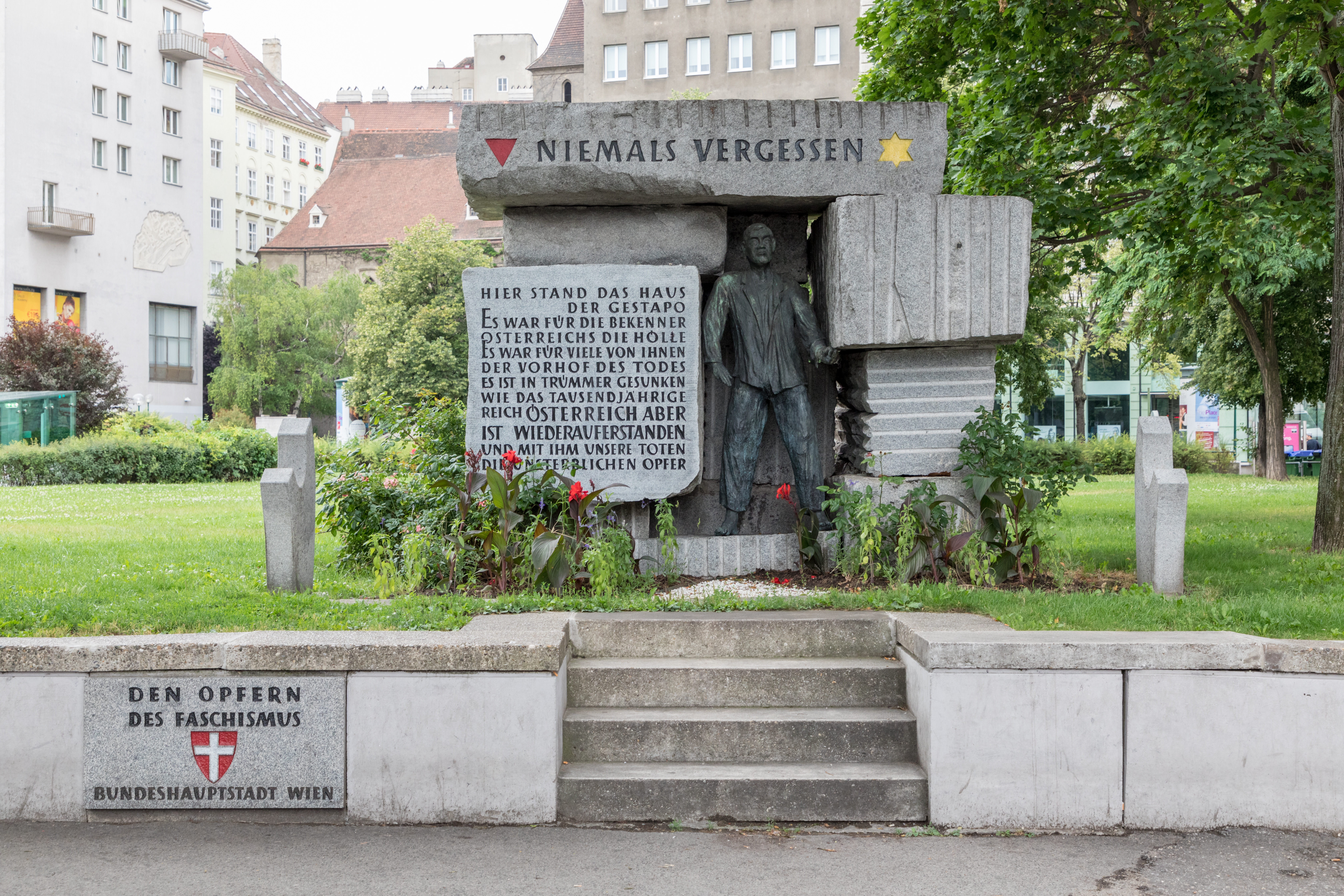
Gedenkstätte für die Opfer der Gestapo am früheren Standort des Hotel Metropol.

Reinhard Heydrich, Chef des Sicherheitsdienstes, hatte schon kurz nach dem „Anschluss“ das Hotel Metropol am Franz-Josefs-Kai beschlagnahmt und als Hauptquartier der Gestapo eingerichtet. Mit etwa 900 von Offizieren aus dem „Altreich“ geführten Mitarbeitern hatte die Gestapodienststelle Wien etwa so viele Mitarbeiter wie das Gestapohauptquartier Prag (diese beiden Dienststellen waren die größten im Reich); offenbar schätzte die deutsche Führung die Bevölkerung der „Donaugaue“ nicht nur loyal und parteikonform ein.
Die „Judenfrage“ wurde in Wien – zum Erstaunen vieler Deutscher, die das Thema nüchterner sahen – vom Moment der NS-Machtübernahme an „aktionistisch“ bearbeitet, um jüdische Wiener zu demütigen, oft in spontanen Handlungen der Nachbarn, der Anrainer oder eines Mobs, der sich schnell zusammenrottete. In der zweiten Phase folgten systematische Beraubung, Vertreibung und Ermordung (siehe Geschichte Wiens, Geschichte der Juden in Österreich), verbunden mit der Tätigkeit Adolf Eichmanns in Wien. Von über 200.000 jüdischen Wienern im Jahr 1938 waren im April 1945 nur wenige Dutzend lebend in Wien auffindbar.
Wien wurde in den letzten Kriegsmonaten intensiv bombardiert und schließlich in der „Schlacht von Wien“ von der Roten Armee Mitte April 1945 befreit.
Theodor Körner wurde Wiens erster Nachkriegsbürgermeister.
Unter den Bauwerken und Einrichtungen, die 1938–1945 errichtet wurden, sind die sechs von 1942 bis kurz vor dem Kriegsende gebauten Flaktürme, der Ölhafen Lobau und der Getreidehafen Albern die sichtbarsten Zeugnisse jener Jahre. Interessant dabei ist, dass von keinem der sechs Flaktürme ein feindliches Flugzeug abgeschossen wurde.

### Kärnten
In Kärnten war die Machtübernahme auf allen Verwaltungsebenen, inklusive aller Gemeinden, bereits am 12. März 1938 vollzogen. Die Parteiorganisation war in Kärnten anfangs sehr stark, mit 6,5 % der Bevölkerung Österreichs stellte Kärnten 7,2 % (1942: 6,53 %) der NSDAP-Mitglieder.
Dem Gau Kärnten wurde im Oktober 1938 Osttirol angegliedert, 1941 auch das Mießtal und die Oberkrain.
Nach der Eroberung Jugoslawiens 1941 gab es Pläne, die Kärntner Slowenen, rund 20.000 bis 50.000 Menschen, in den Raum Lublin umzusiedeln. Kriegsbedingt und aufgrund von Protesten und der steigenden Partisanentätigkeit wurden diese Pläne nur ansatzweise ausgeführt. So wurden im April 1942 1075 Kärntner Slowenen von ihren Höfen vertrieben und ins „Altreich“ deportiert, während ihre Söhne „eingerückt“ waren, d. h. in der Wehrmacht dienten. Die Höfe sollten ins Reich rückgesiedelte Volksdeutsche übernehmen.
Die antislowenische Politik führte zu einem verstärkten Zulauf zur Partisanenbewegung. Im April 1941 wurde die Befreiungsfront/Osvobodilna Fronta (OF) gegründet; ihre Mitglieder stammten zumeist aus Südkärnten und hatten in diesem dünn besiedelten, sehr gebirgigen Landesteil den Vorteil großer Ortskenntnis und geheimer Unterstützung durch die dort Wohnenden. Die Partisanenbekämpfung band viele Soldaten: 1944/45 waren rund 15.000 Mann in Südkärnten stationiert.
Bis Kriegsende fielen etwa 500 Partisanen im Kampf. Dies war in Österreich der einzige kontinuierliche, organisierte und bewaffnete Widerstand gegen die NS-Diktatur und somit ein wichtiger Beitrag Österreichs zu seiner Befreiung, wie er 1943 in der Moskauer Deklaration der Alliierten verlangt wurde.
Weitere 2400 Kärntner fielen der NS-Verfolgung zum Opfer: Behinderte, Juden, Widerstandskämpfer, Sinti und Roma. Das KZ Loibl und das KZ-Nebenlager Klagenfurt-Lendorf gehörten zu den zahlreichen Außenlagern des KZ Mauthausen. 62.000 Kriegsgefangene und Zivilisten mussten in Kärnten Zwangsarbeit verrichten.
Besonders Klagenfurt und der Verkehrsknotenpunkt Villach waren ab 1944 Ziele alliierter Luftangriffe, Villach war nach Wiener Neustadt die am stärksten zerstörte Stadt Österreichs. Alliierte Truppen erreichten Kärnten erst nach dem Waffenstillstand, so dass Kärnten von schweren Gefechten verschont blieb.
Am 7. Mai 1945 übernahmen Vertreter der demokratischen Parteien friedlich die Verwaltung von den NS-Machthabern Gauleiter Friedrich Rainer und Gauhauptmann Meinrad Natmeßnig. Am 8. Mai trafen britische Truppen in Klagenfurt ein, wenige Stunden später auch jugoslawische, die den Anschluss von Kärntner Gebieten an Jugoslawien durchsetzen wollten. Auf Druck der britischen und sowjetischen Verantwortlichen mussten sie sich noch im Mai aus Kärnten zurückziehen, wobei es zu Verschleppungen und Tötungen etlicher Kärntner durch jugoslawische Truppen kam.

### Niederösterreich – Niederdonau
Gauleiter war Hugo Jury. Der Verwaltungssitz verblieb in Wien, Krems wurde zur „Gauhauptstadt“ erhoben. Während die Wien umgebenden Gemeinden dem Reichsgau Wien eingegliedert wurden, kam der nördliche Teil des Burgenlandes (Städte Eisenstadt und Rust, Bezirke Eisenstadt, Mattersburg, Neusiedl am See und Oberpullendorf) im Oktober 1938 zum Reichsgau Niederdonau. Auf Grund des Münchner Abkommens kamen im Oktober 1938 auch die südmährischen, deutsch besiedelten Gebiete mit den Städten Znaim und Nikolsburg zum Gau Niederdonau, sodass dieser insgesamt keine Einbußen erlebte.
Östlich der Stadt Schwechat, 1938–1954 Teil Wiens, wurde ein Flugfeld der Luftwaffe angelegt, aus dem sich der Flughafen Wien entwickelt hat.
Um die Gemeinde Döllersheim im Waldviertel, den Geburtsort von Hitlers Großvater, und 40 Nachbargemeinden wurde ab 1941 ein „Heeresgutsbezirk“, der größte Truppenübungsplatz im Deutschen Reich, angelegt. Die Bevölkerung wurde vertrieben und umgesiedelt (heute Truppenübungsplatz Allentsteig). Im Verlauf des Krieges diente das Gebiet als Sammelstelle für Kampfverbände, die an die östlichen Fronten verlegt wurden, und es wurden ein Sammellager für Beutegut und ein Kriegsgefangenenlager angelegt.
Entlang der Thermenlinie wurden auf Grund der strategisch günstigen Lage in den letzten Kriegsjahren kriegswichtige Schwerindustrie (Flugzeugbau u. Ä.) angesiedelt und Lager für Zwangsarbeiter eingerichtet. In der Schlussphase des Krieges war die Wiener Operation 1945 die letzte Schlacht des Krieges in Niederösterreich.

### Oberösterreich – Oberdonau

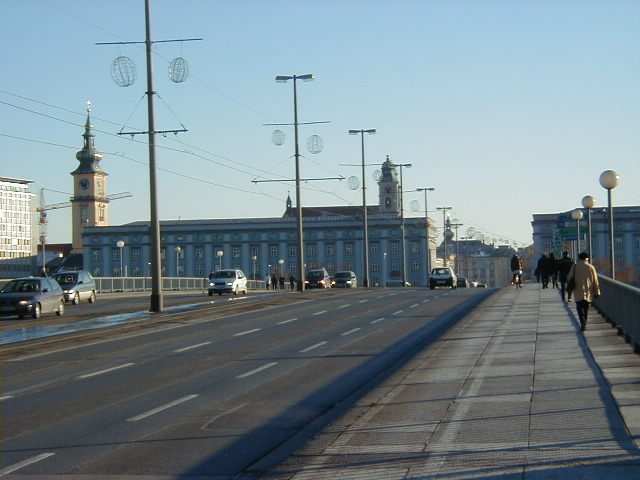
Die Nibelungenbrücke in Linz, der „Patenstadt des Führers“

Am 14. März 1938 übernahm August Eigruber, zuvor Gauleiter Oberösterreichs der verbotenen NSDAP, das Amt des Landeshauptmanns. Am 12. April 1940 wurde er als Reichsstatthalter des Reichsgaues Oberdonau vereidigt. Erster stellvertretender Gauleiter war ab 18. März 1938 Rudolf Lengauer aus Schwanenstadt. Ihm folgte schon am 23. Mai Hans Eisenkolb, der am 7. Mai 1940 von Christian Opdenhoff abgelöst wurde. Im Rahmen der Dachauer Prozesse wurde Eigruber nach Kriegsende wegen seiner Verantwortung für die Verbrechen im KZ Mauthausen zum Tode verurteilt und am 28. Mai 1947 hingerichtet. Linzer Polizeidirektor wurde nach der Ermordung von Viktor Bentz am 15. März 1938 der SS-Untersturmführer Josef Plakolm.
Mit der Neugliederung Oberdonaus in zwei Stadtkreise (Linz, Steyr) und 13 Verwaltungsbezirke am 1. November 1938 wurden die Bezirke Eferding und Urfahr-Umgebung aufgelöst und Ebelsberg und St. Magdalena der Hauptstadt eingemeindet. Die Gemeinden Lichtenegg und Pernau wurden Teile der Stadt Wels. Die südböhmischen, deutsch besiedelten Gebiete kamen im Oktober 1938 auf Grund des Münchner Abkommens zum Deutschen Reich und wurden dem Gau Oberdonau angeschlossen.

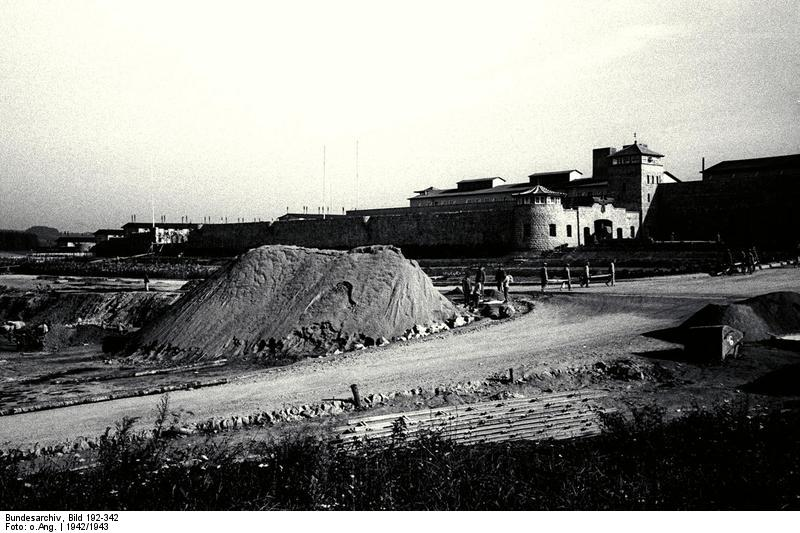
KZ Mauthausen, Lagereingang (1942)

Das für sehr viele Insassen tödliche KZ Mauthausen östlich von Linz wurde im August 1938 – wenige Monate nach der Machtübernahme der Nationalsozialisten – eröffnet. Anders als KZs im „Altreich“ oder als die tief in den Wäldern versteckten Vernichtungslager in Polen wurde das KZ Mauthausen als bedrohliche Machtdemonstration des Regimes weithin sichtbar auf einem Hügelkamm erbaut. 1943 wurde als Nebenlager das KZ Ebensee nahe dem Traunsee in Betrieb genommen. In Schloss Hartheim westlich von Linz befand sich von 1940 bis 1944 eine Tötungsanstalt der NS-Euthanasie, in der 30 Tausend Menschen mit Kohlenmonoxid ermordet wurden. Neben Hitler sind drei weitere bekannte NS-Verbrecher mit Oberösterreich verbunden: Ernst Kaltenbrunner wurde hier geboren, Adolf Eichmann lebte 20 Jahre hier. Die beiden lernten sich schon in der Schule in Linz kennen und waren später besonders eifrige Exponenten der NS-Tötungsmaschinerie. Auch Franz Stangl wuchs in Oberösterreich auf und war hier im Polizeidienst.
Linz – die „Patenstadt des Führers“
Hitler hatte von 1900 bis 1903 in Linz die Realschule besucht, während die Familie in Leonding bei Linz wohnte. Nach dem Schulabbruch lebte er ab 1905 mehrere Jahre mit seiner Mutter – Vater Alois war 1903 verstorben – in der Stadt. In dieser Zeit begann er, Skizzen von Gebäuden anzufertigen und Entwürfe für verschiedene Bauwerke und sogar eine Umgestaltung der Stadt zu zeichnen.
In Hitlers Planungen nahm die Stadt, die er als „Patenstadt des Führers“ bezeichnete, nach seinem Regierungsantritt einen besonderen Stellenwert ein (siehe auch Welthauptstadt Germania). Sie sollte nach dem Ende des Krieges nicht nur der Ort sein, wo er seinen Ruhestand verbringen wollte, sondern auch grundlegend umgestaltet werden. Er plante, sie zu einer Donaumetropole auszubauen, die nicht nur keinen Vergleich mit Wien oder Budapest („Deutsches Budapest“) scheuen, sondern diese Städte überflügeln sollte. Dazu sollten dort eine Reihe von Prunkbauten, eine Prachtstraße und die größte Kunst- und Gemäldegalerie der Welt errichtet werden. Deren Bestände sollten aus den Museen und Sammlungen des gesamten Deutschen Reiches und im Rahmen des Sonderauftrags Linz als Beutekunst in den eroberten Ländern und durch Enteignung von vornehmlich jüdischen Sammlern zusammengetragen werden. Zwar hatte Hitler Pläne und Modelle der Stadt noch bis zum Ende im Führerbunker bei sich, aber weder Museum noch Prachtstraße wurden verwirklicht. Während des Krieges lag der Schwerpunkt der Investitionen im Bereich der Rüstungsindustrie.

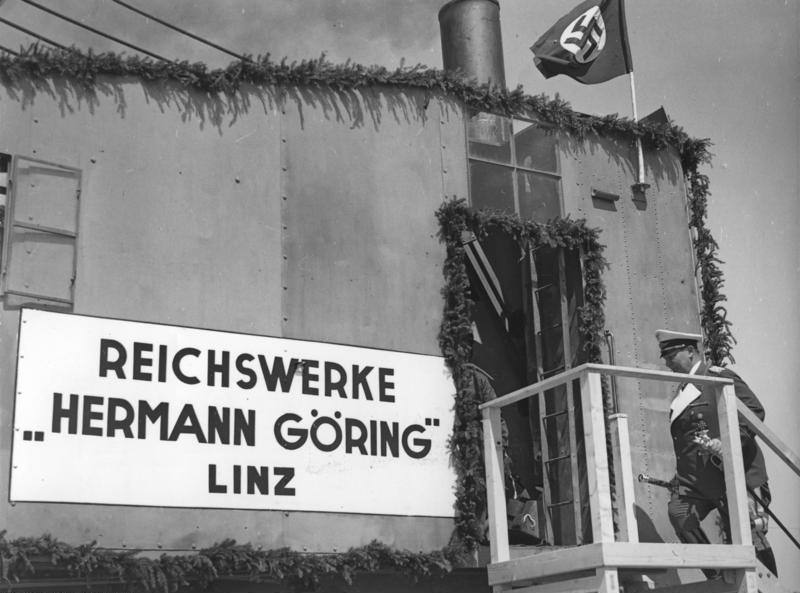
Hermann Göring beim Spatenstich zu den nach ihm benannten „Reichswerken“ (Mai 1938)

Neben den repräsentativen Bauten sollte Linz auch zu einem Zentrum der Schwerindustrie ausgebaut werden. Schon am 4. Mai 1938 erfolgte die Gründung der Reichswerke AG für Erzbergbau und Eisenhütten Hermann Göring zur Herstellung von Eisen und Stahl; am 13. Mai folgte der Spatenstich durch Hermann Göring.
Zu den noch heute sichtbaren Zeugnissen von Hitlers Plänen für Linz zählen die Nibelungenbrücke über die Donau, deren Bau er am 13. Mai 1938 befahl, sowie die dazugehörigen, markanten Brückenkopfgebäude zwischen Brücke und Hauptplatz. Ebenfalls aus der Zeit des Nationalsozialismus stammt die Prägung von Linz als Industriestadt: mit der Gründung der sechs Quadratkilometer großen Industrieanlagen der Hermann Göring Werke (ab 1946 VÖEST, heute Voestalpine) sowie der Stickstoffwerke Ostmark (ab 1946 Österreichische Stickstoffwerke, dann Chemie Linz und heute Agrolinz Melamine International) und Wohnhausanlagen mit rund 10.000 Wohnungen, vorwiegend für Arbeiter der neuen großen Industriebetriebe gedacht.

### Salzburg

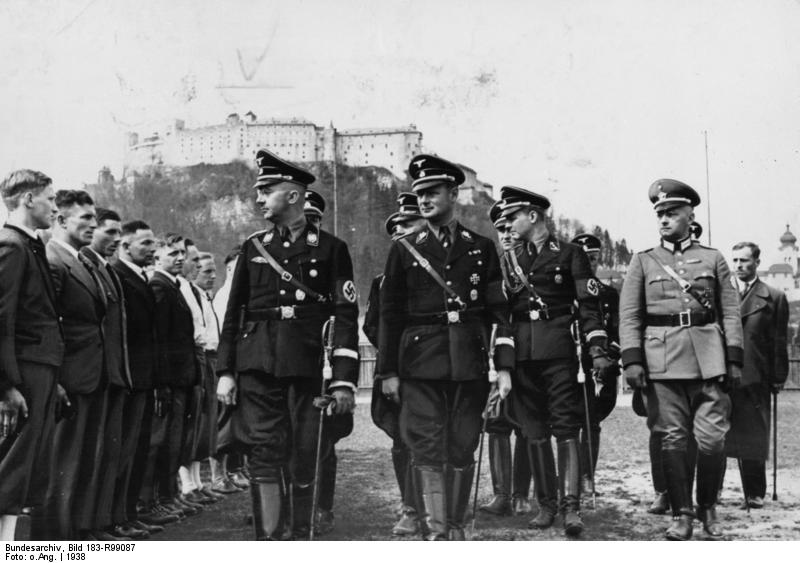
Heinrich Himmler und Karl Wolff in Salzburg (1938)

In Salzburg wurden zwei nationalsozialistische Instanzen mit überregionaler Bedeutung installiert. Der Salzburger Gauleiter war seit dem 1. September 1939 auch Reichsverteidigungskommissar für den Wehrkreis XVIII, der Führer des SS-Oberabschnittes Alpenland war gleichzeitig Höherer SS- und Polizeiführer.
Die in Salzburg traditionell fest verwurzelte katholische Kirche musste trotz Widerstandes und Versuchen, eine Einigung mit den neuen Machthabern zu erzielen, starke Einschnitte ihrer Macht hinnehmen. Das katholische Schulwesen wurde, wie in ganz Österreich, verboten und Teile der Besitztümer der Kirche beschlagnahmt.

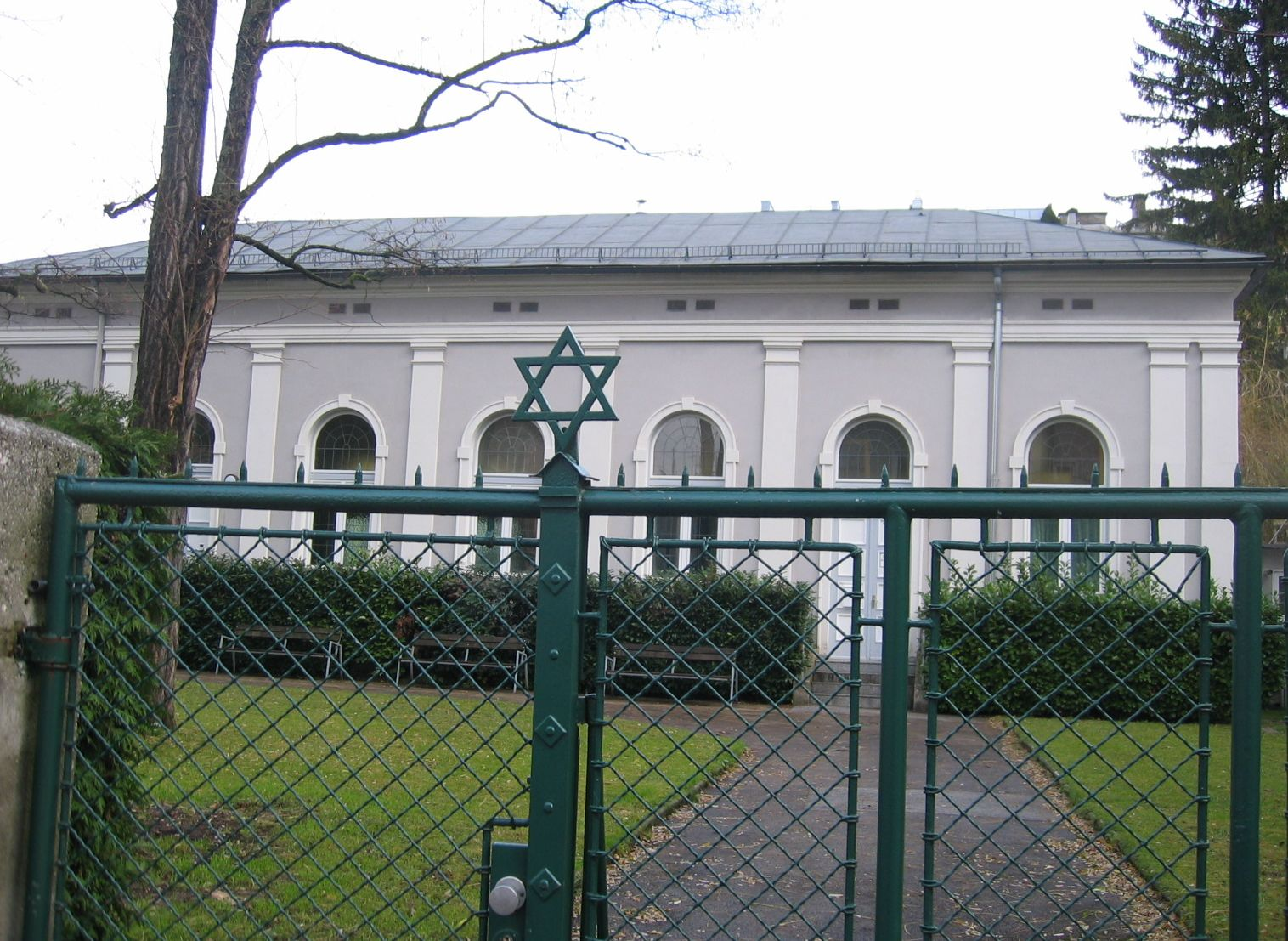
Die wiedererrichtete Salzburger Synagoge

Kulturell sollte Salzburg von seiner „klerikalen und jüdischen“ Prägung befreit werden. So kam es auf Initiative Karl Springenschmids am 30. April 1938 auf dem Residenzplatz zur einzigen Bücherverbrennung auf dem Gebiet der „Ostmark“. Die jüdische Gemeinde Salzburgs zählte 1938 rund 200 Menschen, von denen nach dem „Anschluss“ viele ins Exil flohen oder nach Wien umsiedelten. Die Synagoge wurde während der Novemberpogrome 1938 („Reichskristallnacht“) zerstört, Geschäfte jüdischer Eigentümer verwüstet oder enteignet. Alle männlichen Juden der Stadt Salzburg wurden im Zuge der Ausschreitungen verhaftet. Gauleiter Friedrich Rainer verkündete wenig später, dass Salzburg „judenrein“ sei. Die Salzburger Festspiele wurden in den Jahren der NS-Herrschaft weitergeführt, nur 1944 wurden sie auf Anordnung von Joseph Goebbels, wie alle Festspiele im Deutschen Reich, infolge des versuchten Staatsstreichs vom 20. Juli 1944 abgesagt. Durch das Fehlen bedeutender Künstler, die entweder ins Exil gezwungen worden waren oder ihre Mitwirkung verweigerten, verloren die Festspiele aber in diesen Jahren an Bedeutung.
Am 21. März 1938 führte Hitler selbst, äußerst professionell inszeniert, bei Walserberg den Spatenstich für den Fortbau der Reichsautobahn von Salzburg über Linz nach Wien durch (heute Westautobahn, A1). Geplant und gebaut wurden von den angekündigten 300 Kilometern allerdings nur symbolische 17 km bis Eugendorf, da sich auf dieser Strecke eine malerische Kurve, besonders geeignet für Propaganda-Fotoaufnahmen, befand.
Von den alliierten Bombenangriffen 1944 und 1945 waren vor allem die Stadt Salzburg (Bahnhofsviertel, Innenstadt) und die Orte Grödig, Hallein, Bischofshofen und Schwarzach im Pongau betroffen. Die Landeshauptstadt wurde am 4. Mai 1945 von US-amerikanischen Truppen erreicht und kampflos eingenommen.

### Steiermark
In der Steiermark, vor allem in Graz, fand schon in den Wochen vor dem 12. März 1938, insbesondere vom 19. bis zum 24. Februar, eine Reihe großer Demonstrationen und Kundgebungen von Anhängern der NSDAP statt. Gefordert wurden Machtwechsel und „Anschluss“, wobei es auch zu gewalttätigen Übergriffen auf politische Gegner kam. Als das Schuschnigg-Regime am 11. März 1938 Schwächezeichen zeigte, übernahmen die steirischen Nationalsozialisten die Macht, lang bevor deutsche Truppen eintrafen.
Nach der Eingliederung Österreichs in das Deutsche Reich wurden die steirischen Rohstoff- und Industriegebiete rasch in den Vierjahresplan eingebunden. Von besonderer Bedeutung waren die Erzvorkommen (Eisenerzer Alpen, Erzberg) und die Produktionsanlagen in der Mur-Mürz-Furche. Zur Arbeit wurden dort auch Kriegsgefangene und Zwangsarbeiter eingesetzt. Von 1700 im Jahr 1939 stieg die Zahl bis 1944 auf 4514 Zwangsarbeiter und 1871 Kriegsgefangene, die am Erzberg arbeiten mussten. Kranke wurden in das KZ Mauthausen in Oberösterreich gebracht, das von 1943 bis 1945 das Außenlager „K-L. Eisenerz“ betrieb. Von den in der Steiermark zur Zwangsarbeit Herangezogenen stammten, wie auch in Kärnten, rund 80 % aus Slowenien, dessen nördlicher Teil ab 1941 als CdZ-Gebiet Untersteiermark dem Reichsstatthalter und Gauleiter der NSDAP für den Gau Steiermark, Siegfried Uiberreither, unterstand und germanisiert werden sollte.
Vom aufgelösten Burgenland wurden im Oktober 1938 die südlichen Bezirke Güssing, Jennersdorf und Oberwart an den Reichsgau Steiermark angeschlossen.
In den letzten Kriegsjahren formierten sich um Leoben, Donawitz und im Gebiet der Koralpe Partisanengruppen, die zum Teil Kontakte mit den jugoslawischen Partisanen unterhielten.
Von den Bombenangriffen der Alliierten waren ab 1944 insbesondere Graz und die Industrieregionen betroffen.
Graz – die „Stadt der Volkserhebung“

Bereits am 24. Februar 1938, noch vor dem „Anschluss“ und während die NSDAP in Österreich noch verboten war, gelang es Grazer NS-Anhängern mit Einverständnis des Bürgermeisters, am Rathaus die Hakenkreuzfahne anzubringen, was der Stadt die Bezeichnung als „Hochburg des Nationalsozialismus“ eintrug. Auch die Studenten der Grazer Universitäten beteiligten sich an den Aufmärschen und waren in großer Zahl Mitglied von SA und SS. Sie begrüßten dann auch die Vereinigung mit dem Deutschen Reich und schlugen vor, dass die Hochschule in „Adolf-Hitler-Universität“ umbenannt werden sollte. Die Grazer Universitäten waren in ihrem Verständnis der südöstliche Vorposten der deutschen Wissenschaft, „Wegbereiter des Deutschtums“ und ein „Bollwerk gegen die Gefahr aus dem Osten“.
Unmittelbar nach der Machtübernahme der Nationalsozialisten wurden Vertreter der anderen Parteien verhaftet sowie etwa 2400 Grazer, die gemäß den Nürnberger Gesetzen als Juden galten, verfolgt, ihres Eigentums beraubt, zur Emigration gezwungen oder nach Wien deportiert. Die Zeremonienhalle und die Synagoge wurden im November 1938 zerstört. Im März 1940 galt die Steiermark als „judenrein“. Anlässlich einer Feier am 25. Juli 1938, in der die steirischen Nationalsozialisten mit dem Motto „Und ihr habt doch gesiegt“ der Putschisten des Jahres 1934 gedachten, verlieh Hitler der Stadt den Titel „Stadt der Volkserhebung“.
Siehe auch: Geschichte der Steiermark

### Tirol-Vorarlberg
Nordtirol und Vorarlberg wurden im April 1938 zum Reichsgau Tirol-Vorarlberg zusammengelegt. Die Parteiorganisation bestand aus 10 Kreisen, 335 Ortsgruppen, 813 Zellen und 4821 Blocks (Stand 1940). Zum Gauleiter und Reichsstatthalter wurde der Innsbrucker Franz Hofer bestimmt. Er hatte seinen Sitz im neu errichteten „Gauhaus“ in Innsbruck.
Obwohl in der Bevölkerung teilweise klerikaler Antisemitismus (z. B. Anderl von Rinn) tief verwurzelt war, hatte die NS-Ideologie vor 1938 kaum Widerhall gefunden. Auch nach dem „Anschluss“ stand der Nationalsozialismus zum Teil im Gegensatz zum tirolerischen Selbstverständnis und Patriotismus. Dass Osttirol nicht dem Gau Tirol-Vorarlberg, sondern dem Gau Kärnten angeschlossen wurde, war ein Zugeständnis Hitlers an seinen Verbündeten Mussolini, jedoch eine Enttäuschung für jene Tiroler, die von den neuen Machthabern eine Vereinigung auch mit Südtirol erwartet hatten. Die so genannte „Option“, das Umsiedlungsabkommen zwischen dem Deutschen Reich und Italien, führte dazu, dass ab 1940 rund 70.000 Südtiroler nach Nord- und Osttirol übersiedelten, von denen nach dem Kriegsende etwa 25.000 wieder in ihre Heimat zurückkehrten.
Das Verhältnis der Vorarlberger und Tiroler zur NSDAP änderte sich im Lauf der Jahre. 1942 war Tirol-Vorarlberg mit 70.348 Parteimitgliedern der österreichische Gau mit der höchsten Zahl an NSDAP-Mitgliedern in Relation zur Bevölkerung.
Nach dem Kriegsaustritt Italiens im September 1943 wurde Südtirol als Teil der militärischen „Operationszone Alpenvorland“ definiert und Gauleiter Hofer unterstellt; die politische Vereinigung der Teile Tirols wurde aber nicht vollzogen.

## Wirtschaft
Alle Vermögenswerte des österreichischen Staates gingen auf das Deutsche Reich über. Der beträchtliche Goldbestand der Österreichischen Nationalbank im Wert von 2,7 Mrd. Schilling, das waren rund 1,4 Mrd. Reichsmark, wurde nach Berlin transferiert. Es handelte sich um das Achtzehnfache der deutschen Währungsreserven, die Reichsbankpräsident Hjalmar Schacht bis auf 77 Mio. Reichsmark der Regierung zum Verbrauch zur Verfügung gestellt hatte. Der Teil der österreichischen Gold- und Devisenreserven, der bei der Bank of England deponiert war, wurde von Gouverneur Montagu Norman anstandslos an Berlin ausgeliefert.
Im Zuge der Einführung der Reichsmark wurde der österreichische Schilling mit einem Wechselkurs von 1,5 Schilling zu 1 Reichsmark umgetauscht; dies entsprach keineswegs dem realen Wert der beiden Währungen, erleichterte aber der deutschen Regierung und deutschen Unternehmen die Übernahme österreichischer Vermögenswerte erheblich. Die Vorstände von Großbetrieben, Banken, Versicherungen und anderer wichtiger Betriebe wurden nach und nach mit regimetreuen Personen besetzt und mussten selbstverständlich „Vollarier“ sein. Betriebe im Eigentum von jüdischen Österreichern wurden sofort unter kommissarische Verwaltung gestellt und sukzessive enteignet, jüdische Manager binnen weniger Stunden entfernt.
Die Eingliederung der österreichischen Wirtschaft in den Vierjahresplan des Deutschen Reiches setzte unmittelbar nach dem „Anschluss“ am 12. März 1938 ein. Von den 21 Aktienbanken des Landes wurden sechs liquidiert, die fünf größten wurden Institutionen aus dem „Altreich“ eingegliedert, darunter Österreichische Länderbank, Österreichisches Credit-Institut, Niederösterreichische Handels- und Gewerbebank und Girozentrale.
Ein beträchtlicher Teil der österreichischen Unternehmen ging unter politischem Druck und oft mit Unterstützung der „ins Reich heimgeholten“ Banken an deutsche Konzerne über, so dass der Anteil deutscher Unternehmen am Kapital der österreichischen Aktiengesellschaften von 9 % im Jahre 1938 auf 57 % vor Kriegsende anstieg. Die Eingliederung österreichischer Unternehmen in deutsche Konzerne vollzog sich oft unter beachtlichen Machtkämpfen. Beispiele sind der Kampf um die Kontrolle der Creditanstalt-Bankverein (CA-BV) unter den Kontrahenten Deutsches Reich, Deutsche Bank und Dresdner Bank und der Kampf um die Kontrolle der Alpine Montan AG zwischen der VESTAG und den Hermann-Göring-Werken.
- Die Beteiligungen der CA-BV gingen an die VIAG, später auch die Universale Bau.
- Die Reichswerke Hermann Göring sicherten sich die Continentale Motorschiffahrt, die DDSG, die Kärntnerische Eisen- und Stahlwerksgesellschaft (Kestag), die Steirischen Gussstahlwerke, die Steyr-Daimler-Puch, die Feinstahlwerke Traisen und Anteile der Simmering-Graz-Pauker (SGP).
- Die Berndorfer Metallwarenfabrik ging an Krupp,
- Die Donau Chemie (Moosbierbaum, Liesing, Landeck) ging an I.G. Farben,
- Anteile an der Floridsdorfer und Wiener Neustädter Lokomotivfabriken an Henschel & Sohn,
- Teudloff-Vamag an VAG Armaturen Mannheim.
- Sperrminoritäten an ELIN und Kabelfabrik und Drahtindustrie AG (KDAG)[20] gingen an die Deutsche Continental-Gas-Gesellschaft.

Weitere Unternehmen, die an deutsche Konzerne verkauft, verpachtet oder von ihnen als „feindliches Eigentum“ verwaltet wurden, waren unter anderem: Austria Email, die Bleiberger Bergwerks-Union, Böhler, Borregaard in Hallein, Harlander, Hofherr-Schrantz, Leykam-Druck, ÖAF, ÖAMAG, Perlmooser Zement (Kaltenleutgeben), Treibacher Chemische Werke, Veitscher Magnesitwerke und Waagner-Biro.
Für viele Österreicher bedeutete die Neuorganisation und -ausrichtung der Wirtschaft vorerst eine Verbesserung der zuvor prekären Situation. Vor allem in Landwirtschaft und Industrie entstanden neue Arbeitsplätze, auch in Großprojekten wie den „Hermann-Göring-Werken“ bei Linz (heute voestalpine) und in der Schiffswerft Linz (heute ÖSWAG, gegründet am 24. Juni 1938 als erster Rüstungsbetrieb Oberösterreichs). Der oft erwähnte Autobahnbau und auch der Bau des Kraftwerks Kaprun spielten diesbezüglich jedoch keine Rolle, ersterer wegen der nur für Spatenstich-Propaganda und Film- bzw. Fotoaufnahmen gebauten wenigen Kilometer bei Salzburg, und Kaprun, weil dort die Aktivitäten über die Entnahme von Gesteinsproben und die beginnende Einrichtung der Baustelle nie hinausgingen.
Wesentlich bei der Arbeitsplatzschaffung war auch der systematische Ausschluss jüdischer Bürger aus dem Wirtschaftsleben und aus dem öffentlichen Dienst. Binnen eines Jahres nach dem „Anschluss“ war praktisch keine Arbeitslosigkeit mehr vorhanden. Neben den im Land selbst Beschäftigten wurden etwa 100.000 Arbeiter, vor allem Fachkräfte, in das „Altreich“ beordert. Junge Männer wurden vorerst zum Reichsarbeitsdienst einberufen und schieden als Arbeitsuchende für einige Zeit aus. Mit Beginn des Krieges wurden sie zur Wehrmacht eingezogen, Mädchen mussten im Rahmen der BDM-Aktivitäten in der Landwirtschaft aushelfen.
Dass die wirtschaftlichen Maßnahmen den Plänen zur militärischen Aufrüstung entsprachen, löste bei Menschen, die dies bemerkten, meist kein Befremden aus, – im Gegenteil, hatte die „Schande von Versailles“ (gemeint war der Vertrag von Versailles 1919) doch Deutschlands Selbstbewusstsein lang eingeschränkt. Kritiker der Aufrüstung wurden geheimpolizeilich behandelt und kriminalisiert; ihre Meinung drang nie an die (manipulierte) Öffentlichkeit. Die konkrete Kriegsplanung Hitlers war nur ganz wenigen Eingeweihten bekannt.

## Architektur

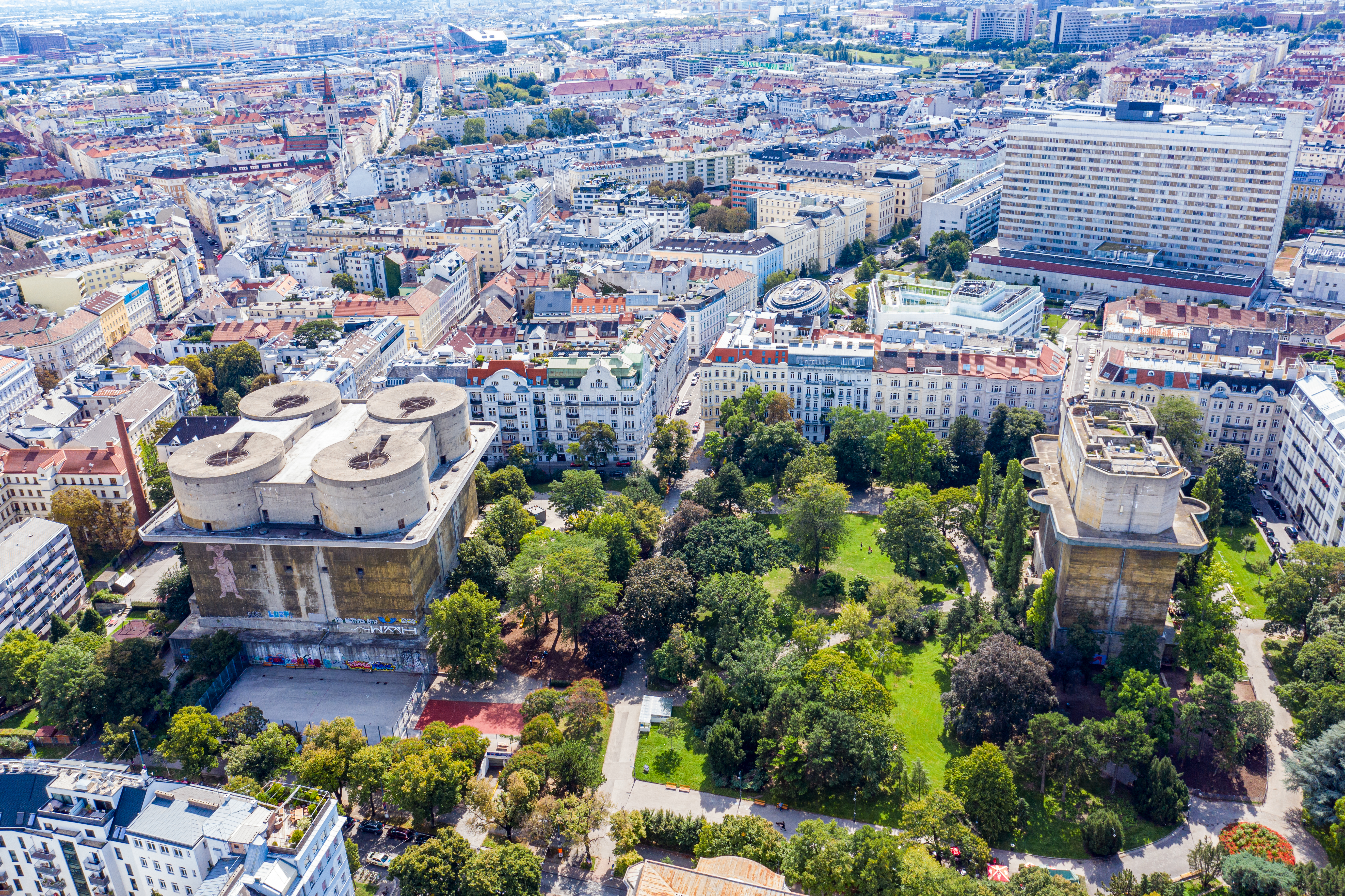
Gefechts- und Leitturm im Arenbergpark in Wien im Jahr 2020

In der Architektur verfolgte die NS-Verwaltung einen Stil, der mit der „Blut-und-Boden-Philosophie“ anderer Kunstbereiche wenig zu tun hatte. Architekten, die vor 1938 in Österreich gebaut hatten, etwa Josef Hoffmann, waren oft weiterhin im Geschäft, damals errichtete Bauten fallen heute kaum auf. Man baute in einem sachlichen, mit Elementen der Heimatarchitektur versetzten Stil. Beispiele sind die beiden Brückenkopfbauten an der Linzer Nibelungenbrücke und die SS-Kaserne im Fasangarten von Schloss Schönbrunn in Wien, heute Maria-Theresien-Kaserne genannt. Im Wohnbau sind die Südtiroler-Siedlungen für die damaligen Optanten aus Südtirol österreichweit anzutreffen. Als „Gigantomanie“ einzustufende Projekte, wie Hitler sie liebte, etwa die Führerbauten in Linz oder die Verlängerung der Wiener Ringstraße bis zur Donau unter Schaffung eines riesigen Paradeplatzes, blieben wegen des Krieges unausgeführt.
Als der Bombenkrieg näherrückte, wurden in Wien sechs Flaktürme als militärische Zweckbauten errichtet. Nach dem Krieg hätten sie, mit Marmor verkleidet, als monumentale Kriegerdenkmäler dienen sollen. In den letzten Jahrzehnten sind sie immer wieder für diverse Nutzungen im Gespräch.

## Musik
Wie alle gesellschaftlichen Gruppierungen unterlagen auch die Opern-, Operetten- und Konzerthäuser den Auflagen der Nazi-Diktatur. In den großen Gebäuden fanden oft auch unmittelbar politische Veranstaltungen statt. Außerdem gab es künstlerische Werke, die sich unmittelbar auf die politische Entwicklung bezogen, etwa Franz Schmidts Kantate Deutsche Auferstehung. Ein festliches Lied (1938/1939), die im Auftrag des Gauleiters Globocnik komponiert und am 24. April 1940 im Wiener Musikverein uraufgeführt wurde.

## Staatsverbrechen
- Zu Verhaftungen und Folterungen im Wiener Gestapo-Hauptquartier siehe Hotel Metropol
- Das vormalige Palais Albert Rothschild wurde aus dem Besitz einer als Juden verfolgten Bankiersfamilie beschlagnahmt und zeitweise vom RSHA bzw. der Gestapo als „Zentralstelle für jüdische Auswanderung“ unter Adolf Eichmann benutzt. Siehe auch: Arisierungen, Reichsfluchtsteuer, Deportationen
- zu Enteignungen siehe auch Verordnung über den Einsatz des jüdischen Vermögens (3. Dezember 1938)

### Beraubung
In ganz Österreich setzte nach dem 11. März sofort eine Welle „wilder Arisierungen“ ein. Geschäfte österreichischer Juden wurden von spontan gebildeten „Requirierungskommandos“, bestehend aus Zivilisten mit Hakenkreuz-Armbinden und SA-Angehörigen, geplündert. Unternehmen und Wohnungen wurden ihren Besitzern unter fadenscheinigen Begründungen entzogen oder, nachdem die jüdischen Eigentümer vertrieben worden waren, einfach übernommen. Diese Übergriffe nahmen solche Ausmaße an, dass die Reichsregierung schließlich explizit diese Vorgehensweise zu unterbinden suchte und Enteignungen nur im Einklang mit den Gesetzen zuließ. Für die Opfer machte das keinen Unterschied. Die folgenden, staatlich organisierten Konfiskationen und Zwangsverkäufe zu minimalen Preisen, die auf dem Eigentümer nicht zugänglichen Sperrkonten deponiert wurden, stellten sicher, dass die Beraubung von jüdischen Österreichern und Regimegegnern lückenlos erfolgte, das Regime am Raub profitierte und der Staat insbesondere dort steuernd eingreifen konnte, wo es um Einfluss auf überregional wirtschaftlich bedeutende Unternehmen ging.
Im Zuge von „Arisierungen“ wurden bis zum 10. August 1938 etwa 1.700 Kraftfahrzeuge und bis Mai 1939 etwa 44.000 Wohnungen beschlagnahmt. Mobiles Eigentum, vom Hausrat bis zu Kunstgegenständen, wurde frei verkauft oder über Auktionshäuser versteigert. Eine führende Rolle hatte dabei in der nunmehrigen „Ostmark“ das Dorotheum inne. Besonders Wertvolles, etwa Kunstgegenstände, wurde meist Museen oder Universitäten übereignet, aber nicht selten auch günstig von Privatpersonen, die dem NS-Regime nahestanden, oder von Funktionären des Regimes erworben. Die Wiener Jüdische Gemeinde wurde gezwungen, als „Sühne“ für die Unterstützung der von Schuschnigg geplanten Volksabstimmung eine halbe Million Reichsmark zu entrichten. Diese Summe wurde wie alle Erlöse der „Arisierung“ sofort nach Berlin transferiert.
Unter enormen finanziellen Belastungen flohen viele in diejenigen Länder, die bereit waren, als Juden oder politisch Verfolgte aufzunehmen. Das nationalsozialistische Regime verdiente an dieser Flucht, indem es von den Emigranten die „Reichsfluchtsteuer“ (25 % des gemeldeten Vermögens), die „Auswandererabgabe“ und die „Sozialausgleichsabgabe“ einhob und sie zwang, ihre übrigen Vermögenswerte „arisieren“ zu lassen. Im Völkischen Beobachter, dem Parteiorgan der NSDAP, wurde das mit den Worten Der Jud muß weg – sein Gerstl bleibt da! kommentiert („Gerstl“ steht umgangssprachlich für Geld). Bei vermögenden Bürgern jüdischer Abstammung, die selbst nichtgläubig waren, wurde der Vermögensentzug teilweise auch über die sogenannte Aktion Gildemeester abgewickelt. Bei Prominenten, wie z. B. der Familie Rothschild, kam dazu die Erpressung mit Geiselnahme.
Die wirtschaftliche Struktur des Landes wurde grundlegend umgeformt. Gab es beispielsweise 1938 in Österreich 157 Apotheken, die von Juden geführt wurden, waren davon im Februar 1939 nur noch drei übrig; alle anderen waren innerhalb eines knappen Jahres „arisiert“ worden. Das Kaufhaus Herzmansky und das Warenhaus Gerngross in der Wiener Mariahilfer Straße, zwei der damals größten Warenhäuser Österreichs, wurden genauso wie zahlreiche Gewerbebetriebe und Unternehmen enteignet und nichtjüdischen Gesellschaftern übergeben. Bis 1940 wurden 18.800 der 25.440 im Jahr 1938 im Eigentum von Juden stehenden Unternehmen liquidiert. Nicht in diesen Zahlen enthalten sind Banken. Von den etwa 100 Privatbanken, die als in jüdischem Besitz stehend galten, wurden acht „arisiert“ und alle anderen von kommissarischen Verwaltern übernommen, geschlossen und aufgelöst. Die Vermögen flossen direkt dem Regime oder ihm nahestehenden Unternehmen zu.

### Verfolgung und Ermordung

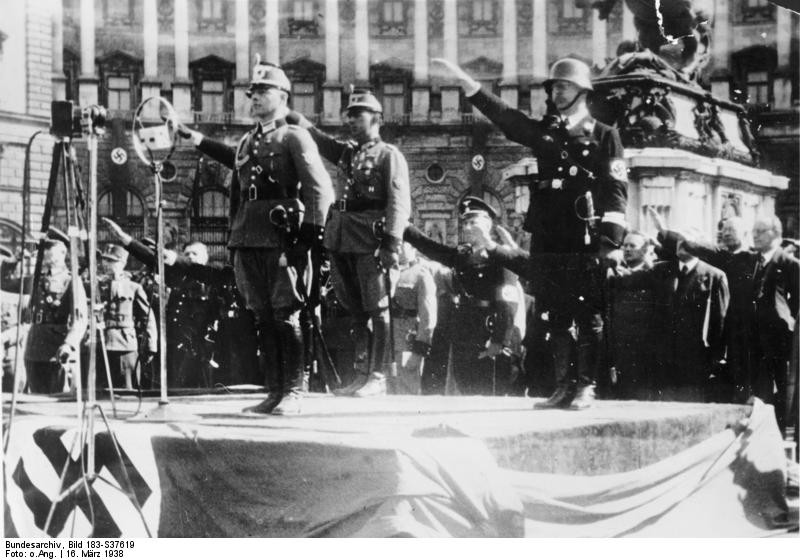
Vereidigung der österreichischen Polizei auf Adolf Hitler durch Heinrich Himmler, 16. März 1938

#### Politische Gegner, Intellektuelle und Künstler
Die Verfolgung politischer Gegner setzte, wie auch die von Juden, unmittelbar nach dem „Anschluss“ ein. Innerhalb weniger Wochen wurden rund 60.000 Menschen verhaftet und vor allem in das KZ Dachau deportiert. Die Polizei, die nun Heinrich Himmler unterstand, war in den deutschen Polizeiapparat eingegliedert worden; den Behörden standen alle Unterlagen des austrofaschistischen Regimes zur Verfügung. Daher war es für die neuen Machthaber ein Leichtes, Exponenten der Kommunisten und der Sozialdemokraten (vgl. Revolutionäre Sozialisten Österreichs), die bereits seit 1934 als Parteien verboten und verfolgt gewesen waren, zu verhaften und einige Tage bis einige Jahre festzuhalten. Neben diesen Gruppierungen wurden Vertreter und Funktionäre des Ständestaatsregimes 1934–1938, das die NSDAP in Österreich verboten und die Nationalsozialisten in die Illegalität gezwungen hatte, rigoros verfolgt. In geringerem Ausmaß wurden auch prononcierte Christdemokraten und Monarchisten zum Ziel von Verfolgung.
Unter den Ersten, die nach Dachau gebracht wurden, waren Leopold Figl, Richard Schmitz und Alfons Gorbach, die der Vaterländischen Front angehört hatten. Bekannte Sozialdemokraten unter den Verhafteten waren Robert Danneberg (1942 im KZ Auschwitz ermordet), Franz Olah, Käthe Leichter (in Ravensbrück ermordet) und Karl Seitz. Auch Franz Koritschoner, einer der führenden kommunistischen Parteifunktionäre der Ersten Republik, der 1929 in die Sowjetunion emigriert war, wurde nach seiner Ausweisung aus der Sowjetunion im KZ Auschwitz ermordet.

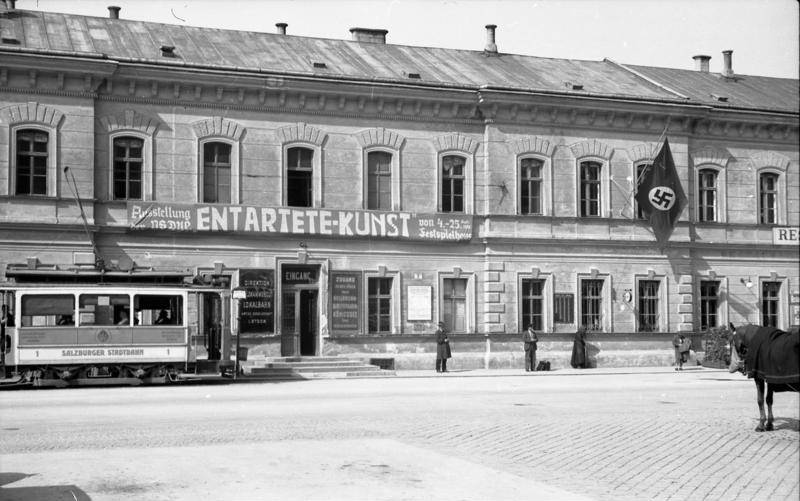
Die Ausstellung „Entartete Kunst“ in Salzburg (1938)

Künstler und Wissenschaftler wurden vom nationalsozialistischen Regime, sofern sie nicht dessen Ideologie entsprachen, verfolgt oder zumindest in ihrer Arbeit stark eingeschränkt. Schon von der Bücherverbrennung 1933 in Deutschland waren auch österreichische Autoren betroffen gewesen, darunter Franz Werfel, Sigmund Freud, Egon Erwin Kisch, Arthur Schnitzler und Stefan Zweig. Nach dem „Anschluss“ wurden politisch und ideologisch unerwünschte Kunstschaffende und Intellektuelle jüdischer Abstammung in großer Zahl deportiert. Zu den bekanntesten Opfern zählen der Schauspieler Paul Morgan (ermordet 1938 im KZ Buchenwald), der Dramatiker Jura Soyfer (1939 in Buchenwald), der Kabarettist Fritz Grünbaum (1941 im KZ Dachau) und der Librettist Fritz Löhner-Beda (1942 im KZ Auschwitz). Der „Nichtjude“ Robert Stolz emigrierte von sich aus. Wer zufälligerweise, wie Friedrich Torberg, in den Anschlusstagen nicht in Österreich war, kehrte, um der Verfolgung zu entgehen, nicht ins Land zurück. Erstes sicheres Land war, auch bei der Flucht über die grüne Grenze, oft die Tschechoslowakei. Egon Friedell starb durch Suizid.
Viktor Frankl überlebte mehr als zwei Jahre Gefangenschaft (Ghetto Theresienstadt, KZ Auschwitz, KZ 9 bei Türkheim), ehe er am 27. April 1945 von der US-Armee befreit wurde. Sein Vater starb in Theresienstadt, seine Mutter in Auschwitz und seine Frau im KZ Bergen-Belsen. Unter dem Eindruck des Erfahrenen schrieb er später das Buch … trotzdem Ja zum Leben sagen. Ein Psychologe erlebt das Konzentrationslager, in dem er, trotz des erlebten Grauens und der Entmenschlichung in den Lagern, für sich zu dem Schluss kam, dass Versöhnung, nicht Vergeltung, die einzig zielführende Form der Aufarbeitung wäre – eine von vielen geachtete, aber auch viel kritisierte Ansicht.
Siehe auch: Entartete Musik, Liste verbotener Autoren während der Zeit des Nationalsozialismus

#### Juden

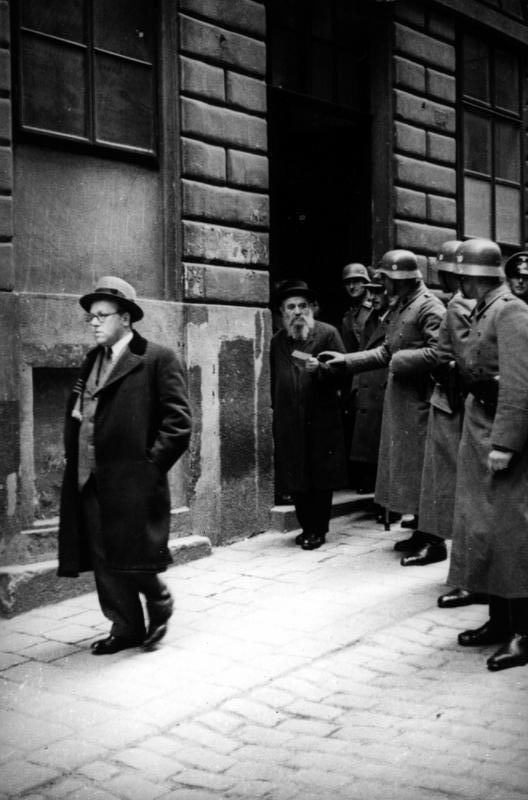
Razzia der SS im Gebäude der Israelitischen Kultusgemeinde in Wien unmittelbar nach dem „Anschluss“ im März 1938

Antisemitische Hetze hatte es in Österreich bereits lang vor dem „Anschluss“ gegeben. Hitler selbst, der 1909 als 20-Jähriger nach Wien gezogen war und dort die Schriften des Rassenideologen und Antisemiten Jörg Lanz von Liebenfels und die antisemitische Polemik von Politikern wie Georg Ritter von Schönerer (Alldeutsche Vereinigung) und dem Wiener Bürgermeister Karl Lueger kennengelernt hatte, war von diesem Milieu mitgeprägt. Nach dem Ersten Weltkrieg waren sowohl Vertreter politischer Parteien wie auch der katholischen Kirche gegen Juden und das Judentum aufgetreten. 1925 warnte etwa Bischof Sigismund Waitz (Innsbruck) vor der Weltgefahr des habgierigen, wucherischen, ungläubigen Judentums, dessen Macht unheimlich gestiegen sei. Die Christlichsoziale Partei bediente sich im Wahlkampf teils offen antisemitischer Klischees.
Im Zuge der Weltwirtschaftskrise ab 1929 wurde immer wieder vom jüdischen „raffenden“ (Spekulations-)Kapital im Gegensatz zum nichtjüdischen „schaffenden“ Kapital gesprochen. Der Austrofaschismus ab 1934 drängte Juden in der Organisation des katholischen „Ständestaates“ an den Rand der Gesellschaft (vgl. Klerikalfaschismus). Kauft nicht bei Juden war schon vor der Eingliederung des Landes in das nationalsozialistische Deutsche Reich eine bekannte Parole, die damals allerdings noch kaum Wirksamkeit entfaltete.

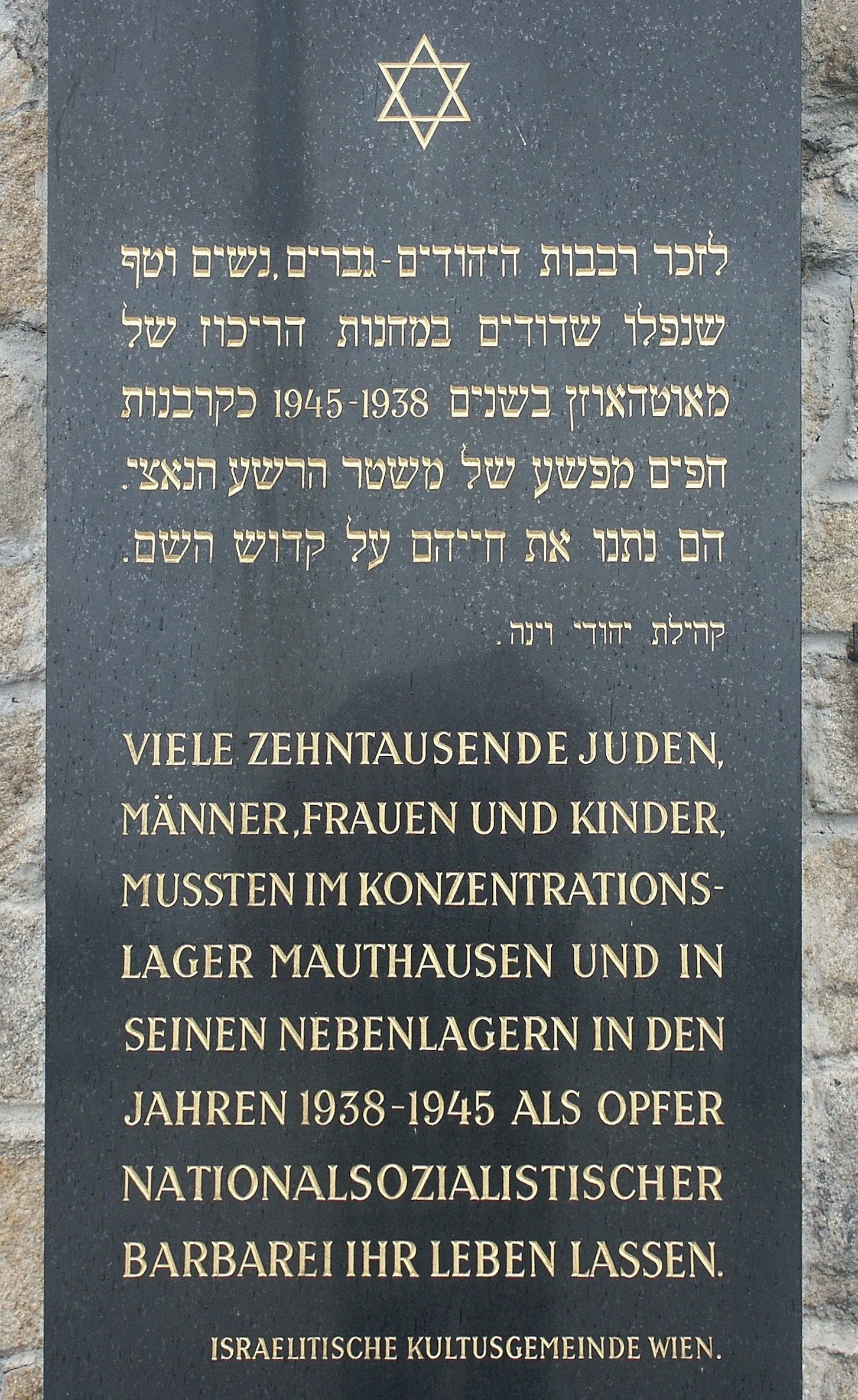
Gedenktafel der Israelitischen Kultusgemeinde Wien, Gedenkstätte KZ Mauthausen

Die Nürnberger Gesetze traten in Österreich am 20. Mai 1938 in Kraft. Zum Zeitpunkt des „Anschlusses“ lebten in Österreich, nachdem einige schon zuvor emigriert waren, 201.000 bis 214.000 Menschen, die diesen Gesetzen gemäß als „Voll-, Halb-, Viertel-, Achteljuden“ galten (davon über 180.000 in Wien). In den Monaten nach dem „Anschluss“ mussten diese Menschen aus allen Teilen Österreichs nach Wien übersiedeln. Die Beraubung (siehe diesen Abschnitt) begann. Egon Friedell, der am 11. März 1938 an Ödön von Horváth geschrieben hatte: Jedenfalls bin ich immer in jedem Sinne reisefertig, nahm sich fünf Tage später durch einen Sprung aus dem Fenster das Leben, als Gestapo-Beamte ihn abholen wollten. Auch viele andere Verfolgte begingen Selbstmord.
Während der Novemberpogrome („Reichskristallnacht“) wurden im ganzen Reich, so auch in Wien, Klagenfurt, Linz, Graz, Salzburg, Innsbruck und mehreren niederösterreichischen Orten, von SA in ländlichen Gebieten und von SS in den Städten, auf persönlichen Befehl von Joseph Goebbels spontan aussehender Terror organisiert und Gewaltakte gegen Juden und jüdische Einrichtungen begangen. Dabei wurden 27 Menschen getötet, darunter auch Richard Berger, der Vorstand der Kultusgemeinde von Innsbruck. Etwa 6.500 Juden wurden verhaftet, von denen die Hälfte in Konzentrationslager, vor allem nach Dachau, deportiert wurden. Fast alle Synagogen wurden in Brand gesteckt, die Ruinen abgerissen. Der von Joseph Kornhäusel erbaute Stadttempel in Wien 1., Seitenstettengasse, blieb äußerlich unbeschädigt, da Brandstiftung wegen der umliegenden Wohnhäuser nicht in Frage kam.
Ein Jahr nach dem „Anschluss“ lebten in Wien noch ca. 91.000 so genannte „Volljuden“ und 22.000 „Mischlinge“. Ab 1940 wurden die in der „Ostmark“ verbliebenen Juden in großer Zahl in das KZ Theresienstadt oder eines der Ghettos im besetzten Polen deportiert. Baldur von Schirach, als Gauleiter von Wien dafür verantwortlich, bezeichnete dies als seinen Beitrag zur europäischen Kultur. Die Shoa kostete etwa 65.500 jüdische Österreicher das Leben.

#### Roma
„Zigeuner“ galten gemäß der nationalsozialistischen Rassenideologie als den Juden vergleichbare unerwünschte Volksgruppe. Adolf Eichmann schlug 1939 vor, die „Zigeunerfrage“ solle gleichzeitig mit der „Judenfrage“ gelöst werden.
Im Burgenland wurde für die Burgenland-Roma das „Zigeuner-Anhaltelager Lackenbach“ errichtet. Die Inhaftierten hatten Zwangsarbeit zu leisten. Anfang November 1941 wurden 5007 Roma in Viehwaggons aus den Reichsgauen Niederdonau und Steiermark ins Ghetto Litzmannstadt in Łódź deportiert. Fast alle zählten zur Gruppe der Burgenland-Roma, mehr als die Hälfte von ihnen waren Kinder. Rund 2000 „Zigeunerinnen“ und „Zigeuner“ wurden aus den im Lager Lackenbach Internierten ausgewählt, die übrigen 3015 stammten aus dem Gau Steiermark: 2011 davon aus dem Bezirk Oberwart (deren Abtransport erfolgte aus dem Sammellager Pinkafeld), 1004 aus den restlichen Gaubezirken (Abtransport aus dem Sammellager Fürstenfeld). Für die Selektion waren die jeweiligen Landräte verantwortlich. Die Überlebenden des sich rasch ausbreitenden Fleckfiebers wurden im Jänner 1942 in dem inzwischen installierten Vernichtungslager Kulmhof (Chelmno) in Gaswagen erstickt. Kein einziger der nach Łódź deportierten Roma überlebte.
Von den etwa 11.000 Roma der „Ostmark“ wurden etwa 86 % ermordet.

#### Bibelforscher
Zeugen Jehovas, Quäker und andere als Bibelforscher zusammengefasste kleinere religiöse Gruppen wurden verfolgt und ihre Anhänger in Konzentrationslager deportiert. Viele, vor allem Zeugen Jehovas, wurden als Kriegsdienstverweigerer verurteilt, und mehrere hundert Kinder wurden ihnen unter Entzug des Sorgerechts weggenommen.

#### Priester
Angehörige der großen Religionsgemeinschaften (römisch-katholisch, evangelisch) blieben in der Zeit des Nationalsozialismus weitestgehend unbehelligt. Gefährdet waren hingegen jene Priester, die sich offen gegen das Regime aussprachen, am Widerstand dagegen beteiligten oder Verfolgte in Pfarrhäusern versteckten. Auch der ob seiner ablehnenden Haltung zum Nationalsozialismus bekannte Fürstbischof von Seckau, Ferdinand Stanislaus Pawlikowski, wurde als einziger Bischof im „Großdeutschen Reich“ nach der Okkupation verhaftet und erst auf Intervention des Vatikans wieder freigelassen. Zwischen 1938 und 1945 wurden insgesamt 724 österreichische Priester verhaftet, von denen 20 in Haft verstarben oder zum Tod verurteilt und hingerichtet wurden. Mehr als 300 Priester waren landesverwiesen, über 1500 Priester wurde ein Predigt- und Unterrichtsverbot verhängt.
In ihrer Tätigkeit wurde die katholische Kirche insbesondere in der Jugendarbeit stark eingeschränkt. Kirchliche Schulen wurden geschlossen und die Jugendseelsorge verboten. Auch eine Reihe von Klöstern (Admont, Altenburg, St. Florian, Göttweig, Klosterneuburg, Kremsmünster, Lambach, St. Lambrecht, Stams, Wilhering, Stift St. Paul im Lavanttal) wurde aufgehoben und ihre Besitztümer beschlagnahmt. 188 andere Männer- und Frauenklöster wurden aufgehoben, über 1400 katholische Privatschulen, Heime und Bildungsinstitute geschlossen, das Kirchenvermögen beschlagnahmt, der Religionsfonds (von Kaiser Joseph II. aus dem Vermögen aufgehobener Klöster zur Finanzierung neu geschaffener Pfarren errichtet) aufgelöst. Aus dem Augustiner-Chorherrenstift Klosterneuburg machte man eine Adolf-Hitler-Schule.
Über 6000 kirchliche Vereine, Werke und Stiftungen wurden verboten. Die katholischen Standesblätter und schließlich auch die Kirchenzeitungen wurden eingestellt. Der „Katholische deutsche Reichs-Soldatenbund“, der aus der vom damaligen Militärbischof Pawlikowski gegründeten Marianischen Soldatenkongregation hervorgegangen war (Höchststand 1935: ca. 7.000 Mitglieder), wurde am 13. März 1938 aufgelöst, der Obmann dieser Laienorganisation, Major Franz Heckenast, wurde von den Nationalsozialisten 1938 verhaftet und kam im Konzentrationslager Buchenwald ums Leben.
Die Evangelische Kirche in Österreich, vorher schon deutschnational geprägt, hatte den „Anschluss“ vorbehaltlos begrüßt und hatte mit dem NS-Regime kaum Probleme.

#### Homosexuelle
Homosexuelle wurden von den Nationalsozialisten als „Asoziale“ betrachtet, weshalb auch sie verfolgt und in Konzentrationslager deportiert wurden, wo sie den Rosa Winkel zu tragen hatten. Im Unterschied zum „Altreich“, wo Homosexualität zwischen Männern gemäß § 175 RStG verfolgt wurde, war nach dem in Österreich vor 1938 geltenden § 129 Abs. 1 lit. b StG auch Homosexualität zwischen Frauen verboten. Diese Bestimmung blieb nach dem „Anschluss“ aufrecht; in der „Ostmark“ wurden daher auch lesbische Frauen inhaftiert.
Siehe auch: Homosexualität in der Zeit des Nationalsozialismus

#### Menschen mit Behinderungen bzw. psychischen Erkrankungen
Als der nationalsozialistischen Rassenhygiene nicht entsprechend wurden körperlich und geistig behinderte sowie psychisch kranke Menschen zu Opfern der „Vernichtung lebensunwerten Lebens“. In einem euphemistisch als Euthanasie (griechisch, etwa guter, leichter Tod) bezeichneten Programm, der Aktion T4, wurden sie in eigens eingerichteten Tötungsanstalten wie Schloss Hartheim in Oberösterreich mittels Kohlenmonoxid ermordet, zudem wurden auch Tausende Menschen in psychiatrischen Anstalten mit Medikamenten sowie durch gezielte Unterversorgung getötet. In manchen Anstalten starben Patienten auch im Zuge „medizinischer Versuche“ (zum Beispiel Am Spiegelgrund in Wien, wo der Arzt Heinrich Gross (1915–2005) tätig war).

### Konzentrationslager und Tötungsanstalten

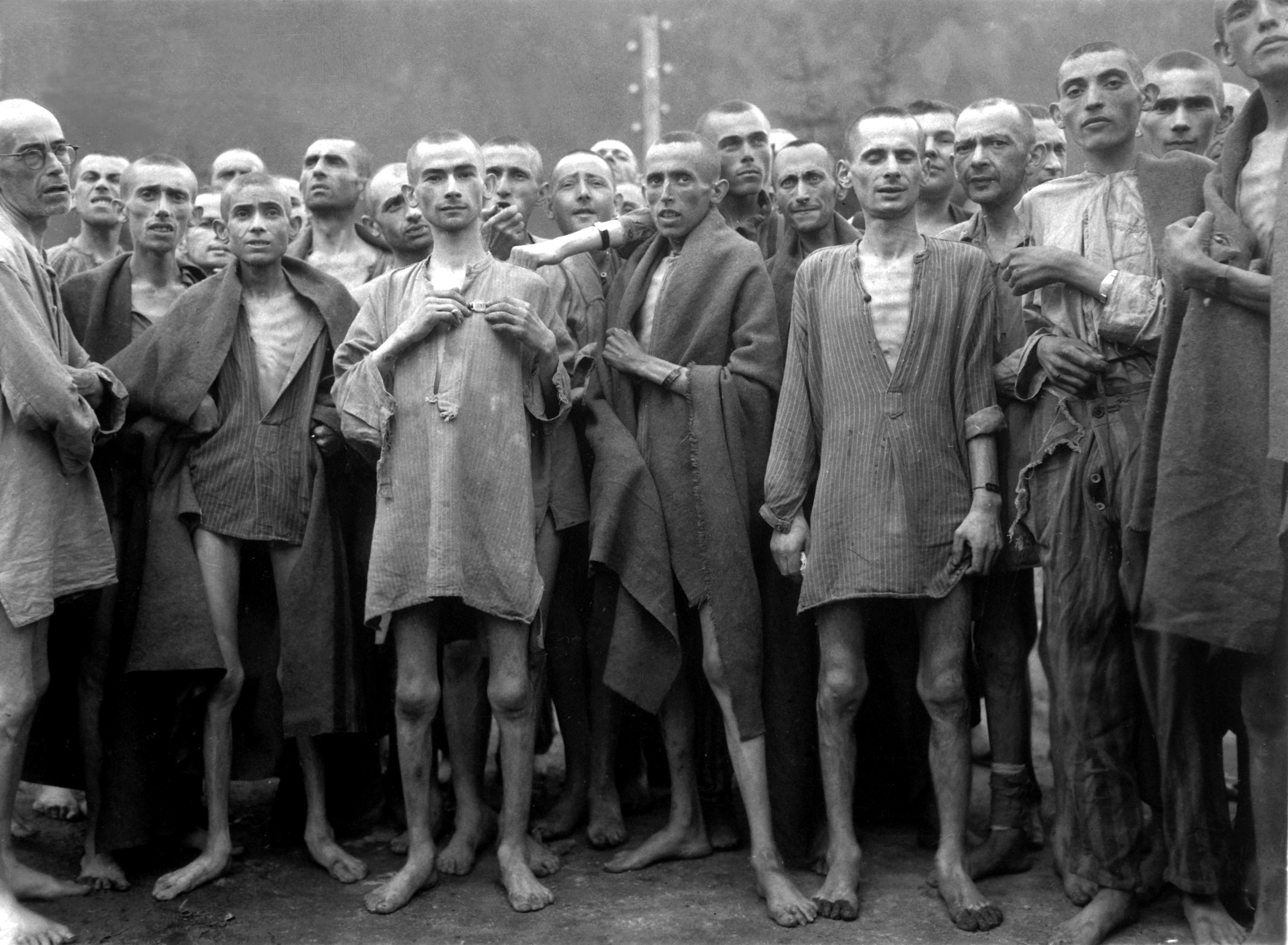
Gefangene des Lagers Ebensee nach der Befreiung

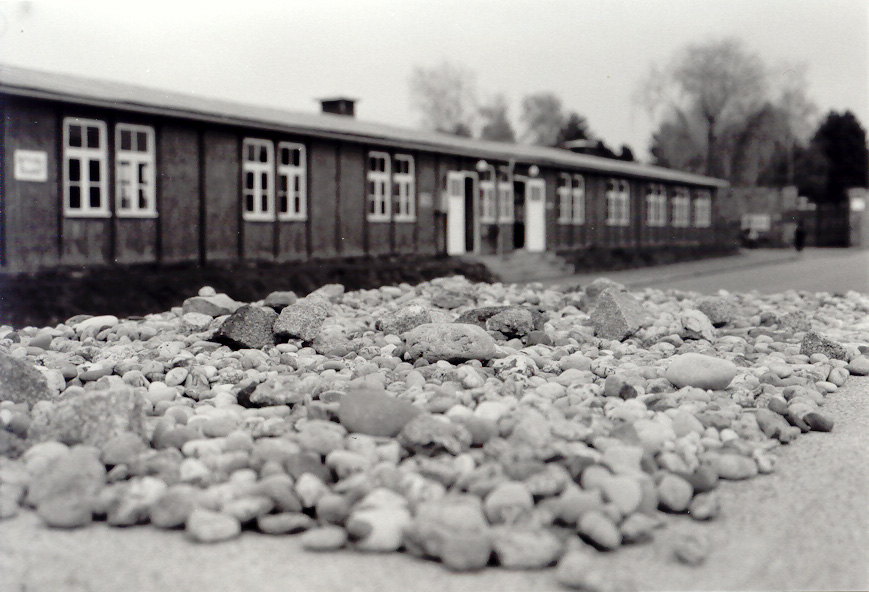
Gedenkstätte Mauthausen (2002)

Das größte Konzentrationslager in Österreich war das KZ Mauthausen östlich von Linz. Es gehörte zum „Doppellagersystem Mauthausen/Gusen“ und umfasste insgesamt 49 Nebenlager (KZ-Nebenlager Bretstein, KZ-Nebenlager Redl-Zipf, KZ-Nebenlager Steyr-Münichholz, KZ Ebensee u. a.). Es wurde im August 1938, sechs Monate nach dem „Anschluss“, von der SS als Außenstelle des KZ Dachau gegründet. Ab März 1939 wurde es zu einem selbstständigen Lager erweitert. Die Insassen hatten unter unmenschlichen Bedingungen schwerste Arbeiten zu verrichten, bei denen ihr Tod jederzeit in Kauf genommen wurde, sofern er nicht absichtlich herbeigeführt wurde.
Am 2. Februar 1945 versuchten rund 500 Häftlinge, großteils sowjetische Offiziere, aus dem KZ Mauthausen zu entkommen. Die Mehrzahl starb bereits während des Fluchtversuchs im Kugelhagel der Wachmannschaften. Nur etwa 150 von ihnen gelang es, die umliegenden Wälder zu erreichen. Es folgte eine drei Wochen andauernde Suchaktion, von der SS als „Mühlviertler Hasenjagd“ bezeichnet. Nur wenige Wochen vor dem Kriegsende nahmen daran, neben SS, SA, Gendarmerie, Wehrmacht, Volkssturm und Hitler-Jugend, auch Teile der aufgehetzten Zivilbevölkerung der Umgebung teil. Wurden geflohene KZ-Insassen entdeckt, wurden sie meist an Ort und Stelle erschossen oder erschlagen. Der Lagerleiter hatte befohlen, niemand lebend ins Lager zurückzubringen. Nur von 11 sowjetischen Offizieren ist bekannt, dass sie, auch dank der Hilfe einzelner Zivilisten, überleben konnten.
Bis zum Kriegsende wurden etwa 200.000 Menschen aus mehr als 30 Nationen nach Mauthausen und in seine Nebenlager deportiert; rund 100.000 wurden ermordet oder starben im Zuge des „Arbeitseinsatzes“.
Seit dem 23. November 1940 wurden im „Zigeuner-Anhaltelager Lackenbach“ (Burgenland) Roma inhaftiert. Von dort sollten die Insassen in die Vernichtungslager in Polen oder in andere KZs gebracht wurden. Während der Gefangenschaft im Anhaltelager hatten sie Zwangsarbeit zu verrichten. Von den insgesamt rund 4000 Gefangenen fanden mehr als 3000 in Lackenbach oder einem der Lager, in die sie von dort gebracht wurden, den Tod.
Neben den Konzentrationslagern existierten auch Tötungsanstalten wie jene im Schloss Hartheim, wo im Rahmen der „Aktion T4“ und der „Sonderbehandlung 14f13“ insgesamt rund 30.000 Menschen mit Behinderungen, Alte oder Kranke in einer Gaskammer ermordet wurden. In den Krankenakten wurden auch Begriffe wie Deutschenhasser, Kommunist und Polenfanatiker eingetragen. Auch im Rahmen der NS-Medizin fanden Menschen in österreichischen Krankenhäusern den Tod. Allein am Spiegelgrund, einem Teil des Spitalskomplexes auf der Baumgartner Höhe in Wien, wurden rund 700 zum Teil geistig behinderte Kinder ermordet.

### „Fremdarbeiter“ und Zwangsarbeit
Im Winter 1939/1940 machte sich wegen der Einberufungen zur Wehrmacht und der intensiven Rüstungsproduktion ein größerer Mangel an Arbeitskräften bemerkbar. Polen, Tschechen und über zwischenstaatliche Verträge auch Slowaken, Italiener und Jugoslawen wurden als so genannte „Fremdarbeiter“ in der Landwirtschaft eingesetzt.
Nach der Besetzung Polens wurden erstmals auch Kriegsgefangene zur Zwangsarbeit verpflichtet. Am 31. März 1941 wies eine Aufstellung insgesamt 96.999 Kriegsgefangene aus, die in den Wehrkreisen XVII und XVIII, dem Gebiet Österreichs, als Zwangsarbeiter, mehrheitlich zum Aufbau von Industrieanlagen und in der Land- und Forstwirtschaft, eingesetzt wurden. Männer, Frauen und Jugendliche ab 15 Jahren wurden in den besetzten Gebieten willkürlich aufgegriffen und zur Zwangsarbeit abtransportiert. Die Gemeinden wurden verpflichtet, jeweils eine festgelegte Anzahl von Arbeitern zu stellen; taten sie das nicht, wurden mitunter Gehöfte oder ganze Dörfer abgebrannt.
Bei seiner Posener Rede am 4. Oktober 1943 stellte Heinrich Himmler vor SS-Führern fest: Wie es den Russen geht, wie es den Tschechen geht, ist mir total gleichgültig. […] Ob die anderen Völker in Wohlstand leben oder ob sie verrecken vor Hunger, das interessiert mich nur soweit, als wir sie als Sklaven für unsere Kultur brauchen, […].
Die Lebens- und Arbeitsbedingungen der ausländischen Arbeiter und Kriegsgefangenen waren, entsprechend der nationalsozialistischen Rassenideologie, stark von ihrer Herkunft abhängig. „Westarbeiter“ (Franzosen, Italiener, Belgier, Niederländer) wurden besser behandelt als aus Ungarn und Südosteuropa Stammende. Arbeiter aus Polen, dem Protektorat Böhmen und Mähren und der Sowjetunion standen am unteren Ende der Hierarchie. Sie erhielten die geringsten Lebensmittelrationen, die schlechtesten Unterkünfte und wurden am stärksten von jedem Kontakt mit der einheimischen Bevölkerung abgeschirmt.

### Österreicher als Täter
Adolf Hitler, geboren in Braunau am Inn und aufgewachsen in verschiedenen Orten Oberösterreichs, betrachtete Österreich, obwohl er im Ersten Weltkrieg auf deutscher Seite gedient, die Staatsbürgerschaft 1925 auf eigenen Wunsch abgelegt hatte und seit 26. Februar 1932 Bürger des Deutschen Reiches war, als seine (ungeliebte) Heimat; allerdings war Österreich für ihn kein Staat, sondern Teil des gesamten Deutschen Reiches.
Wie stark die Bevölkerung in der „Ostmark“ bzw. im „Altreich“ von der rassistischen Ideologie der Nationalsozialisten durchdrungen war oder diese willig aufnahm, ist bis heute Gegenstand der Forschung. Während beispielsweise der US-amerikanische Soziologe und Politologe Daniel Goldhagen die Bevölkerung des Deutschen Reiches als „Hitlers willige Vollstrecker“ bezeichnete, legte anderseits die im Widerstand tätige Wienerin Ella Lingens großen Wert darauf festzustellen, dass passiver und auch aktiver Widerstand durchaus weit verbreitet war. Erschwert wurde die Opposition zum herrschenden Regime allerdings durch dessen effiziente Verwaltungs- und Überwachungsstruktur und die brutale Sanktionierung selbst geringsten Abweichens von der Parteilinie. Schon ein kritischer Satz über die Situation der Lebensmittelversorgung konnte zur Einweisung in ein Konzentrationslager und damit zum Tod führen. Aber auch jemand, der eine solche Aussage „überhörte“, also nicht meldete, riskierte damit bereits sein Leben und u. U. das seiner nahen Verwandten.
In der Bevölkerung waren xenophobe und rassistische Haltungen (Antisemitismus, Antiziganismus, Antislawismus) sowie die „traditionellen“ Feindbilder (Frankreich als Gegner in früheren Kriegen, die „Bolschewisten“ u. a.) weit verbreitet, so dass die NS-Propaganda hier zwar verstärkend und radikalisierend wirkte, bei vielen aber auf bereits vorhandene Ressentiments und Einstellungen aufbauen konnte. In der Ersten Republik wurde die Sozialdemokratie von politischen Gegnern mit „jüdischem Bolschewismus“ in Verbindung gebracht; der Ständestaat benachteiligte 1934–1938 jüdische Österreicher. Dazu kamen 1938 noch wirtschaftliche Interessen wie die Aussicht auf die Übernahme von Wohnungen, Geschäften oder Firmen von bei den Behörden angezeigten „Volksfeinden“. Die Denunziation von „Volksschädlingen“, beispielsweise Menschen, die Verfolgten Unterschlupf gewährten oder ihnen bei der Flucht halfen, war oft nicht so sehr ideologisch motiviert als mit der Aussicht auf persönliche Bereicherung verknüpft.
Acht (von insgesamt 75) KZ-Kommandanten, 40 % der KZ-Aufseher, 14 % der SS-Mitglieder und 70 bis 80 % von Eichmanns 15-köpfigem Stab waren Österreicher (bei einem Bevölkerungsanteil von 8 %). Eichmann, in Deutschland geboren, aber in Österreich aufgewachsen, bediente sich seiner aus Wiener Zeiten bekannten Seilschaften, da er als Nicht-Akademiker von den Kollegen aus dem „Altreich“ teilweise geschnitten wurde.
Überdurchschnittlich viele Österreicher nahmen an SS-Einsatzgruppen bei Massenerschießungen von Juden und anderen Zivilisten im Rückraum der Ostfront teil. Der Zeitgeschichtler Bertrand Perz hält den 40-%-Anteil der Österreicher am KZ-Personal allerdings für übertrieben und geht von etwa 13 bis 20 Prozent aus. Da ihnen vor dem Hintergrund der k.u.k. Monarchie „Ostkompetenz“ zugeschrieben wurde, wurden sie häufig im Osten des deutschen Herrschaftsgebietes eingesetzt: Das KZ Treblinka wurde nacheinander von Irmfried Eberl und Franz Stangl geleitet, das KZ Sobibor von Franz Reichleitner und wiederum Franz Stangl. Kommandanten des KZ Theresienstadt waren die Österreicher Anton Burger, Karl Rahm und Siegfried Seidl. Amon Göth („Der Schlächter von Plaszow“) leitete das KZ Plaszow, Herbert Andorfer das KZ Sajmište (Belgrad). Das von Simon Wiesenthal verbreitete Narrativ der überdurchschnittlichen Anzahl von Tätern österreichischer Abstammung wurde von Kurt Bauer einer umfangreichen Überprüfung unterzogen und nicht bestätigt. Österreicher waren statistisch weder in der NSDAP, noch bei SS oder den meisten Tätergruppen in den Konzentrations- und Vernichtungslagern überrepräsentiert.
Als Täter vom Gestapo-Beamten über an „Euthanasie“-Programmen teilnehmende Ärzte bis zu maßgeblich an der Planung und Umsetzung des Holocausts Beteiligten wurden weiters unter anderem folgende Österreicher bekannt:

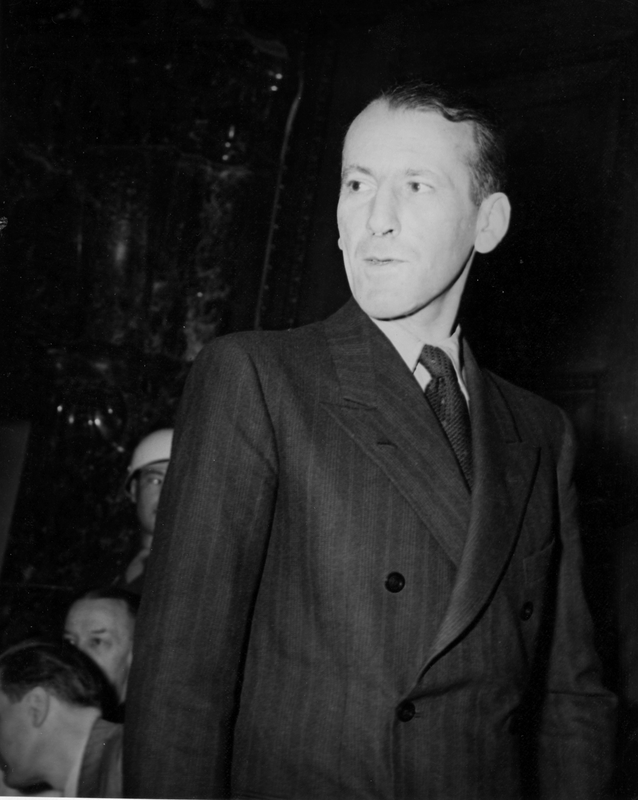
Ernst Kaltenbrunner als Angeklagter während des Nürnberger Prozesses gegen die Hauptkriegsverbrecher

- Ernst Kaltenbrunner: 1930 der österreichischen NSDAP und 1931 der SS beigetreten, ab 1938 im Rang eines SS-Gruppenführers Kommandant der SS der gesamten „Ostmark“, ab 1943 in der Nachfolge Heydrichs Chef der Sicherheitspolizei und des SD und wenig später SS-Obergruppenführer und General der Polizei sowie Leiter des Reichssicherheitshauptamtes und damit auch der Gestapo.
- Arthur Seyß-Inquart organisierte oder deckte als Reichsstatthalter in den Niederlanden zahlreiche NS-Verbrechen.
- Odilo Globocnik: 1931 der österreichischen NSDAP und 1932 der SS beigetreten, ab 1933 stellv. Gauleiter der NSDAP in Kärnten, ab 1939 als SS- und Polizeiführer auf dem Gebiet des besetzten Polens eingesetzt, wo er 1942/43, die vier Vernichtungslager Belzec, Sobibor, Treblinka und Majdanek errichten ließ und einer der Hauptverantwortlichen für die Ermordung von etwa 2 Millionen polnischen Juden war („Aktion Reinhardt“).
- August Eigruber war als Gauleiter von Oberösterreich intensiv in die NS-Tötungsmaschinerie involviert.
- Wolfgang Abel: 1933 Beitritt zur NSDAP, an der Zwangssterilisation so genannter Rheinlandbastarde beteiligt, ab 1934 Dozent und stellvertretender Leiter der Abteilung „Rassenpflege“ der Deutschen Hochschule für Politik, ab 1943 Leiter des „Instituts für Rassenbiologie“, 1935 im SS-Rasse- und Siedlungshauptamt beschäftigt, Obergutachter im Reichssippenamt, ab 1940 Abteilungsleiter für „Rassenkunde“ am Kaiser-Wilhelm-Institut für Anthropologie, ab 1942 Lehrstuhl für „Rassenbiologie“ und für das Oberkommando des Heeres mit „Rassenuntersuchungen“ an 7000 Kriegsgefangenen aus der Sowjetunion befasst.
- Heinrich Gross gutachtete über „unwertes Leben“ und führte am Spiegelgrund in Wien mörderische „Versuche“ an behinderten Kindern durch.
- Karl Josef Silberbauer: seit 1939 „kleiner“ Gestapo/SD-Beamter, Leiter der Verhaftung Anne Franks 1944.
- An den NS-Verbrechen beteiligt waren auch die im Abschnitt „Länder als Reichsgaue“ genannten, aus der „Ostmark“ stammenden Gauleiter Hugo Jury, Franz Hofer, Tobias Portschy und Friedrich Rainer.
- Alexander Löhr leitete als Chef der Luftflotte 4 im April 1941 den Luftangriff auf Belgrad.

## Widerstand
In Österreich fielen rund 2700 im Widerstand Aktive der NS-Justiz zum Opfer, wurden wegen ihrer Tätigkeit verurteilt und hingerichtet. Etwa 10.000 wurden in Gefängnissen der Gestapo ermordet. Im Wiener Landesgericht wurden von 1938 bis 1945 600 Widerstandskämpfer mit dem Fallbeil (siehe auch Henker Johann Reichhart) hingerichtet, andere auf der Erschießungsstätte Kagran. Die enthaupteten Leichen wurden danach an das Anatomische Institut der Universität Wien überstellt, und später wurden die Leichenteile in Schachtgräbern im Wiener Zentralfriedhof im Geheimen beerdigt. Auch in Graz wurden ab August 1943 Menschen, die der NS-Diktatur Widerstand leisteten, mit einem Fallbeil ermordet. Hinsichtlich der Motivation und Würde der Widerstandskämpfer werden oft die Worte im Abschiedsbrief des Tirolers Walter Caldonazzi vor seiner Hinrichtung angeführt: „Wir sterben ja nicht als Verbrecher, sondern als Österreicher, die ihre Heimat liebten und als Gegner dieses Krieges, dieses Völkermordes.“
Das Dokumentationsarchiv des österreichischen Widerstandes schätzt die Zahl der am Widerstand beteiligten Österreicher insgesamt auf 100.000. Der österreichische Widerstand musste isoliert ohne die Unterstützung einer Exilregierung agieren. Die Widerstandsgruppen waren bis auf die Kommunisten, die von Moskau aus geleitet wurden, daher weitgehend auf sich allein gestellt. Als grundsätzliche Besonderheit des österreichischen Widerstandes gilt, dass die für Österreich typische parteipolitische Fragmentierung auch bis tief in den Widerstand und Exil-Organisationen hinein reicht und sich erst spät, ab Anfang 1944, der Versuch einer losen überparteilichen Führung (Provisorisches Österreichisches Nationalkomitee, O5) bildete. Neben diesen einzelnen Gruppierungen gab es aber auch individuellen Widerstand. Den meisten Gruppen war gemein, dass es der Gestapo gelang, sie durch V-Leute, wie Otto Hartmann, Kurt Koppel, Hans Pav oder Eduard Korbel, zu durchsetzen. Als Versuch, gegen die Gestapo selbst sogar offensiv vorzugehen, gelten die Planungen der Widerstandsgruppe rund um Karl Burian, das Gestapo-Hauptquartier in Wien zu sprengen. Der einzige breite öffentliche Protest gegen den Nationalsozialismus war die Demonstration von 6000 katholischen Jugendlichen im Zuge des Rosenkranzfestes am 7. Oktober 1938 vor dem Stephansdom in Wien.
Sozialdemokraten und Kommunisten
Sozialdemokraten und Kommunisten mussten schon in der Zeit des Austrofaschismus ab 1934 „illegal“ agieren, da ihre Parteien verboten waren; viele von ihnen waren einige Zeit in Haft gewesen. Sie verfügten aber über intakte Untergrundorganisationen. Nach dem „Anschluss“ Österreichs und den ersten Verhaftungswellen lösten sie die zentralen Strukturen auf und organisierten sich 1940/1941 in kleinen örtlichen Gruppen, die untereinander nur geringen Kontakt unterhielten, um die Verfolgung zu erschweren. Eine kommunistische Parole jener Zeit lautete: Du bist jetzt die Partei. Versuche, eine zentrale Leitung zu errichten, bewirkten durch die von der Gestapo eingeschleusten V-Leute regelmäßig die Aufdeckung der kommunistischen Strukturen.
Eisenbahner und Industriearbeiter verübten wieder Sabotageakte. Dazu gab es verschiedene Kleingruppen die in der Tradition von Leo Trotzki standen, die von der Gestapo genannte „tschechische Sektion der KPÖ“, anarchistisch beeinflusst waren oder von ehemaligen Spanienkämpfern gebildet wurden. Gegenüber dem massiven Widerstand der Kommunisten fiel der sozialistische Widerstand recht schwach aus. Während die KP ihre Kader „verheizte“ und damit die aktivsten Mitarbeiter verlor, tauchten die SP-Kader unter und hielten still. Eine Erklärung liegt in der großdeutschen Einstellung der Sozialdemokraten, die erst später einem zarten Österreich-Patriotismus wich. Dennoch wurden schon ab 1938 viele Mitglieder der Revolutionären Sozialisten und der Sozialistischen Arbeiterhilfe verfolgt, aufgedeckt und verhaftet. Mit voller Wucht traf auch der NS-Apparat die Sozialdemokraten mit jüdischen Wurzeln wie den Wiener Finanzstadtrat Robert Danneberg.
Römisch-katholische Kirche

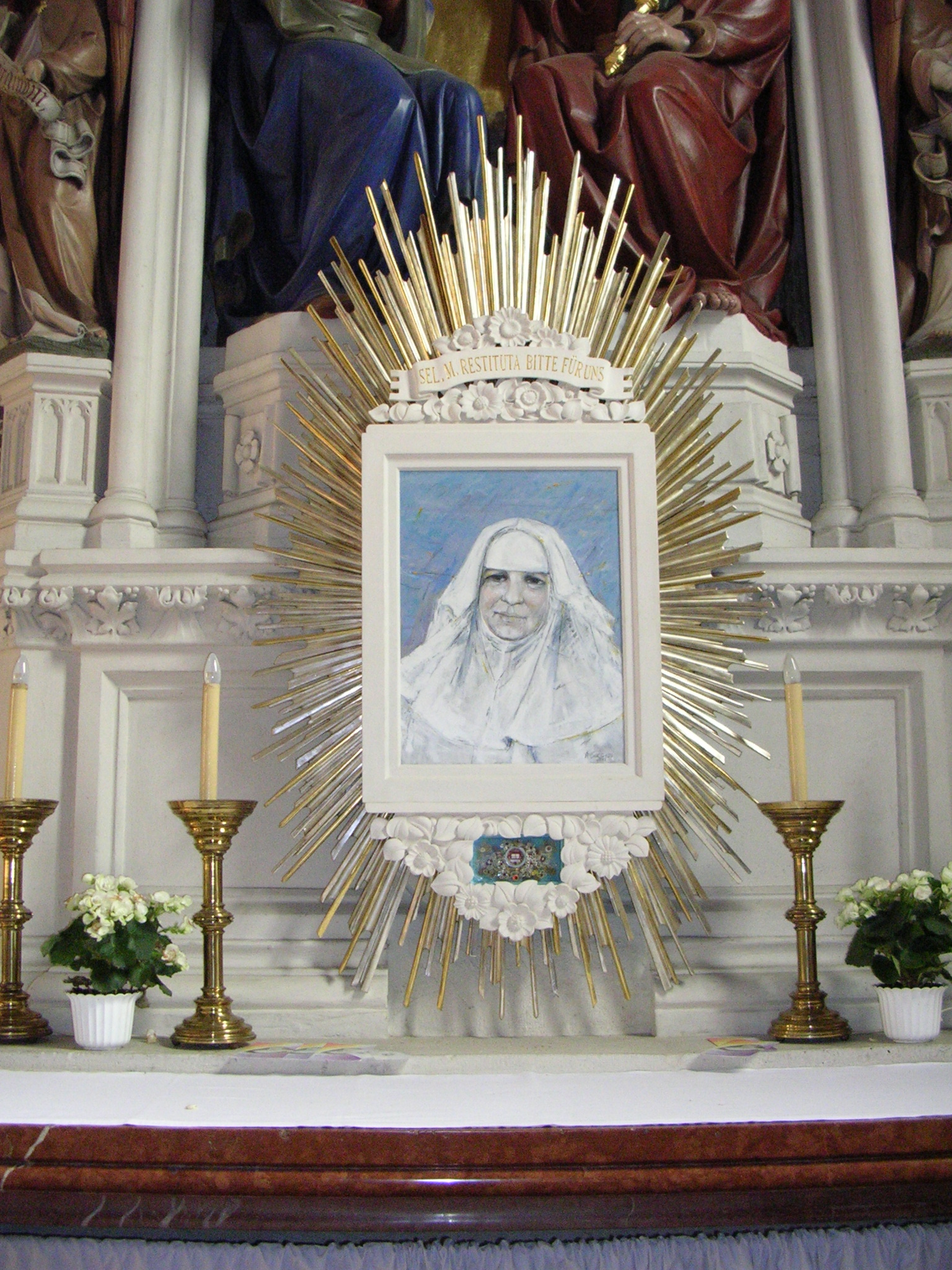
Gedenken an die Nonne Maria Restituta, die 1943 wegen „Feindbegünstigung und Vorbereitung zum Hochverrat“ hingerichtet wurde

Die führenden Exponenten der Römisch-katholischen Kirche, die in den Jahren 1934–1938 auch personell eng mit dem austrofaschistischen Regime verbunden gewesen waren und deren Bischöfe den „Anschluss“ befürwortet hatten, konnten bald erkennen, dass die erhoffte Koexistenz mit den nationalsozialistischen Machthabern sich nicht erfüllen würde. Der Einfluss der Kirche wurde stark eingeschränkt: Kirchliche Schulen wurden aufgelöst und der Religionsunterricht zum Freifach, an dessen Stelle Schüler sich in der Hitler-Jugend betätigen sollten, ihre Finanzierung erfolgte nicht mehr durch die vom NS-Staat beschlagnahmten Religionsfonds, sondern durch neu eingeführte Kirchenbeiträge der Mitglieder, Trauungen im Standesamt wurden obligatorisch (siehe Ehegesetz (Österreich)) und gerichtliche Ehescheidungen auch für Katholiken eingeführt.
Am 7. Oktober 1938, einem Herz-Jesu-Freitag, rief Kardinal Theodor Innitzer Jugendliche zu einer Andacht zum Rosenkranzfest in den Wiener Stephansdom. Etwa 6000 vorwiegend junge Katholiken folgten dem Aufruf und beantworteten Innitzers Predigt, in der er feststellte Nur einer ist euer Führer: Jesus Christus, mit Ovationen. Nach der Andacht versammelten sich viele der Anwesenden vor dem Erzbischöflichen Palais neben dem Dom und riefen: Wir wollen unseren Bischof sehen. Staat und Partei antworteten auf die unerwarteten Kundgebungen mit zahlreichen Verhaftungen; tags darauf erstürmten und verwüsteten Angehörige der Hitler-Jugend das Palais, die Polizei sah tatenlos zu. Gauleiter Josef Bürckel hielt am 13. Oktober vor über 200.000 Demonstrationsteilnehmern auf dem Heldenplatz eine Rede gegen politisierende Geistliche.
Die Kundgebungsteilnehmer zeigten Transparente mit Parolen wie Pfaffen auf den Galgen und Innitzer und Jud, eine Brut.
Die Kirchenführung ging von da an offenen Konfrontationen mit den Machthabern großteils aus dem Weg. Gegen die Deportation der jüdischen Bevölkerung wurde kein öffentlicher Protest erhoben, jedoch sprachen sich die Bischöfe klar gegen die Tötung von körperlich oder geistig Behinderten aus. Während erst am 19. Juni 1943 Bischöfe in einem Hirtenbrief die Ermordung von „Menschen fremder Rassen und Abstammung“ brandmarkten und „für die schuldlosen Menschen“ eintraten, leisteten einfache Priester wie zum Beispiel Marcel Callo, Johann Gruber, Konrad Just, Hermann Kagerer, Carl Lampert, Andreas Rieser, Matthias Spanlang und Johann Steinbock schon viel früher erheblichen Widerstand. Christliche Laien und einzelne Priester unterstützten vereinzelt Verfolgte und versteckten sie in Kirchengebäuden. Gegenwehr gegen das faschistische Regime konnten auch die Verweigerung des Fahneneides (z. B. Franz Reinisch), individuelle Widerstandshandlungen („staatsfeindliche“ Äußerungen, „Rundfunkverbrechen“ etc.), das Verhindern von nationalsozialistischer Propaganda im Religionsunterricht wie durch Josef Steinkelderer, spontane Proteste gegen antikirchliche Maßnahmen und die Bildung von Widerstandsgruppen (vgl. z. B. die Gruppe rund um Heinrich Maier) sein. Priester, ihre Gottesdienste und Gemeindeveranstaltungen wurden daher von der Gestapo überwacht. Es wurden aber auch Priester, wie der Vorarlberger Alois Knecht, der am 17. September 1939 seine Sonntagspredigt mit den Worten „Der Krieg ist das größte Übel, das die Menschheit treffen kann, und trotzdem haben wir schon wieder einen Krieg“ begann und dadurch für fünf Jahre ins Konzentrationslager kam, von Mitgliedern der Kirchengemeinde denunziert.
Der Wiener Kaplan Heinrich Maier gründete mit dem Tiroler Walter Caldonazzi und Franz Josef Messner, dem Generaldirektor der Semperit-Werke, die Widerstandsgruppe Maier-Messner-Caldonazzi. Diese katholisch-konservative Gruppe, der auch Andreas Hofer angehörte, wurde später „als die vielleicht spektakulärste Einzelgruppe des österreichischen Widerstandes“ bezeichnet und hatte einen hohen politisch-militärischen Stellenwert. Ziel der Gruppe war es, schnellstmöglich das Ende des Schreckensregimes durch eine militärische Niederlage herbeizuführen und die Wiedererrichtung eines freien und demokratischen Österreichs zu realisieren. Die Gruppe übermittelte dazu streng geheime Baupläne der V-2-Rakete bzw. des Tigerpanzers und Lagepläne von geheimen Produktionsanlagen und Rüstungsindustrie an die Alliierten. Dadurch sollten die alliierten Luftangriffe zivile Ziele schonen und verstärkt Waffenproduktionsanlagen treffen.
Zu den bekanntesten Aktivisten, die als Verräter oder wegen „Wehrkraftzersetzung“ hingerichtet wurden, zählen der Wehrdienstverweigerer Franz Jägerstätter, die Ordensschwester Maria Restituta, die Priester Jakob Gapp und Otto Neururer, der Pater Franz Reinisch, Marie Schönfeld, Franz Schönfeld, der Provikar Carl Lampert und der Augustiner-Chorherr Roman Karl Scholz. Allein die Gruppe von Scholz umfasste an die 200 Leute.
Kardinal Innitzer richtete in seinem Haus eine „Erzbischöfliche Hilfsstelle für nichtarische Christen“ ein, die getauften Juden und Angehörigen anderer christlicher Konfessionen bei der Ausreise aus dem Deutschen Reich und der Beschaffung von dazu nötigen Dokumenten half sowie Rechtsberatung und ärztliche Hilfe organisierte. Die Hilfsstelle hielt auch so lange wie möglich den Kontakt mit den ins KZ Deportierten aufrecht. Von den 23 Mitarbeitern der Hilfsstelle waren zwölf im Sinne der Nürnberger Gesetze jüdischer Herkunft, acht von ihnen wurden in der NS-Zeit ermordet.
1940 bestimmte die SS das KZ Dachau mit einem eigenen Priesterblock als zentralen Internierungsort für christliche Geistliche, die oft schwer gefoltert wurden. Hinzu kamen immer wieder besondere Ausschreitungen gegen die Priester. Es wurde zum Beispiel am Heiligen Abend 1938 unter dem auf dem Appellplatz aufgestellten Julbaum der österreichische Prälat Ohnmacht ausgepeitscht. An einem Gründonnerstag geißelten SS-Wärter den österreichischen Kaplan Andreas Rieser am nackten Oberkörper, bis das Blut spritzte, und wanden ihm dann eine Dornenkrone aus Stacheldraht. Am Karfreitag 1940 wurden sechzig Priester „gekreuzigt“, indem sie eine Stunde lang am Pfahl aufgehängt wurden. Die Priester Martin Spannlang und Otto Neururer wurden im KZ Buchenwald getötet durch Kreuzigung mit geknebeltem Kopf nach unten. Insgesamt waren als österreichische Widerstandskämpfer 706 Priester im NS-Gefängnis, 128 in Konzentrationslagern und 20 bis 90 wurden hingerichtet beziehungsweise im KZ ermordet.
Legitimistischer (monarchistischer) Widerstand
Im Fokus des Gestapo lag besonders die Bekämpfung von legitimistischen Widerstandsgruppen. Deren gemeinsames Ziel – Sturz des NS-Regimes, Wiedererrichtung eines selbstständigen Österreichs unter habsburgischer Führung – stellte für das NS-Regime eine besondere Provokation und Herausforderung dar. Insbesondere, weil Hitler vor Hass auf die Familie Habsburg strotzte. Die zentrale Person dieser Bestrebungen, Otto Habsburg, wurde steckbrieflich gesucht, sein Vermögen auf persönlichem Befehl Hitlers beschlagnahmt, seine Anhänger wurden verfolgt. Der führende Vertreter Habsburgs in Österreich Hans Karl Zeßner-Spitzenberg wurde mit dem ersten Transport ins KZ Dachau gebracht, wo er am 1. August 1938 starb.
Als monarchistische Gruppen gelten zum Beispiel die Widerstandsgruppe um Karl Burian mit dem von ihm gegründeten „Monarchistischen Zentralkomitee“, die Widerstandsnetze um Wilhelm Hebra und Josef Eder, die Österreichische Volksfront um Wilhelm Zemljak, Teile der Großösterreichischen Freiheitsbewegung um Jakob Kastelic, die Gruppe um Johann Müller, Alfred Gruber und Franz Waschnigg, die Widerstandsbewegung um Karl Polly mit der Bezeichnung Österreichische Arbeiterpartei und dem Ziel einer sozialen Volksmonarchie, die Illegale Österreichische Kaisertreue Front um Leopold Hof oder die Antifaschistische Österreichische Kaisertreue Front um Karl Wanner (Lambertrunde). Bereits im Zeitraum 1938 bis 1940 hatte die Gestapo einer Reihe von legitimistischen Widerstandsgruppen von Jugendlichen zerschlagen, die sich aus dem Österreichischen Jungvolk beziehungsweise aus der Bündischen Jugend entwickelt hatten.
Gerade die Gruppe um Karl Burian war aus Sicht der Gestapo besonders gefährlich. Einerseits stand diese Gruppe in direktem Kontakt zu Otto Habsburg und andererseits plante Burian selbst offensiv gegen die Gestapo vorzugehen. Mit den Original-Hausplänen des Gestapo-Hauptquartiers am Morzinplatz, die der enteignete jüdische legitimistische Mitbesitzer Karl Friedinger beschaffte, plante die Widerstandsgruppe einen Sprengstoffanschlag. Durch den Gestapospitzel und Informanten der Abwehrstelle Wien Josef Materna verraten, fielen die legitimistischen Aktivisten in die Hände der Gestapo.
Es gab auch einzelne christlich-monarchistische Widerstandskämpfer wie Franz Schönfeld und Marie Schönfeld. Viele dieser Widerstandskämpfer wurden hingerichtet. Die Härte der Verfolgung lässt sich schon im Verfahren gegen die alte, schwer kranke und gebrechliche Marie Eckert erkennen, welche wegen Besitzes eines in ihrer Brieftasche gefundenen selbstgeschriebenen Zettels mit dem Text „Wir wollen einen Kaiser von Gottesgnaden und keinen Blutmörder aus Berchtesgaden“ zu vier Jahren Zuchthaus verurteilt wurde. In der Gestapo-Wien leitete lange Zeit der wegen seiner Brutalität berüchtigte Johann Sanitzer das für den legitimistischen und österreich-patriotischen Widerstand zuständige Referat. Insbesondere ab November 1943 wurden in Regensburg, Salzburg und Wien Volksgerichtshof-Verhandlungen gegen mehr als 300 österreichische Separatisten beziehungsweise Legitimisten durchgeführt, die in der Folge zu zahlreichen Todesurteilen und Zuchthausstrafen führten. Bis dahin waren viele monarchistische Widerstandskämpfer aufgrund Anordnung Hitlers ohne Gerichtsverhandlung direkt ins KZ eingeliefert worden. Es wurden 800 bis 1.000 monarchistische Widerstandskämpfer hingerichtet.
Ernst Karl Winter gründete im Jahr 1939 in New York mit dem „Austrian American Center“ ein überparteiliches Nationalkomitee mit legitimistischen Hintergrund. Dieses organisierte regelmäßige Demonstrationen und Aufmärsche und veröffentlichte wöchentliche Publikationen. In den USA gab es als pro-habsburgische Organisationen weiters die „Austrian American League“.
Evangelische Kirche und Freikirchen
Die Schwedische Israelmission in Wien half insbesondere evangelischen Juden, so dass viele von ihnen rechtzeitig ausreisen konnten. Der in Wien tätige Baptistenprediger Arnold Köster brachte in Predigten und Vorträgen oft auch Kritik an Merkmalen des Nationalsozialismus vor.
Soldaten

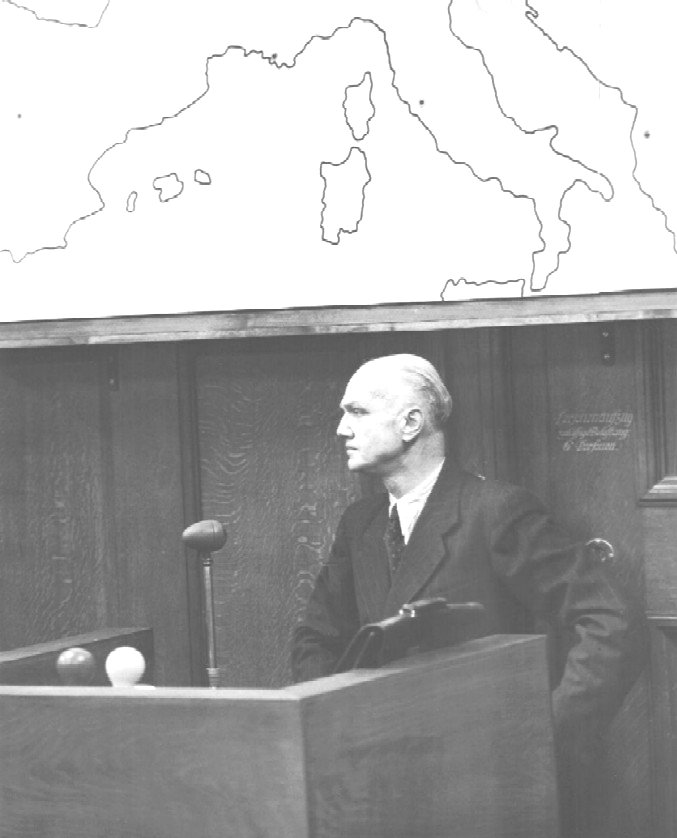
Erwin von Lahousen im Zeugenstand bei den Nürnberger Prozessen 1948

Nach dem Einmarsch der deutschen Truppen in Österreich wurde das österreichische Bundesheer gleichgeschaltet. 126 Berufssoldaten und Beamte verweigerten aber den Eid auf Hitler und wurde sofort entlassen. Eine Besonderheit war die Weigerung des Kommandanten der Theresianischen Militärakademie, Generalmajor Rudolf Towarek, die Akademie in Wiener Neustadt der deutschen Wehrmacht zu übergeben. Er ließ Wache mit aufgepflanztem Bajonett aufmarschieren und verweigerte so der Wehrmacht mehrere Tage den Zutritt zur Burg. Möglicher Widerstand gegen das NS-Regime wurde verfolgt; so wurde General Wilhelm Zehner von der Gestapo getötet. Insgesamt wurden unmittelbar nach dem Einmarsch zwölf Offiziere in Konzentrationslager verbracht, sieben davon überlebten die Lager nicht. Sechzehn Offiziere kamen in Gefängnisse und zahlreiche Soldaten aller Dienstgrade wurden in den Freitod getrieben.
Am 7. März 1943 hatte der Österreicher Erwin von Lahousen gemeinsam mit Admiral Wilhelm Canaris Sprengstoff für ein Attentat auf Adolf Hitler in das Hauptquartier der Heeresgruppe Mitte in Smolensk gebracht. Dieser wurde am 13. März 1943 durch Henning von Tresckow und Oberleutnant Fabian von Schlabrendorff in Hitlers Flugzeug platziert. Allerdings detonierte die Sprengladung aus ungeklärten Gründen nicht. Am 20. Juli 1944 scheiterte dann auch das Attentat auf Hitler und der Umsturzversuch durch Offiziere der deutschen Wehrmacht und Staatsbeamte, womit die Möglichkeiten des militärischen Widerstandes für einen Sturz des Systems erschöpft waren. Zu den Beteiligten gehörten auch die Österreicher Robert Bernardis (Oberstleutnant im Generalstab; am 8. August 1944 vom Volksgerichtshof in Berlin zum Tode verurteilt und hingerichtet), der Chef des Stabes im Wehrkreis XVII (Wien), Oberst i. G. Heinrich Kodré (er überlebte das KZ Mauthausen), und Major Carl Szokoll, der unentdeckt blieb.
Als Beispiel soldatischen Widerstands gilt auch das Verhalten von Walter Krajnc. Krajnc, Mitglied der Widerstandsgruppe „Kampfgruppe Tirol“ war nur einfacher Wehrmachtssoldat. Er trat der französischen Résistance bei und arbeitete für diese als Funker, wurde wegen kritischer Äußerungen im Zusammenhang mit Geiselerschießungen denunziert und wegen seiner Kontakte zur Résistance von einem Kriegsgericht zum Tod verurteilt und am 29. Juli 1944 erschossen.
In der „Operation Radetzky“ versuchten Offiziere – darunter erneut Major Carl Szokoll – in den letzten Kriegstagen, die Schlacht um Wien durch eine kampflose Kapitulation zu verkürzen und so die Zerstörung der Stadt zu verhindern. Oberfeldwebel Ferdinand Käs konnte das Hauptquartier der sowjetischen Armee in Hochwolkersdorf im südlichen Niederösterreich erreichen und den „Russen“ die Vorschläge der Gruppe übermitteln. Die Operation wurde aber verraten: Drei enge Mitarbeiter Szokolls, Major Karl Biedermann (geb. 1890, Kommandant der Heeresstreife Groß-Wien), Hauptmann Alfred Huth (1918–1945) und Oberleutnant Rudolf Raschke (1923–1945), wurden am 8. April 1945 an Straßenlaternen in Floridsdorf gehängt.
Widerstands- und Partisanengruppen

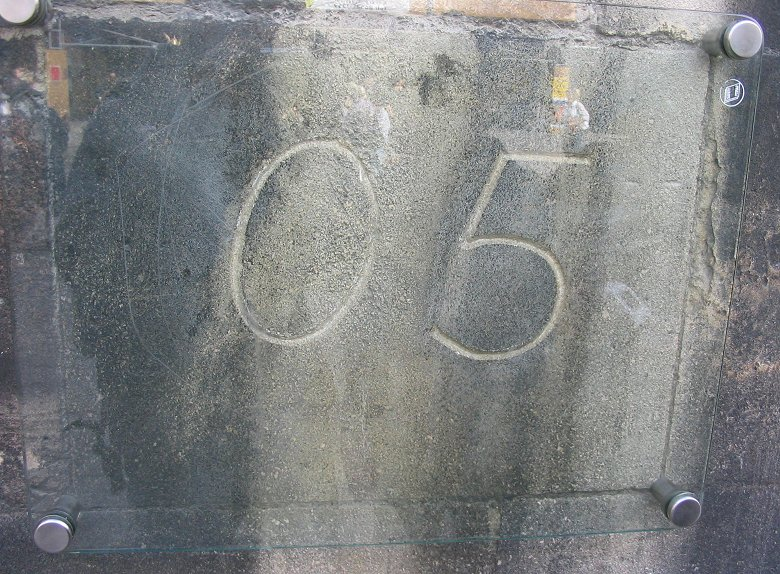
Chiffre der Widerstandsgruppe O5 am Wiener Stephansdom

Angehörige verschiedener Widerstandsgruppen gründeten das „Provisorische Österreichische Nationalkomitee“. Die bekannteste dieser Gruppen war die unter der Chiffre „O5“ auftretende (das O und das als fünfter Buchstabe des Alphabets gekennzeichnete E standen für OE oder Österreich). Mitglieder waren unter anderem der Publizist Fritz Molden, der im Schweizer Exil als Kontaktmann der Gruppe zu den Westalliierten wirkte, und der spätere Bundespräsident Adolf Schärf. Die Gruppe O5 arbeitet auch eng mit den an der „Operation Radetzky“ beteiligten Offizieren zusammen.
Partisanengruppen, die vor allem seit 1944 aktiv waren, gab es in der Steiermark und in Kärnten, so in Leoben, in Judenburg, in Selzthal, im Gailtal und in den Karawanken. Sie unternahmen kleine Überfälle auf SS-Einheiten und die Feldgendarmerie. Außerdem organisierten und unterstützten die österreichischen Partisanen die Flucht ausländischer Zwangsarbeiter. Die zumeist aus Kärntner Slowenen bestehenden Südkärntner Partisanengruppen agierten grenzüberschreitend und arbeiteten mit jugoslawischen Partisanen zusammen, an deren Seite ab November 1944 auch ein „Österreichisches Freiheitsbataillon“ gegen die deutschen Besatzer kämpfte. Die Aktionen der Partisanen zwangen das NS-Regime, viele Soldaten im Land statt an der Front einzusetzen.
Einzelpersonen
Auch Privatpersonen, die keiner Organisation oder Gruppe angehörten, betätigten sich vereinzelt im Widerstand, indem sie beispielsweise Juden und anderen Verfolgten Unterschlupf gewährten. Einige von ihnen, darunter Gottfried von Einem, Ella Lingens und Hermann Langbein, wurden nach dem Krieg in der israelischen Gedenkstätte Yad Vashem als „Gerechte unter den Völkern“ geehrt.

## Österreicher im Exil
Österreicher, die das Unheil hatten kommen sehen, waren schon vor dem 12. März 1938 emigriert. Sie „wählten“ das Exil aus Sorge um ihr Leben bzw. ihre wirtschaftliche Existenz oder weil sie nicht in der Diktatur leben wollten. In den Tagen des „Anschlusses“ und danach, als die Gefahr unmittelbar greifbar wurde und Übergriffe auf jüdische Österreicher und die Verfolgung politischer Gegner ahnen ließen, was noch folgen würde, flohen auch viele derjenigen, die zuvor geglaubt hatten, es würde schon nicht so schlimm werden. Das NS-Regime führte allerdings sofort strikte Grenzkontrollen ein und verhaftete viele Flüchtende aus den Zügen heraus.
Über die „grüne Grenze“ gelang so manchem die Flucht in die Tschechoslowakei, die Schweiz verstärkte bald ihre Grenzkontrollen und schickte Flüchtlinge nicht selten zurück („Das Boot ist voll“). Von März bis November 1938 gelang legal und illegal 130.000 Menschen die Ausreise. Unter den bekanntesten Künstlern, die emigrieren mussten, waren die Komponisten Arnold Schönberg und Hermann Leopoldi, die Filmschaffenden Leon Askin, Fritz Lang, Josef von Sternberg und Billy Wilder (geb. Samuel Wilder), der Theaterregisseur Max Reinhardt, die Kabarettisten Karl Farkas, Hugo Wiener und Gerhard Bronner sowie die Schriftsteller Hermann Broch, Anton Kuh und Franz Werfel. Friedrich Torberg, der den „Anschluss“ in Prag erlebte, kehrte nicht mehr nach Wien zurück. Robert Musil und Robert Stolz emigrierten aus Abscheu gegen den Nationalsozialismus. Erich Fried floh mit seiner Mutter nach London, nachdem sein Vater im Mai 1938 während eines Verhörs durch die Gestapo getötet worden war. Stefan Zweig, der über London, New York, Argentinien und Paraguay nach Brasilien geflohen war, nahm sich dort am 22. Februar 1942 gemeinsam mit seiner Frau Charlotte Altmann aus Trauer über die Zerstörung seiner geistigen Heimat Europa das Leben.
Dem Nobelpreisträger für Medizin des Jahres 1936, Otto Loewi, wurde vor seiner Ausreise das Preisgeld abgepresst. Weitere Wissenschaftler, die ins Exil gingen, waren Sigmund Freud, Erwin Schrödinger, Kurt Gödel, Martin Buber, Karl Popper, Lise Meitner und Walter Hollitscher. Unter den aus politischen Gründen und der Rassengesetze wegen Emigrierten war der Sozialdemokrat Bruno Kreisky, der in Schweden Asyl fand und später als Bundeskanzler eine der prägendsten Persönlichkeiten der Zweiten Republik werden sollte. Manche der Emigranten nahmen auf Seiten der Alliierten aktiv am Kampf gegen das NS-Regime teil. Der Philosoph Ludwig Wittgenstein, der schon in den 1930er Jahren in England lebte, meldete sich dort während des Krieges als Freiwilliger zu einer medizinischen Forschungsgruppe. Der Satiriker Georg Kreisler, 1938 geflohen und seit 1943 US-Bürger, war als Soldat in Europa stationiert.
Nur wenige der Emigrierten kehrten nach dem Krieg zurück. Von offizieller Seite gab es nach 1945 – ausgenommen den Wiener Kulturstadtrat Viktor Matejka – auch keine nennenswerten Bemühungen, die Vertriebenen zur Rückkehr zu bewegen. Eine der wenigen Ausnahmen war Karl Popper, dem ein eigenes Institut an der Universität Wien angeboten wurde. Dieser verspürte jedoch wenig Neigung, von England ins zerbombte Wien zurückzukehren, stellte sich aber Otto und Fritz Molden für das Forum Alpbach in Tirol zur Verfügung. Für Österreich bedeutete der Aderlass nicht nur den Verlust eines Teiles seiner Bevölkerung, sondern großer Teile seiner schöpferischen und intellektuellen Elite.
Österreichische Organisationen im Exil waren:
- Austrian Democratic Union (August 1941–1945), London[60]
- 1939 gründete Ernst Karl Winter in New York mit dem Austrian American Center das erste überparteiliche Nationalkomitee. Dieses organisierte regelmäßige Demonstrationen und Aufmärsche und veröffentlichte wöchentliche Publikationen. In den USA gab es als Organisationen weiters die Austrian American League und die Austrian Action mit dem späteren Austrian National Committee.
- Young Austria, Emigrantenorganisation junger Österreicher in Großbritannien
- Free Austrian Movement, Dachverband für in Großbritannien bestehende österreichische Exilorganisationen
- Überparteilich: Österreichische Freiheitsfront

## Krieg
Österreicher waren nach heutigem Forschungsstand unter den führenden Offizieren der Wehrmacht ungefähr im Verhältnis 1 : 10 vertreten, analog dem Bevölkerungsverhältnis Altreich : Alpen- und Donaugaue. Dies ist vergleichbar mit der Situation bei Gestapo und Polizei. In den besetzten Gebieten Südosteuropas nahmen sie z. B. mehrere der höheren Ränge ein. Insgesamt leisteten rund 1,25 Millionen Österreicher Kriegsdienst in Wehrmacht und Waffen-SS. Es herrschte unbedingte Wehrpflicht mit alternativ gnadenloser Todesstrafe; wie viele der Österreicher freiwillig dienten ist nicht zu ermitteln.
247.000 Österreicher fielen oder blieben vermisst. Bundesheer und Polizei wurden als Ganzes von Heinrich Himmler persönlich noch im März 1938 auf Adolf Hitler vereidigt („Führereid“); Offiziere, die den Eid auf Hitler nicht ablegen wollten, wurden ebenso wie jüdische Offiziere zwangspensioniert und schwer diskriminiert.
Wegen des elitären Charakters und der zum Teil spektakulären Privilegien und zahlreicher Vergünstigungen (beschleunigte akademische Karriere, Wohnungen) meldeten sich junge Männer zur SS anfangs freiwillig; ab 1944 jedoch wurden wegen mangelnder Meldungen zur SS und zur Waffen-SS Zwangsrekrutierungen vorgenommen.
Für die Bevölkerung wurden Auswirkungen der Kriegswirtschaft schnell spürbar.
Reichsweit (also auch in Österreich) wurden am 28. August 1939, vier Tage vor Beginn des Zweiten Weltkrieges, Lebensmittelmarken und Bezugsscheine für Benzin ausgegeben. Damit sollte vermieden werden, dass Menschen (z. B. vor dem Hintergrund des verbreiteten Hungers während des Ersten Weltkriegs, siehe z. B. Steckrübenwinter) Lebensmittel und andere Güter horteten.
In der Bevölkerung war nach den schnellen Erfolgen in Polen und im Westfeldzug (1940 – Eroberung der Niederlande, Luxemburgs, Belgiens und Frankreichs) die Zuversicht groß, dass der Krieg schnell vorüber sein und siegreich enden würde.
Der Krieg in Jugoslawien (Balkanfeldzug 1940–1941) und der folgende Angriff auf die Sowjetunion (Russlandfeldzug 1941–1945), das flächengrößte Land der Welt, führten allerdings allmählich zu wachsender Skepsis und Bedenken. Das Ende von Hitlers schnellen Erfolgen mit dem Scheitern der Eroberung Moskaus im Winter 1941/42 und die nicht schönzuredende Niederlage in der Schlacht von Stalingrad (1942/43) bedeuteten entscheidende Wendepunkt des Kriegsverlaufs auch in der Wahrnehmung in der Bevölkerung. Die Todesanzeigen im „Völkischen Beobachter“, in denen in stolzer Trauer über den Tod von Vätern und Söhnen berichtet wurde, wurden zahlreicher, und Soldaten auf Fronturlaub berichteten vom Grauen, das sie erlebt hatten. Auch die Versorgungslage wurde zunehmend problematisch. Lebensmittel, Heizmaterial und „Spinnstoffe“ (Textilien war als „undeutsches“ Wort verpönt) waren immer schwieriger zu besorgen. Frauen wurden zum Reichsarbeitsdienst zwangsverpflichtet.
Als die West-Alliierten ab 1943 von Süden her Italien eroberten (Operation Husky) und mit der Landung in der Normandie am 6. Juni 1944 zur Befreiung Frankreichs ansetzten, rückte das Kriegsgeschehen immer näher an die „Donau- und Alpenreichsgaue“ heran. Sie waren zuvor „Luftschutzkeller des Reiches“ genannt worden, weil sie erst spät in die Reichweite alliierter Bomberverbände gelangten.
Am 1. November 1943 wurde von den Außenministern der Sowjetunion, Großbritanniens und der USA die Moskauer Deklaration beschlossen. Darin erklärten sie die Besetzung Österreichs durch Deutschland am 15. März 1938 als null und nichtig. In Österreich erfuhren nur Menschen davon, die unter Lebensgefahr „Feindsender“ hörten.

### Luftangriffe auf Österreich
Am 6. April 1941, dem Beginn des deutschen Angriffs auf Jugoslawien, erfolgten die ersten Luftangriffe auf österreichisches Gebiet im Zweiten Weltkrieg durch die jugoslawische Luftwaffe. Auf dem Grazer Frachtenbahnhof wurden dabei 60 Waggons zerstört.
Da Österreich bis 1943 nicht weiter bombardiert wurde beziehungsweise an der Grenze der Reichweite britischer und US-amerikanischer Langstreckenbomber und deren Begleitjäger lag, galt es lange als „Luftschutzkeller des Deutschen Reiches“. Daher verlagerte die deutsche Rüstungsindustrie große Teile ihrer Produktion nach Österreich. Im Mai 1943 wurde dann Nordafrika und anschließend Süditalien von den Alliierten befreit, womit ganz Österreich in die unmittelbare Reichweite und Aufmerksamkeit der britischen und amerikanischen Luftflotten gelangte. Foggia war ab November 1943 Stützpunkt der 15th Air Force der USAAF und der No. 205 Group der Royal Air Force. Grundsätzlich war ab dem Sommer 1943 bis Mitte 1944 der Fokus der alliierten Bomberverbände fast ausschließlich auf die Waffen- und Stahlindustrie im Raum Wiener Neustadt, Linz und Steyr gerichtet. Über das amerikanische Office of Strategic Services waren die alliierten Generalstäbe, auch durch die Widerstandsgruppe rund um Heinrich Maier, welcher den Bombenkrieg weg von Wohngebieten hin zur Rüstungsindustrie verlagern wollte, über genaue Lageskizzen der dann getroffenen Industrie informiert.
Nachdem diese weitgehend zerstört worden war, wurden die Erdölindustrie im Wiener Raum angegriffen und schließlich ab Ende 1944 die Transportknotenpunkte der Deutschen Reichsbahn. Hervorzuheben ist, dass ab dem Frühjahr 1945 viele österreichische Städte Ziel der amerikanischen Bomberverbände wurden. Ein Eisenbahnknotenpunkt nach dem anderen wurde getroffen, wobei es dabei zu umfangreichen Zerstörungen in zivilen Wohngebieten kam, weil Bomben oft mittels eines damals neu entwickelten Radars durch die Wolkendecke hindurch abgeworfen wurden.
Am 13. August 1943 erreichten die alliierten Luftstreitkräfte mit 61 Flugzeugen vom Typ B-24 „Liberator“ 9th Air Force der USAAF vom Stützpunkt Bizerta in Tunesien aus erstmals Österreich. Beim ersten Angriff auf Wiener Neustadt wurden offiziell 185 Todesopfer bekanntgegeben.
In einem massiven Angriff am 2. November 1943 wurde die Flugzeugproduktion entscheidend getroffen. Im April und Mai 1944 wurden dann die beiden Stammwerke, wichtige Nebenwerke und Verlagerungsbetriebe endgültig zerstört. Wiener Neustadt, in dessen Raxwerken die V2-Rakete teilgefertigt und in dessen Wiener Neustädter Flugzeugwerken im Jahr 1942 knapp 50 Prozent aller im Deutschen Reich gefertigten einmotorigen Jäger vom Typ Messerschmitt Bf 109 produziert wurden, sollte bis Kriegsende zu einer der am stärksten getroffenen Städte Österreichs werden; die 29 Luftangriffe auf Wiener Neustadt, während derer 55.000 Bomben abgeworfen wurden, zerstörten 88 % der Gebäude der Stadt und forderten 790 Todesopfer.
Am 14. und 19. Dezember 1943 wurde auch Innsbruck das Ziel von Luftangriffen; dabei starben 339 Menschen. Das dabei bis Kriegsende nachhaltig verfolgte Ziel der Alliierten war die Unterbrechung der Versorgungslinien deutscher Truppen über den Brenner nach Italien.

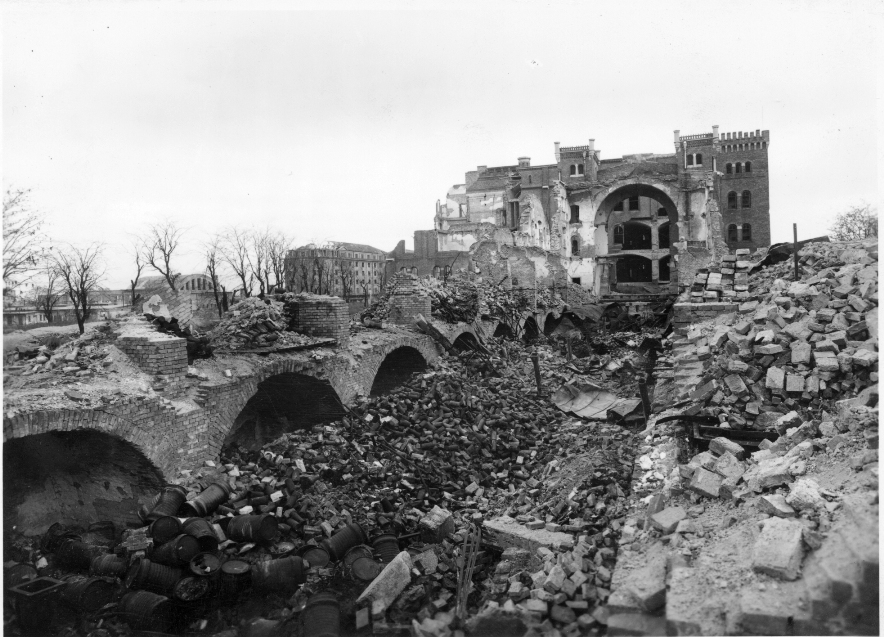
Zerstörungen im Wiener Arsenal (1944)

Im Februar 1944 begannen massive Luftangriffe großer britischer und US-amerikanischer Verbände auf Ziele in Österreich („Big Week“). Im Februar und April 1944 kam es zu umfassenden Angriffen auf die Flugzeug- und Kugellagerindustrie in Steyr.
Am 17. März 1944 begannen die Luftangriffe auf Wien, mit der Raffinerie und Verladestellen in der Lobau als Zielen. Das verbaute Stadtgebiet wurde ab Sommer 1944 bombardiert. Am 10. September sowie am 11. Dezember 1944 wurden das Wiener Arsenal und der Südbahnhof von alliierten Bomberverbänden derart stark in Mitleidenschaft gezogen, dass das Hauptgebäude des Heeresgeschichtlichen Museums und auch zahlreiche Depots und Wohnungen von Bomben getroffen und stark beschädigt bzw. zerstört wurden.
60 sowjetische Bomber erreichten erstmals am 22. Februar 1945 den Raum Wien. Der schwerste Angriff, dem so viele Menschen zum Opfer fielen, dass im „Völkischen Beobachter“ die sonst üblichen Todesanzeigen nicht abgedruckt wurden, erfolgte am 12. März 1945 durch die USAAF – genau sieben Jahre nach dem „Anschluss“. Den insgesamt 53 Bombenangriffen bis zum Kriegsende fielen in der Stadt 8.769 Menschen zum Opfer, 6.214 Gebäude wurden vollständig und 12.929 schwer zerstört, 27.719 leicht beschädigt. (Hauptartikel: Luftangriffe auf Wien)

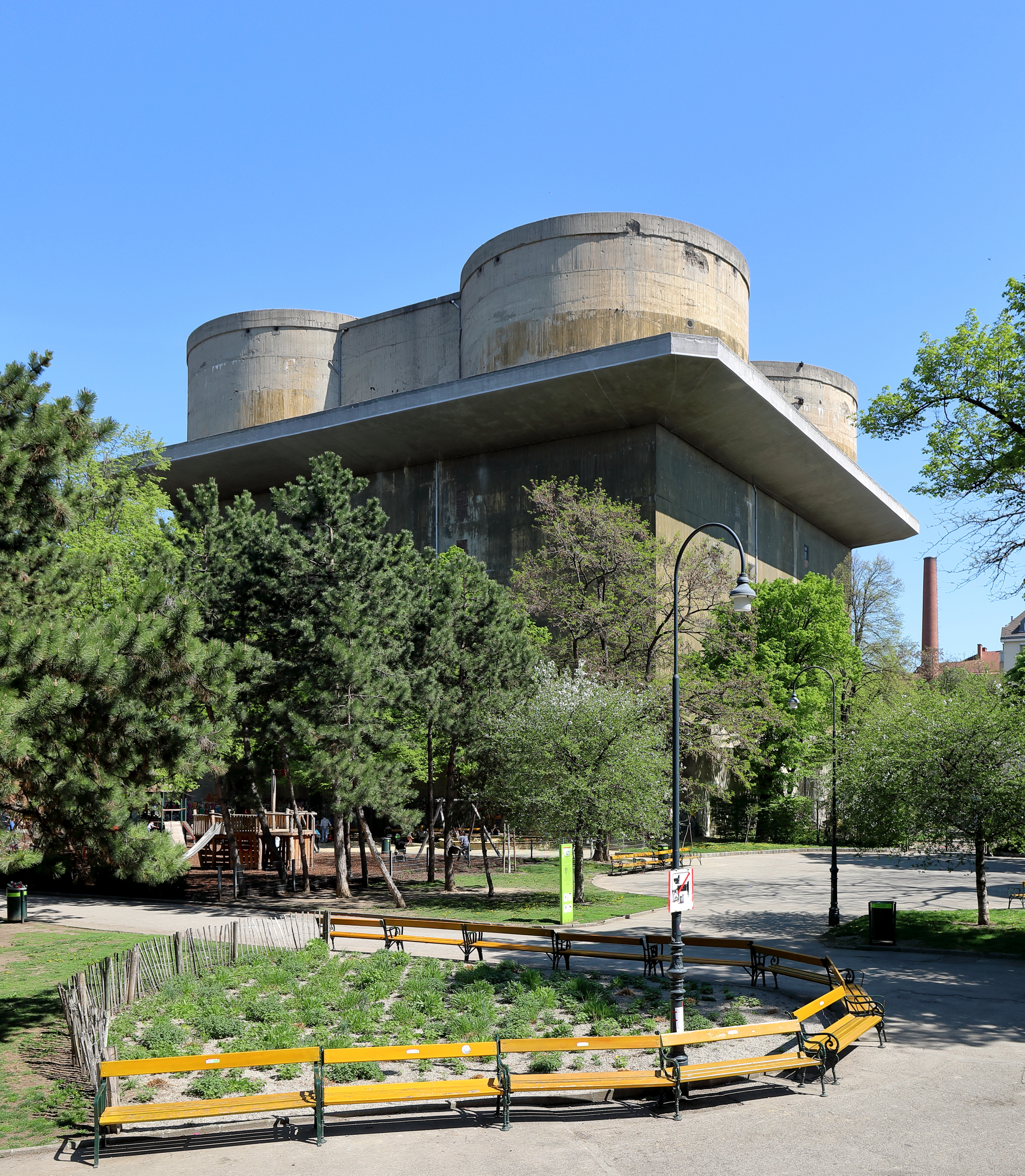
Gefechtsturm Arenbergpark, einer der sechs in Wien errichteten Flaktürme

Weitere Hauptziele waren ab dem Herbst 1944 Graz mit seinen Rüstungsbetrieben von Steyr-Daimler-Puch (56 Angriffe, 1980 Tote), Klagenfurt (48 Angriffe, 477 Tote), Villach mit dem Verkehrsknotenpunkt Wien-Venedig und München-Balkan (37 Angriffe, 266 Tote), Innsbruck (22 Angriffe, 504 Tote) und die Industrieregion der Mur-Mürz-Furche sowie jene Orte, in die zuvor einige der Rüstungsbetriebe des Deutschen Reichs verlegt worden waren: Schwechat, Zwölfaxing und Hallein mit ihren Flugmotorenwerken, die Panzerproduktion in Steyr, die Waffenproduktion in den „Hermann-Göring-Werken“ in St. Valentin bei Linz und in der Obersteiermark, die Treibstoffproduktion in Moosbierbaum und die Raffinerien bei Wien. Bei den 22 Luftangriffen auf Linz starben 1.679 Menschen; in Salzburg starben bei 16 Angriffen 531 Menschen (siehe Luftangriffe auf Salzburg). Noch am 21. April 1945 wurde Attnang-Puchheim als wichtiger Bahnknotenpunkt und Umladebahnhof für die geheime Raketentestanlage in Zipf schwer getroffen.
Insgesamt forderten alliierte Luftangriffe unter Österreichs Zivilbevölkerung etwa 24.300 Todesopfer. Einschließlich der betroffenen Soldaten, Flüchtlinge, Kriegsgefangenen und Zwangsarbeiter starben etwa 35.000 Menschen, rund 57.000 wurden verwundet. Zusammenfassend gesehen wurden in Österreich im Vergleich zu Deutschland durch Luftangriffe weit weniger zivile Ziele, sondern großteils Rüstungsindustrie und Verkehrsknotenpunkte getroffen, womit die alte Bausubstanz weitgehend erhalten blieb. Flächenbombardierungen wie auf Hamburg, Pforzheim oder Dresden gab es in Österreich nicht.

### Kampf um Wien
Im März 1945 drang die Rote Armee in Ungarn in das Gebiet zwischen Plattensee und Donau vor. 1944 war dort von deutscher Seite mit dem Bau des „Südostwalls“ begonnen worden. Die Stellungsanlagen sollten von den Weißen Karpaten im Norden bis Zagreb im Süden reichen, konnten aber nicht mehr fertiggestellt werden. Zum Bau wurden rund 30.000 ungarische Juden herangezogen, von denen etwa 13.000 durch Hunger, Krankheit und die Strapazen ums Leben kamen oder von den Wachmannschaften erschossen wurden (Massaker von Rechnitz und Massaker von Deutsch Schützen). Die überlebenden 17.000 wurden in das KZ Mauthausen gebracht.
Zur Besetzung der Stellungen wurde auch der „Volkssturm“ eingesetzt, – alle bisher noch nicht kämpfenden waffenfähigen Männer im Alter von 16 bis 60 Jahren. Schlecht ausgerüstet und militärisch nicht ausgebildet, konnten die Verteidiger in den unfertigen Stellungen der anrückenden sowjetischen Armee nicht standhalten. Am 29. März überschritten die sowjetischen Truppen bei Klostermarienberg die österreichische Grenze und erreichten am 6. April Wien.
Hitler hatte Wien am 2. April zum „Verteidigungsbereich“ erklärt (Auf Plakaten wurde kundgemacht: „Frauen und Kindern wird empfohlen, die Stadt zu verlassen.“). Der Kampf sollte mit allen Mitteln bis zum Ende geführt werden, ohne Rücksicht auf Verluste an Gebäuden und Menschenleben. Bevor Einrichtungen der Infrastruktur dem Feind in die Hände fallen konnten, sollten sie zerstört werden („Nerobefehl“).
Mitglieder einer militärischen Widerstandsgruppe im Wehrkreiskommando versuchten daraufhin, in der „Operation Radetzky“ die kampflose Übergabe der Stadt an die sowjetischen Truppen zu arrangieren, was aber nur zum Teil gelang. Die Aktion wurde verraten, und die neben Major d. G. Carl Szokoll dabei federführenden Offiziere Major d. G. Karl Biedermann (Chef der Heeresstreife Groß-Wien), Hauptmann Alfred Huth und Oberleutnant Rudolf Raschke wurden verhaftet und am 8. April öffentlich gehenkt. Am 13. April war die Schlacht um Wien, die etwa 19.000 deutsche und 18.000 sowjetische Soldaten das Leben kostete, zu Ende.
Die sowjetischen Truppen rückten danach noch im Weinviertel nördlich bis an die Thaya, im Westen bis an die Erlauf und im Süden bis zum Semmering vor. In den weiter westlich gelegenen Teilen Niederösterreichs verübten die verbliebenen Einheiten der SS und einzelne Verbände der Wehrmacht noch in den letzten Kriegswochen Massaker an den Gefangenen der Haftanstalt Stein in Krems an der Donau („Kremser Hasenjagd“) und an Gruppen von Zwangsarbeitern. Junge Soldaten, die erst kurz zuvor im Rahmen des „Volkssturmes“ eingezogen worden waren, aber nicht an dem aussichtslosen Kampf teilnehmen wollten, wurden standrechtlich erschossen oder gehenkt.

### Vordringen der Westalliierten

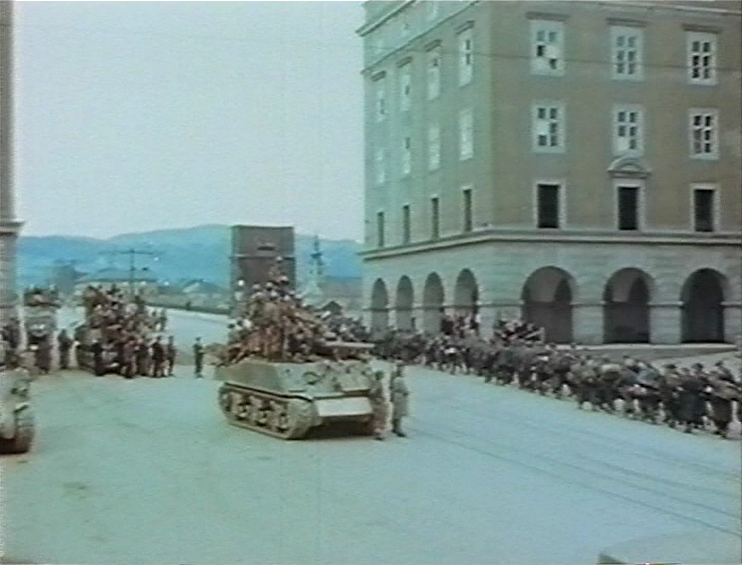
US-Truppen erreichen den Linzer Hauptplatz, Mai 1945

Am 28. April betraten, von Kempten im Allgäu kommend, bei Vils in Tirol als erste unter den Westalliierten US-Soldaten österreichisches Gebiet. Die Führungsstäbe waren auf hinhaltenden Widerstand in der „Alpenfestung“ vorbereitet, doch die Pläne dafür waren von deutscher Seite nur ansatzweise realisiert worden. Am 29. April überschritten französische Soldaten bei Hohenweiler und Unterhochsteg in Vorarlberg die Grenze. Marokkanische Einheiten der Fremdenlegion folgten am nächsten Tag.
Die französischen Verbände drangen in der Folge, ohne – mit Ausnahme eines Gefechtes bei Götzis – auf Widerstand zu stoßen, bis zum Arlberg vor. Die Verbände der Wehrmacht befanden sich durch Desertion bereits in Auflösung, und auch die Bemühungen von Teilen der Bevölkerung, Kampfhandlungen zu vermeiden, trugen das ihre dazu bei.
US-Truppen gelangten, nach Gefechten um den Fernpass und die Porta Claudia, tiefer nach Tirol. Im Ötztal wurden sie von einer Partisanengruppe, die von dem Studenten Wolfgang Pfaundler angeführt wurde, begrüßt. Ihnen war es schon kurz zuvor gelungen, das Gebiet unter ihre Kontrolle zu bekommen. Auch in der Landeshauptstadt Innsbruck war es Widerstandskämpfern gelungen, General Hans Böhaimb, den Kommandanten der Divisionsgruppe Innsbruck-Nord, gefangen zu nehmen. Sie hatten über den Sender der Stadt bereits das Ende der Herrschaft der Nationalsozialisten verkündet und die Häuser mit rot-weiß-roten Fahnen geschmückt, als am 3. Mai die US-Soldaten eintrafen.
Die Stadt Salzburg wurde am Morgen des 4. Mai 1945 von amerikanischen Kampfverbänden aus dem Raum München erreicht, die den von Tirol kommenden Verbänden zuvorkamen. Nach einer angeblich am 30. April mündlich getroffenen Übereinkunft mit Gauleiter Gustav Adolf Scheel richtete der Kampfkommandant der Stadt Oberst Hans Leppertinger über Hörfunk einen Appell an die Einwohner Salzburgs. Darin übernahm er die Verantwortung für die kampflose Übergabe der Stadt.

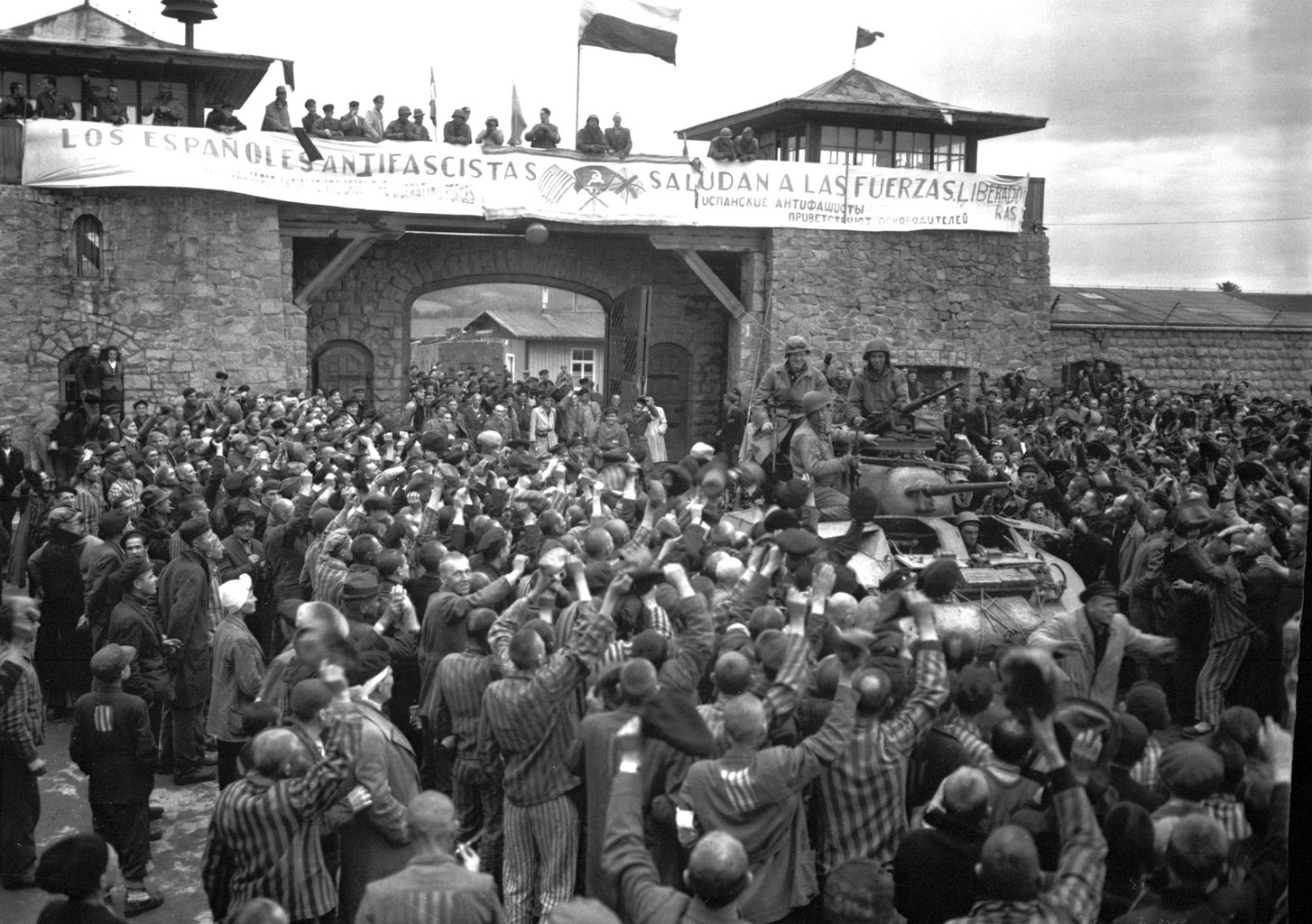
Befreiung des KZ Mauthausen, Foto vom 6. Mai 1945

August Eigruber, Gauleiter von „Oberdonau“, 1946 im Mauthausen-Prozess zum Tode verurteilt und 1947 hingerichtet, wollte den Kampf nicht aufgeben. Er ließ Deserteure und KZ-Häftlinge töten, die aus Wien geflohenen NS-Funktionäre verhaften und plante, die im Salzbergwerk von Altaussee versteckten Kunstschätze aus ganz Europa zu zerstören. Als Folge der anhaltenden Kämpfe flogen die Alliierten weitere Bombenangriffe gegen Linz, Wels und Attnang-Puchheim, denen in den letzten Kriegstagen noch hunderte Menschen zum Opfer fielen. Am 5. Mai schließlich kapitulierte der Militärbefehlshaber von Linz, und US-Truppen befreiten als letztes der Konzentrationslager des Deutschen Reiches das KZ Mauthausen.

### Kriegsende

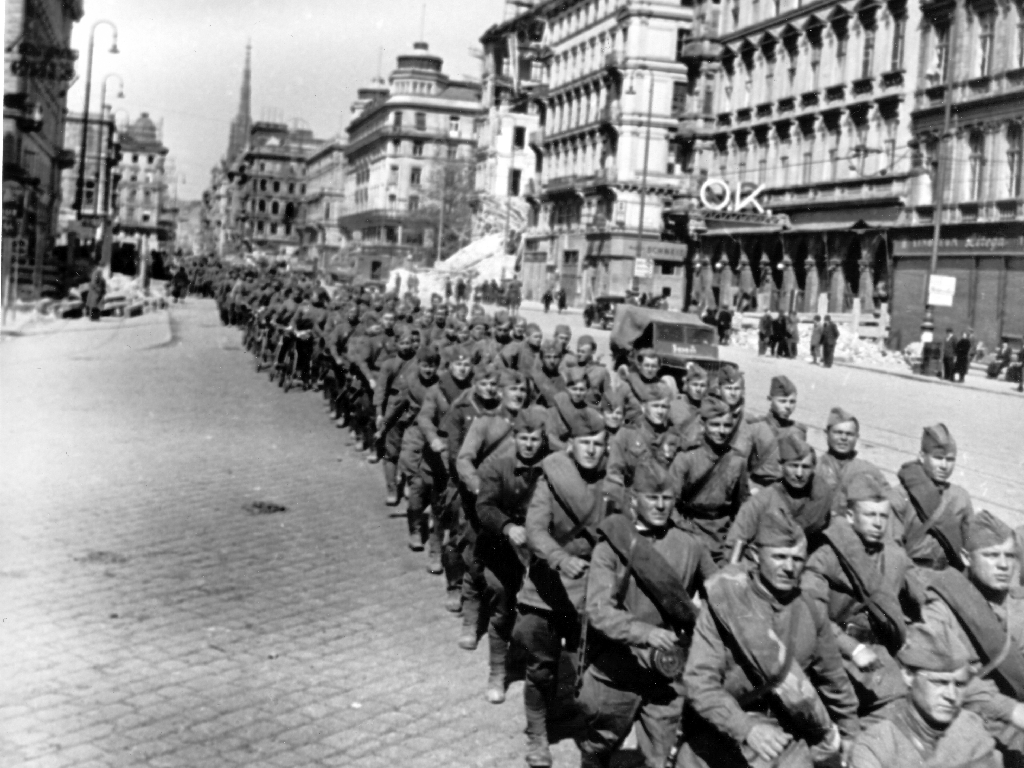
Sowjetische Soldaten in Wien, 1945

Wien war Mitte April 1945 durch die so genannte Wiener Operation der Roten Armee vom NS-Regime befreit. Am 16. April konstituierte sich die Sozialistische Partei Österreichs (heute: Sozialdemokratische Partei). Einen Tag später, am 17. April, wurde die Österreichische Volkspartei als Sammelbecken der bürgerlichen und bäuerlichen Bevölkerung gegründet. Ebenso gründete sich die Kommunistische Partei Österreichs. Währenddessen wurde westlich von Wien noch gekämpft. Am 27. April 1945, elf Tage vor der Gesamtkapitulation der deutschen Streitkräfte am 8. Mai, wurde mit der von SPÖ, ÖVP und KPÖ unterzeichneten Unabhängigkeitserklärung die Republik Österreich wiedererrichtet (sie wird inoffiziell als Zweite Republik bezeichnet). Am gleichen Tag konstituierte sich unter Karl Renner die erste Staatsregierung und nahm zwei Tage später das Parlamentsgebäude von Vertretern der Roten Armee symbolisch in Besitz.
Während die Rote Armee Österreich von Osten her eroberte, drangen britische Truppen von Italien Richtung Kärnten und Steiermark, Titos Partisanen aus Jugoslawien in der gleichen Richtung, US-Truppen von Bayern nach Salzburg und Oberösterreich und französische Truppen von Württemberg nach Vorarlberg vor. Hitler beging am 30. April 1945 Suizid. Am 7. Mai 1945 unterzeichnete Generaloberst Alfred Jodl in Reims (Frankreich) die bedingungslose Gesamtkapitulation der Wehrmacht. Um 18:00 kapitulierte in Steyr Generaloberst Lothar Rendulic die Heeresgruppe Ostmark, welche er vom Rothschild Schloss in Waidhofen an der Ybbs aus geführt hatte. Am folgenden Tag trafen im niederösterreichischen Ort Erlauf erstmals in Österreich US-amerikanische und sowjetische Truppen aufeinander. Die von dieser Begegnung existierenden Filmaufnahmen wurden allerdings in einer Seitengasse von Amstetten gedreht; bis dorthin waren US-Einheiten vorgedrungen.
Die Grenzen der Besatzungszonen (siehe: Besetztes Nachkriegsösterreich) waren zuvor bereits vereinbart worden. Das NS-Regime wurde in Tirol, wo eine Widerstandsbewegung aktiv war, bereits vor dem Eintreffen der US-Truppen beendet. Die vielbeschworene Alpenfestung im Salzkammergut, in der sich Nationalsozialisten verbarrikadieren wollten, um den Kampf fortzusetzen, erwies sich als Schimäre; einige hochrangige NS-Verbrecher konnten in Berghütten des Salzkammerguts verhaftet werden.

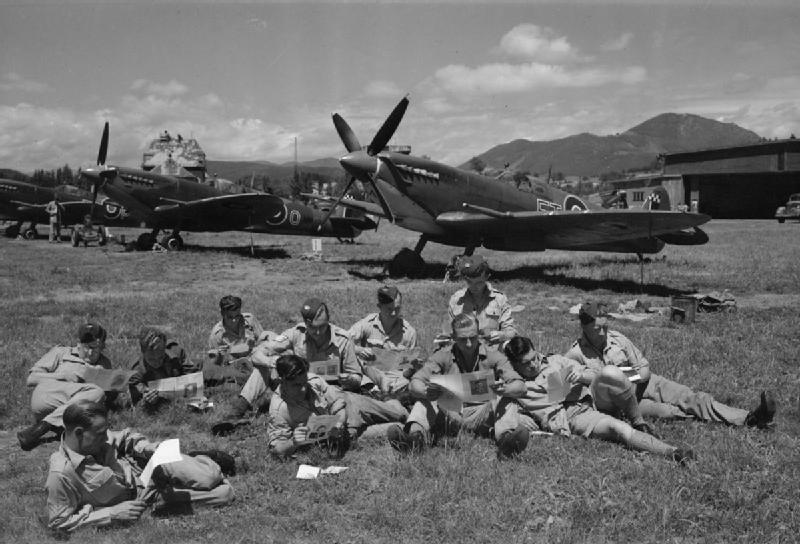
Die Royal Air Force nahe Klagenfurt in Kärnten, 1945

Kärnten und die Steiermark waren der britischen Armee zugeteilt. Um weitere Kämpfe und eine Teilung zu vermeiden, bemühten sich Kärntner Politiker der bis dahin verbotenen demokratischen Parteien darum, Gauleiter Friedrich Rainer davon abzubringen, einen „Abwehrkampf“ nach dem Vorbild des „Kärntner Abwehrkampfes“ von 1918/19 zu führen. Am 6. und 7. Mai erfolgte die Übergabe der Regierungsgewalt von Rainer an die Vertreter der Parteien, und Hans Piesch übernahm das Amt des Landeshauptmannes. Der bewaffnete Widerstand wurde nun beendet, die neue Landesregierung suchte den Kontakt mit den anrückenden britischen Truppen. Am 8. Mai („V-E-Day“) erreichten sowohl erste britische Panzereinheiten wie auch jugoslawische Partisanen Klagenfurt. Auf Druck des britischen Kommandanten mussten sich die Partisanen wieder zurückziehen. Titos Forderungen nach Gebietsabtretungen Österreichs an Jugoslawien wurden von den Alliierten nicht unterstützt.
Am 9. Mai, dem Tag, an dem die Gesamtkapitulation der Wehrmacht in Kraft trat, erreichten sowjetische Truppen Graz und rückten, nachdem Gauleiter Siegfried Uiberreither von der örtlichen Wehrmachtführung überzeugt worden war, dass seine Pläne für militärischen Widerstand zum Scheitern verurteilt waren, kampflos in die Stadt ein. Dort bildete sich unter dem Sozialdemokraten Reinhard Machold eine neue Landesregierung. Weite Teile der Steiermark standen vorerst unter sowjetischer Militärverwaltung. Die Südsteiermark war zum Teil noch von Partisanen und von bulgarischen Truppen besetzt. In den folgenden Monaten übernahm Großbritannien die Militärverwaltung des gesamten Gebietes der beiden Bundesländer.
Die letzten Kampfhandlungen des Zweiten Weltkriegs in Österreich fanden am 9. Mai in einer Talenge zu Waidhofen an der Ybbs statt.

### Museale Rezeption
Der Zweite Weltkrieg in Österreich ist im Heeresgeschichtlichen Museum in Wien ausführlich dokumentiert. Beginnend mit dem „Anschluss“ Österreichs und der damit verbundenen Übernahme des Bundesheeres in die deutsche Wehrmacht spannt sich der Bogen über die Themen Luftkrieg, totaler Krieg bis hin zur Schlacht um Wien.
Am 9. Mai 2015 wurde in der Friedensgemeinde Erlauf das Museum Erlauf erinnert eröffnet, in dem der dort erfolgte historische Handschlag zwischen dem sowjetischen General Dmitri Dritschkin und dem US-amerikanischen General Reinhart am 8. Mai 1945 in einer umfassenden Dauerausstellung dokumentiert ist.

## Opferbilanz
- Etwa 247.000 tote bzw. für tot erklärte Militärangehörige; nach anderen Angaben 380.000 Tote (davon 100.000 Vermisste)[72][73]
- etwa 65.500 ermordete Juden österreichischer Staatsangehörigkeit
- etwa 35.000 tote Zivilisten infolge von Kampfhandlungen und Bombardements
- etwa 16.000 weitere in Konzentrationslagern Ermordete, davon 8.000 als „Zigeuner“ Ermordete
- etwa 10.000 in Gestapo-Haft und mehr als 6.000 in Gefängnissen in vom Deutschen Reich besetzten Ländern Getötete
- etwa 2.700 als Widerstandskämpfer zum Tod Verurteilte und Hingerichtete
- etwa 114.000 schwer Kriegsgeschädigte
- etwa 57.000 verletzte Zivilisten

Der Begriff Raubgold bezeichnet in der Forschung die vom NS-Regime geraubten Wertgegenstände. Diese stammten hauptsächlich aus dem „arisierten“ Besitz von Personen, die fliehen mussten oder in Konzentrationslagern eingesperrt und zum Großteil darin ermordet wurden. Aber auch das Gold aus der Währungsreserve der österreichischen Nationalbank wurde sofort nach Berlin weggeschafft. Der Verbleib des Raubgolds nach dem Zweiten Weltkrieg ist weitgehend ungeklärt.

## Wiedererrichtung Österreichs

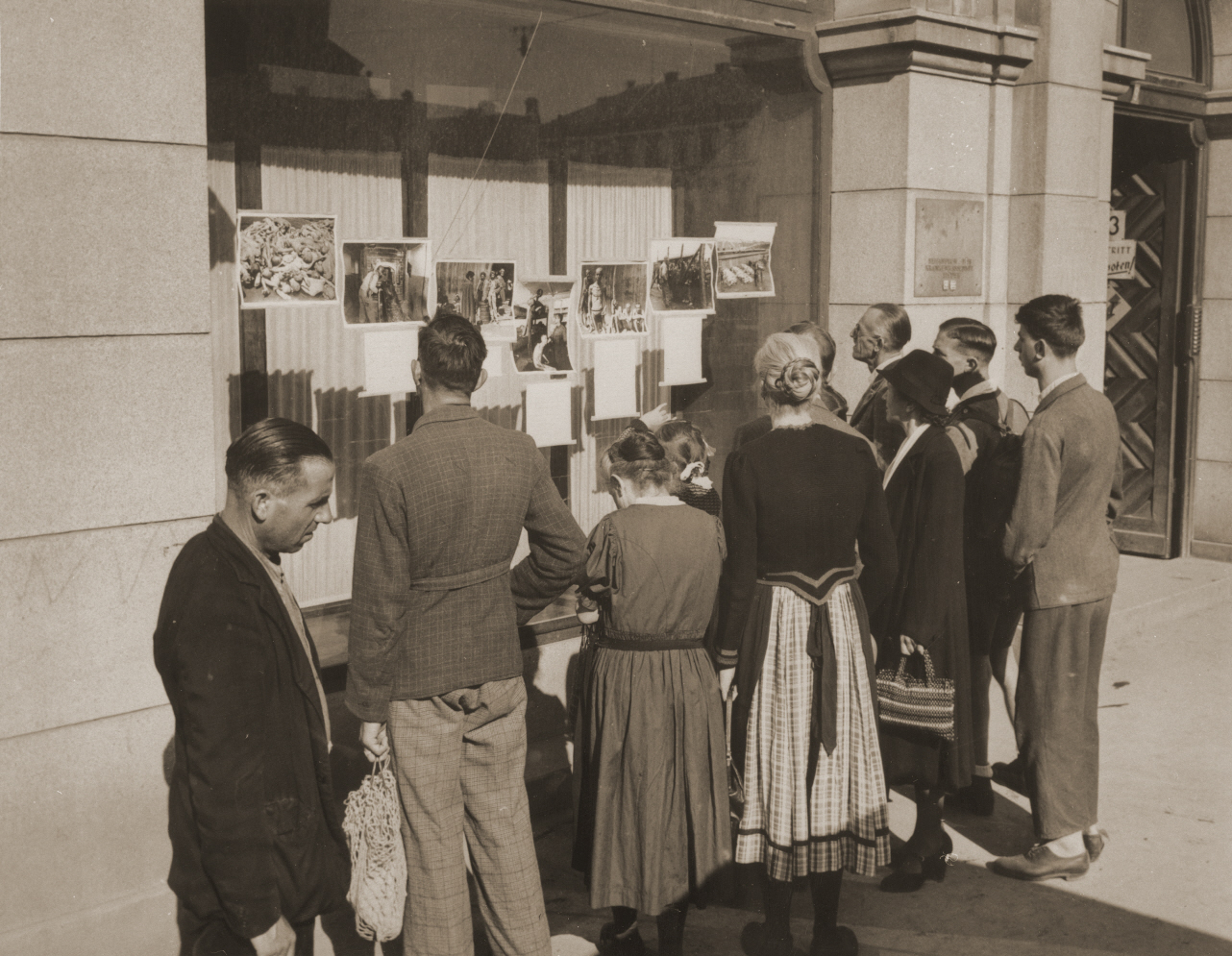
Passanten vor einem Schaufenster, in dem das US-Militär Fotos aus Konzentrationslagern aushängte (Linz, Mai 1945)

Besatzungszonen (1945 bis 1955)

Am 4. April 1945 wollte Karl Renner, der von 1918 bis 1920 Staatskanzler der Ersten Republik gewesen war, in Hochwolkersdorf vor dem zuständigen General der Roten Armee nur gegen das Verhalten der Soldaten protestieren. Der 75-Jährige wurde aber als Expolitiker erkannt und nach mehrstufiger Rückfrage in der Sowjetunion, letztlich bei Josef Stalin, der Renner noch von seinem Wien-Aufenthalt vor dem Ersten Weltkrieg kannte, gefragt, ob er an der Wiederherstellung Österreichs mitwirken könne; Renner sagte unter der Bedingung zu, dass sein Auftrag von österreichischen Politikern komme. Von Schloss Eichbüchl nahm Renner Kontakt mit Adolf Schärf und dem christlichsozialen Finanzminister Josef Kollmann auf. Mitte April konstituierten sich die Parteien, die teils seit 1938, teils bereits seit 1934 verboten waren, neu. Als erste bildeten am 14. April Vertreter der früheren SDAP und der Revolutionären Sozialisten die Sozialistische Partei Österreichs (SPÖ) unter dem provisorischen Vorsitz Adolf Schärfs (der letzte SDAP-Vorsitzende, Karl Seitz, war aus deutscher Haft noch nicht zurückgekehrt). Der Österreichische Gewerkschaftsbund folgte am nächsten Tag. Die Vertreter der ehemaligen Christlichsozialen Partei fanden vorerst in drei Bünden zusammen (Bauernbund, Wirtschaftsbund sowie Arbeiter- und Angestelltenbund); am 17. April folgte die Gründung der Österreichischen Volkspartei (ÖVP) mit ihrem ersten Obmann Leopold Figl. Die Kommunistische Partei (KPÖ) hatte seit der Ersten Republik, trotz des Verbotes, weiterexistiert.
Renner traf am 21. April in Wien ein und bildete innerhalb einer Woche die erste provisorische Nachkriegsregierung der Republik Österreich; die Beratungen fanden im Roten Salon des Wiener Rathauses statt. Am 27. April proklamierten die drei Parteien die Unabhängigkeit Österreichs und setzten die neue Regierung ein (Provisorische Staatsregierung Renner 1945), am 29. April nahmen sie das Parlamentsgebäude in Besitz. Am 1. Mai 1945 trat das Verfassungs-Überleitungsgesetz in Kraft. Renner als Staatskanzler stand ein politischer Kabinettsrat mit Vertretern der drei Parteien zur Seite, bestehend aus Adolf Schärf (SPÖ), Leopold Figl (ÖVP) und Johann Koplenig (KPÖ). Die Minister wurden als Staatssekretäre bezeichnet, die späteren Staatssekretäre als Unterstaatssekretäre. Das Staatsgebiet wurde in den Grenzen vor 1938 wiederhergestellt. Alle diese Beschlüsse waren vorerst nur in der „sowjetischen Zone“ verbindlich; die Westalliierten hielten Renner für eine Marionette Stalins und erkannten seine Regierung erst Monate später an. Die Besatzungsmächte behielten sich außerdem das Veto gegen österreichische Beschlüsse vor; diese Regelung wurde erst 1947 gemildert.
Am 8. Mai 1945 wurde das Verbotsgesetz beschlossen, in dessen erstem Paragraphen festgestellt wird: Die NSDAP, ihre Wehrverbände (SS, SA, NSKK, NSFK), ihre Gliederungen und angeschlossenen Verbände sowie alle nationalsozialistischen Organisationen und Einrichtungen überhaupt sind aufgelöst; ihre Neubildung ist verboten. Paragraph 3 regelt die Bestimmungen über die Registrierung vormaliger NSDAP-Mitglieder und schließlich den bis heute bestehenden Straftatbestand der NS-Wiederbetätigung.
In ganz Österreich setzte sofort die Entnazifizierung ein. Bei der Registrierung der Mitglieder der NSDAP, der SS und anderer Organisationen des nationalsozialistischen Regimes wurden insgesamt 537.632 Personen erfasst. In dieser Zahl fehlen einerseits jene, die sich der Registrierung entziehen konnten, anderseits sind darin auch bloße Mitläufer enthalten, die es als opportun angesehen hatten, der NSDAP beizutreten. Als „schwer belastet“, also in Führungspositionen und als Entscheidungsträger tätig oder an Verbrechen beteiligt, wurden 41.906 Personen eingestuft.
Auf der Basis des Verbotsgesetzes fanden von 1945 bis 1955 Prozesse vor eigens eingerichteten Volksgerichten statt. 136.829 gerichtliche Voruntersuchungen wegen des Verdachtes auf NS-Verbrechen oder der Mitgliedschaft in der damals verbotenen NSDAP von 1933 bis 1938 führten zu 23.477 Urteilen, davon waren 13.607 Schuldsprüche. Etwa 2000 Urteile ergingen wegen Gewaltverbrechen im Namen des NS-Regimes, davon 43 Todesurteile (30 wurden vollstreckt, zwei weitere Verurteilte begingen vor der Vollstreckung Selbstmord), 29 lebenslange Haftstrafen und 650 Haftstrafen zwischen fünf und zwanzig Jahren.
Die Separierung der 440.000 Minderbelasteten von den 96.000 Belasteten durch das am 24. Juli 1946 vom Nationalrat beschlossene Nationalsozialistengesetz war eine Folge der Einsicht, dass man einer halben Million Menschen unmöglich für mehrere Jahre Sühnefolgen aufbürden konnte, die sie zu Staatsbürgern zweiter Klasse machten und mit ihnen auch ihre Familien bestraften. Dieser Plan eines schnellen Schlussstrichs für die Minderbelasteten wurde vom Alliierten Rat durchkreuzt, indem dieser zahlreiche Verschärfungen in das Nationalsozialistengesetz hineinreklamierte. Ein weiteres Jahr später (1947) konnten aber auch die Alliierten erkennen, dass man fast eine halbe Million Menschen, die man für Jahre vom Studium und zahlreichen Berufen ausschloss, damit nicht für die Demokratie gewann, sondern ins selbe Boot mit den Belasteten verfrachtete.
Als Beispiel für Urteile nach 1945 sei hier die als „Mühlviertler Hasenjagd“ bekannte Suchaktion nach 500 aus Mauthausen entflohenen sowjetischen Kriegsgefangenen genannt. Allgemein wird angenommen, dass keiner der Beteiligten für diese grausame „Treibjagd“ bestraft wurde. Tatsächlich jedoch wurden neben kleineren Strafen in diesem Fall mindestens drei Verurteilungen zu zehn, eine zu zwölf und eine zu zwanzig Jahren schweren, verschärften Kerkers ausgesprochen und vollstreckt.
In späteren Jahren ließ die österreichische Justiz allerdings eine kalte Amnestie (wie Simon Wiesenthal den Zustand nannte) walten, indem Ermittlungen gegen Verdächtige unterblieben oder ohne Erfolgsabsicht geführt wurden. In der österreichischen Justiz gab es dazu verschiedene Ansätze, so wie einerseits der Wiener Strafrechtler Wilhelm Malaniuk für eine ordentliche strafrechtliche Aufarbeitung der NS-Verbrechen drängte, versuchten andere wie Theodor Rittler rechtstheoretische Fundamente zu propagieren, womit viele NS-Verbrechen ungesühnt blieben. Andererseits wurde die bis dahin bestehende Verjährungsfrist von zwanzig Jahren für Mord aufgehoben, da es unerträglich schien, allfällige NS-Massenmörder ab 1965 nicht mehr vor Gericht stellen zu können. Nach Kritik engagierter Publizisten wurde erst in den 1990er-Jahren begonnen, noch lebende Verdächtige der NS-Verbrechen aufzuspüren und über ihre Taten präzise zu ermitteln.
Am 15. Mai 1955 erlangte Österreich mit der Unterzeichnung des Österreichischen Staatsvertrages, der am 27. Juli 1955 in Kraft trat, seine volle Souveränität wieder. Der Vertrag schrieb das schon 1919 ausgesprochene Anschlussverbot und das Habsburgergesetz fest. Die Aufarbeitung der NS-Raubzüge, -Enteignungen und -Vermögensentziehungen ist mehr als 50 Jahre später noch nicht abgeschlossen.

## Aufarbeitung und Verdrängung
„Entnazifizierung“ hatte 1945 vor allem bedeutet, Täter zur Verantwortung zu ziehen und Funktionäre ihrer Ämter in Verwaltung und Wirtschaft zu entheben. Volksgerichte fällten dabei auch Todesurteile. Belastete waren von der Nationalratswahl 1945 ausgeschlossen. Vier Jahre später bedeutete es nur noch, dass ehemalige Unterstützer des NS-Regimes sich offiziell davon abgewandt hatten und nun in anderen Parteien tätig wurden. Die westlichen Besatzungsmächte Österreichs hatten nach Beginn des Kalten Krieges ihr Interesse an der Verfolgung von NS-Tätern stark reduziert; neuer Feind waren die Kommunisten, und so mancher frühere NS-Anhänger hatte schon im NS-Staat gegen die Kommunisten gekämpft und wurde nun auf Grund dieser Erfahrungen geschätzt.
Spätestens nach der Gründung des Verbandes der Unabhängigen (VdU; Vorgänger der Freiheitlichen Partei Österreichs, FPÖ), der als Sammelbewegung vormaliger NSDAP-Mitglieder, Großdeutscher und jener, die in keiner anderen Partei eine politische Heimat gefunden hatten, bei der Nationalratswahl 1949 mit 11,7 % auf Anhieb den dritten Platz erreichte, bemühten sich auch die beiden großen Volksparteien (SPÖ und ÖVP) darum, diese Wähler für sich zu gewinnen. So fanden auch in Österreich frühere NS-Funktionäre Aufnahme in Parteiorganisationen und Bereichen wie Justiz, Universitäten und staatliche Unternehmen.
Als weiterer Grund für die nur teilweise vollzogene Entnazifizierung wurde der Mangel an Männern im Allgemeinen sowie von Fachkräften im Speziellen angeführt. Andererseits gab es von offizieller Seite nach Kriegsende keine Bemühungen, die ins Exil Geflohenen zur Rückkehr zu bewegen, auch nicht Fachkräfte; teils, weil Funktionäre und Manager unter den möglichen Rückkehrern neue Konkurrenten fürchteten, anfangs auch, weil die Lebensmittelversorgung problematisch war und Wohnungen fehlten.
„Wiedergutmachung“ für Zwangsarbeiter und KZ-Häftlinge und möglichst vollständige Rückgabe geraubten Eigentums (Restitution) waren noch lang nicht beabsichtigt. In der Gesellschaft war mehrheitlich kein Bewusstsein für die rechtliche und moralische Problematik der eigenen Vergangenheit vorhanden; noch Jahrzehnte später wurden jene, die auf Österreichs Mitschuld hinwiesen, häufig als „Nestbeschmutzer“ beschimpft. Erst 1963 wurde das Dokumentationsarchiv des österreichischen Widerstandes gegründet.

### Österreich: erstes Opfer oder mitverantwortlich
Jahrzehntelang – und teils noch heute – wurde die Mitschuld von Österreichern am Krieg und an den Verbrechen des NS-Regimes von weiten Teilen der Bevölkerung nicht wahrgenommen oder verdrängt. Der „Opfermythos“, der besagte, dass Österreich das erste Opfer von Hitlers Aggressionen gewesen sei, wurde lange Zeit sowohl in der Bevölkerung wie auch in der Politik bemüht, um sich nicht der eigenen Verantwortung stellen zu müssen.
Fester Bestandteil dieser Sichtweise ist die Berufung auf die Moskauer Deklaration von 1943, in der die alliierten Außenminister erklärten: Die Regierungen des Vereinigten Königreiches, der Sowjetunion und der Vereinigten Staaten von Amerika sind darin einer Meinung, dass Österreich, das erste freie Land, das der typischen Angriffspolitik Hitlers zum Opfer fallen sollte, von deutscher Herrschaft befreit werden soll. Nicht erwähnt, meist auch gar nicht bekannt, bleibt dabei der weitere Text der Deklaration: Österreich wird aber auch daran erinnert, dass es für die Teilnahme am Kriege an der Seite Hitler-Deutschlands eine Verantwortung trägt, der es nicht entrinnen kann. Die Deklaration wies aber auch darauf hin, dass bei der endgültigen Abrechnung darauf Bedacht zu nehmen sein werde, welchen Anteil die Österreicher selbst zu ihrer Befreiung beigetragen haben, und sollte auch zum Widerstand gegen das NS-Regime motivieren.
Die Mehrheit der Österreicher betrachtete sich noch lange als Opfer des NS-Regimes, weil sie verführt worden seien oder bloß ihre Pflicht erfüllt hätten; der überwiegende Teil rechtfertigte sich damit, es wäre ihm nichts anderes übrig geblieben. In der Deutung von Begriffen wie „Opfer“, „Heimkehrer“ und „Vertriebene“ wurde deutlich, wie die Rolle Österreichs meist wahrgenommen wurde: Opfer waren vor allem die im Krieg gefallenen Soldaten, nicht die in den Konzentrationslagern Ermordeten und nicht die hingerichteten Widerstandskämpfer und Wehrdienstverweigerer, Heimkehrer waren die aus der Kriegsgefangenschaft Zurückkehrenden, nicht jene wenigen, die aus der Emigration heimkehrten, und Vertriebene waren Angehörige deutscher Volksgruppen aus der Tschechoslowakei oder Jugoslawien, nicht Juden. Was von den meisten nicht mehr angesprochen wurde, war, dass der „Anschluss“ von Zehntausenden bejubelt worden war und viele von Arisierungen profitiert hatten.
Der Staat räumte erst 1991 durch eine Erklärung Bundeskanzler Franz Vranitzkys vor dem Nationalrat ein, dass Österreicher Mitverantwortung für das in der NS-Zeit entstandene Leid trugen.

### Konfrontation mit der Vergangenheit
Für Aufsehen sorgte 1962 die durch einen Zeitschriftenartikel Heinz Fischers, der 2004 zum Bundespräsidenten gewählt wurde, publik gewordene Tätigkeit des zum Professor an der Hochschule für Welthandel aufgestiegenen Nationalsozialisten Taras Borodajkewycz, der in seinen Vorlesungen wiederholt nazistische und antisemitische Ansichten vorgetragen hatte. Bei einer Demonstration gegen Borodajkewycz im März 1965 kam es zum Zusammenstoß der Demonstranten mit einer vom Ring Freiheitlicher Studenten, der Studentenorganisation der FPÖ, organisierten Gegendemonstration. Dabei wurde der nur zusehende ehemalige Widerstandskämpfer Ernst Kirchweger von einem Gegendemonstranten so schwer verletzt, dass er wenige Tage später verstarb; er war das erste politische Todesopfer in der Zweiten Republik. Der 1902 geborene Borodajkewicz wurde 1971 bei vollen Bezügen zwangspensioniert.
Nach der Nationalratswahl vom 1. März 1970 bildete Bruno Kreisky eine SPÖ-Minderheitsregierung (Bundesregierung Kreisky I). Er betraute vier ehemalige Nationalsozialisten (Innenminister Otto Rösch, Bautenminister Josef Moser, Verkehrsminister Erwin Frühbauer und Verteidigungsminister Johann Freihsler) mit Ministerämtern, was im In- und Ausland massiv kritisiert wurde. Moser und Frühbauer waren NSDAP-Mitglieder gewesen und Rösch SA-Mitglied. Öllinger, ein ehemaliger SS-Untersturmführer, trat vier Wochen nach seiner Ernennung freiwillig und nur aus Krankheitsgründen zurück; das ehemalige NSDAP-Mitglied Oskar Weihs folgte ihm im Amt. Günter Haiden wurde am 8. Juli 1974 Weihs’ Nachfolger.
Die ausländische Öffentlichkeit reagierte auf diese Regierungsmitglieder empfindlich. Kreisky nahm aber selbst Friedrich Peter, ein ehemaliges Mitglied einer Mordbrigade der Waffen-SS und damaliger FPÖ-Obmann, gegenüber Simon Wiesenthal in Schutz, was 1975 zur „Kreisky-Peter-Wiesenthal-Affäre“ führte. Peter hatte Kreiskys Minderheitsregierung ermöglicht, indem die FPÖ-Abgeordneten darauf verzichteten, gegen sie zu stimmen, und wurde dafür mit einer kleine Parteien begünstigenden Wahlrechtsreform belohnt.
Simon Wiesenthal attestierte SPÖ-Justizminister Christian Broda, eine „kalte Amnestie“ zu vollziehen. Staatsanwaltschaften gingen häufig Verdachtsmomenten nicht energisch nach und erhoben gegen mutmaßliche NS-Täter keine Anklagen. Der Justizminister als Vorgesetzter der Staatsanwälte deckte diese Unterlassungen.

### „Waldheim-Affäre“, VAPO und Aufstieg Jörg Haiders
Eine Zäsur im Umgang mit der Geschichte bildete das Jahr 1986. Der vormalige UN-Generalsekretär Kurt Waldheim kandidierte, unterstützt von der ÖVP, für das Amt des Bundespräsidenten. Während des Wahlkampfes wurde bekannt, dass er in seiner zuvor erschienenen Autobiografie seine Rolle während des Zweiten Weltkrieges lückenhaft und teilweise falsch dargestellt hatte (z. B. seine Mitgliedschaft in der SA und seine Tätigkeit auf dem Balkan betreffend). Speziell hatte Waldheim u. a. einen US-Parlamentarier, der ihn nach seiner Rolle im Krieg gefragt hatte, irreführend informiert. Die „Waldheim-Affäre“ weckte daher in den USA und anderen Ländern beträchtliche Aufmerksamkeit; sie führte aber auch dazu, dass das Verhalten der Österreicher während der Zeit des Nationalsozialismus in einer Vielzahl von österreichischen Publikationen und Diskussionen thematisiert wurde. Im Wahlkampf wurden von manchen auch antisemitische Klischees (z. B. die „Ostküste“ als Chiffre für die angeblich von Juden dominierte Politik und Wirtschaft der USA) ins Spiel gebracht, dies auch, weil der World Jewish Congress in New York federführend bei der Pressebetreuung gegen Waldheim war und letztlich auch die Platzierung Waldheims auf der „Watchlist“ durchsetzte. Die Mehrheit der Wähler schloss sich Waldheims Ansicht an, er habe nur seine Pflicht getan, und er gewann die Wahl. In den USA hatte Waldheim seitdem Einreiseverbot, in vielen anderen Ländern war er als Staatsbesucher nicht willkommen. Erst viele Jahre später bedauerte Waldheim, sich 1986 so missverständlich ausgedrückt zu haben.
Erich Fried schrieb dazu in „Nicht verdrängen, nicht gewöhnen“ (1987): Das sogenannte Brückenbauen, also der Versuch, das Verständnis der Jugend für die Kriegsgeneration zu fördern, indem Widersprüche und dunkle Stellen verkleistert oder totgeschwiegen werden, dient nicht der Kontinuität der österreichischen Kultur, sondern der Kontinuität gewisser Arten der österreichischen Unkultur!
Ebenfalls 1986 gründete der Wiener Rechtsextremist und Revisionist Gottfried Küssel die Volkstreue Außerparlamentarische Opposition (VAPO). Im Herbst 1986 übernahm Jörg Haider die Führung in der FPÖ und drängte den liberalen Flügel der Partei ins Abseits. Die SPÖ beendete daraufhin die Koalitionsregierung mit der FPÖ. Der politische Gegensatz zwischen FPÖ und vor allem der SPÖ hatte prägenden Einfluss auf die Innenpolitik der folgenden Jahre.

### Umdenken
Am 8. Juni 1991 hielt der Bundeskanzler Franz Vranitzky im Nationalrat eine Rede, in der erstmals ein österreichischer Regierungschef den „Opfermythos“ relativierte und die Mitschuld von Österreichern am Zweiten Weltkrieg und dessen Folgen ansprach: Es gibt eine Mitverantwortung für das Leid, das zwar nicht Österreich als Staat, wohl aber Bürger dieses Landes über andere Menschen und Völker gebracht haben. […] Wir bekennen uns zu allen Taten unserer Geschichte […] und so wie wir die guten für uns in Anspruch nehmen, haben wir uns für die bösen zu entschuldigen – bei den Überlebenden und bei den Nachkommen der Toten.
1991 musste Haider, nachdem er in einer Landtagsdebatte zur Arbeitslosigkeit geäußert hatte: „Das hat’s im Dritten Reich nicht gegeben, weil im Dritten Reich haben sie ordentliche Beschäftigungspolitik gemacht.“ vom Amt des Kärntner Landeshauptmannes zurücktreten (er wurde 1999 und 2004 wieder gewählt). Erneut sorgte er 1995 für Aufsehen und Kritik, als er, als Redner bei einem Treffen von SS- und Wehrmachtsveteranen, diese als anständige Menschen […], die einen Charakter haben und die auch bei größtem Gegenwind zu ihrer Überzeugung stehen und ihrer Überzeugung bis heute treu geblieben sind, lobte.
Im November 1997 beschloss das Österreichische Parlament als geschichtspolitischen Kompromiss der damaligen politischen Lager die Einführung des Gedenktags gegen Gewalt und Rassismus im Gedenken an die Opfer des Nationalsozialismus und legte das Datum auf den 5. Mai – den Tag der Befreiung des nationalsozialistischen Konzentrationslagers Mauthausen durch die US-Army – fest (siehe Abschnitt Gedenktag in Österreich).
Mit der Bildung der Koalitionsregierung Schüssel I aus FPÖ und ÖVP im Februar 2000 verschärfte sich die innenpolitische Situation erneut. In den anderen Ländern der EU sorgte die Regierungsbeteiligung von Haiders Partei – auch angesichts von Parteien wie den Republikanern in Deutschland, Jean-Marie Le Pens Front National in Frankreich und dem belgischen Vlaams Blok – für Besorgnis. Die Regierungen der anderen 14 EU-Staaten beschlossen, die bilateralen politischen Kontakte mit der österreichischen Regierung auf das notwendige Mindestmaß zu beschränken, österreichische Botschafter nicht zu empfangen sowie österreichische Bewerber für freie Stellen in der EU-Verwaltung nicht zu berücksichtigen.
In Österreich wurden diese Maßnahmen von Anhängern und Angehörigen der FPÖ-ÖVP-Koalitionsregierung stets als Sanktionen gegen Österreich bezeichnet und vehement kritisiert. Unter den Regierungsgegnern fanden sich sowohl Befürworter als auch Kritiker der Maßnahmen. In der Zivilgesellschaft fand die Ablehnung der Koalition in den so genannten Donnerstagsdemonstrationen ihren augenscheinlichsten Niederschlag. Zur Lösung der von Beobachtern als verfahren eingeschätzten Lage wurden der frühere finnische Staatspräsident Martti Ahtisaari, der deutsche Völkerrechtler Jochen Frowein und der frühere spanische EU-Kommissar Marcelino Oreja beauftragt, den sogenannten Weisenbericht zu erstellen, in dem die Situation in Österreich evaluiert werden sollte. Nachdem Ahtisaari, Frowein und Oreja schließlich das Vorgehen als kontraproduktiv bezeichnet hatten, wurden die Maßnahmen der 14 EU-Staaten aufgehoben, unter denen sich bereits teilweise eine gegenüber den Maßnahmen kritische Haltung verstärkt hatte.

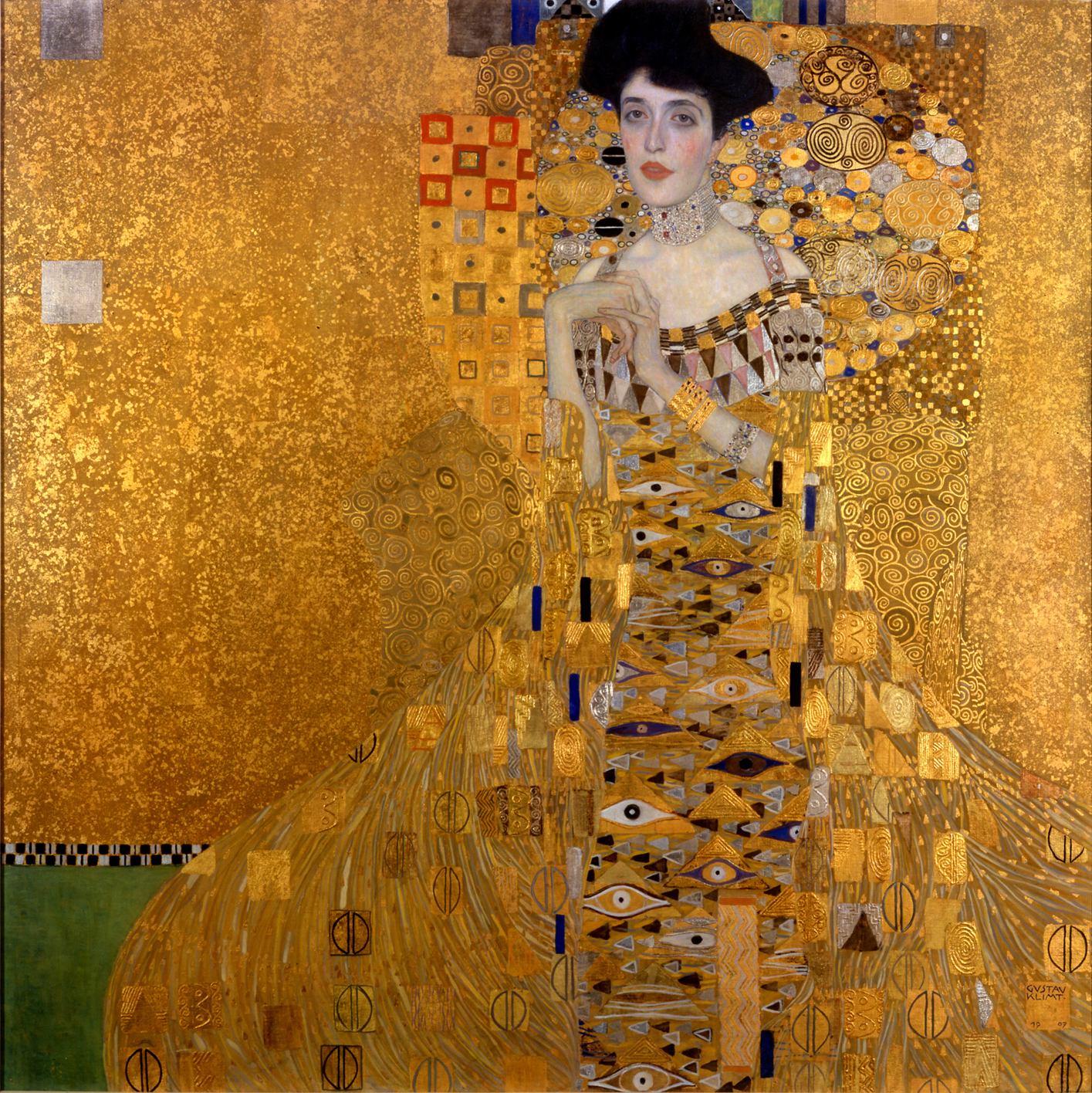
Die Restituierung des Klimt-Gemäldes Adele Bloch-Bauer I an Maria Altmann und ihre Miterben erfolgte 2006 nach jahrelangem Rechtsstreit

Dass in den vergangenen Jahren jedoch durchaus ein weiterreichendes Umdenken stattgefunden hat – oder zumindest klar wurde, dass Österreich ohne diese Maßnahmen international isoliert werden könnte –, zeigten unter anderem erst die Einsetzung der Historikerkommission zur Untersuchung von Vermögensentzug auf dem Gebiet der Republik Österreich während der NS-Zeit sowie Rückstellungen bzw. Entschädigungen (sowie wirtschaftliche und soziale Leistungen) der Republik Österreich ab 1945 (zwischen 1998 und 2003 tätig) und die Gesetze zur Restitution geraubten Vermögens und Eigentums (1946/1947/1949, 1998) und zu Entschädigungszahlungen an ehemalige Zwangsarbeiter.
Auch in der tagespolitischen Auseinandersetzung zeigten etwa die Reaktionen auf Äußerungen der FPÖ-Bundesräte Siegfried Kampl und John Gudenus im Jahr 2005 eine zunehmende Sensibilisierung. Kampl hatte in einem Beitrag zur Diskussion um eine Rehabilitierung von Wehrmachtsdeserteuren diese als zum Teil Kameradenmörder bezeichnet und in Hinblick auf die Entnazifizierung von einer brutalen Naziverfolgung nach 1945 gesprochen. Den Protesten der Opposition schloss sich, nach anfänglichem Zögern, auch die ÖVP an, und so wurde eine Gesetzesänderung beschlossen („Lex Kampl“), mit der verhindert werden konnte, dass Kampl den Vorsitz im Bundesrat übernahm, für den er turnusmäßig vorgesehen war.
Gudenus hatte in Interviews schon früher Entschädigungszahlungen an Opfer des NS-Regimes als Schutzgeld bezeichnet und musste bereits 1995 als Nationalratsabgeordneter zurücktreten, nachdem er indirekt die Existenz von Gaskammern in Frage gestellt hatte. 2005, inzwischen Bundesrat, wiederholte er entsprechende Aussagen mehrmals und trat erst infolge der öffentlichen wie auch politischen Proteste von seinem Mandat zurück. Am 26. April 2006 wurde er gemäß § 3 h des Verbotsgesetzes (NS-Wiederbetätigung) zu einer einjährigen bedingten Freiheitsstrafe verurteilt.
Der Verfassungsgerichtshof hat zu Recht erkannt, dass die kompromisslose Ablehnung des Nationalsozialismus zu den Grundprinzipien der Republik gehört. Dennoch wurde von der Mehrheit der ÖVP- und SPÖ-Abgeordneten im Herbst 2008 Martin Graf (FPÖ), Mitglied einer rechtsextremen Burschenschaft und erklärter Gegner des „antifaschistischen Grundkonsenses“, zum Dritten Präsidenten des Nationalrats gewählt. Nationalratspräsidenten sind nicht abwählbar; es wurde zeitweise darüber diskutiert, mit welchen Regeln man sie abwählbar machen könnte, spätestens seit dem Amtsende Grafs 2013 wurden derartige Überlegungen jedoch aufgegeben.

### Gedenken

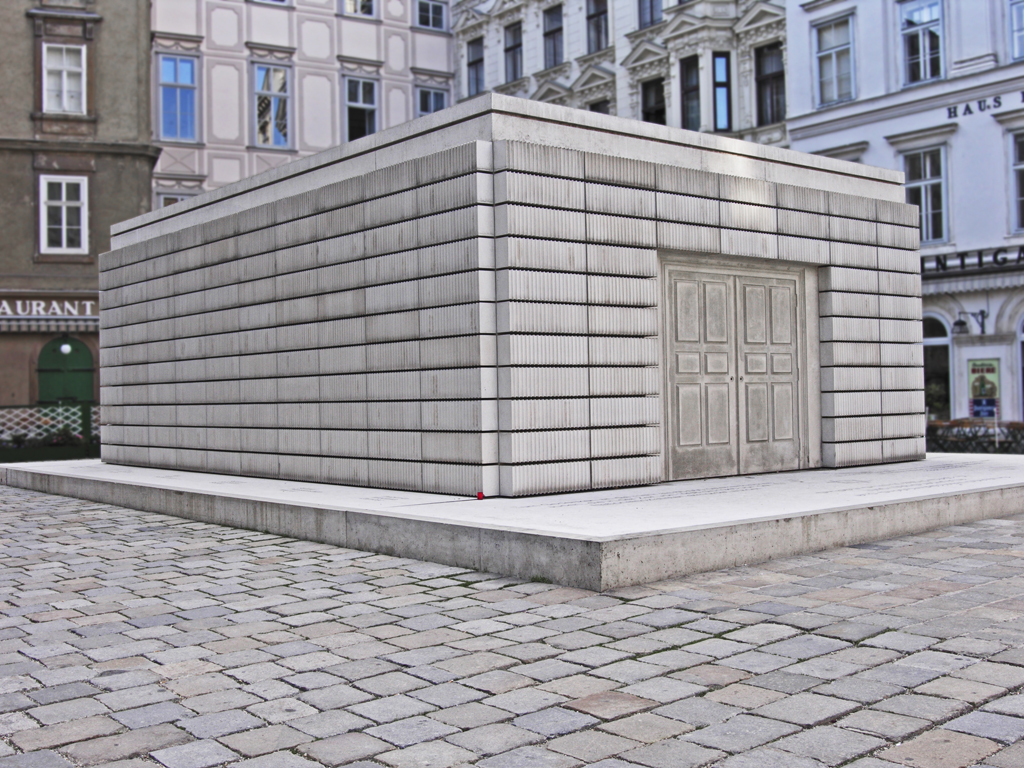
Holocaust-Mahnmal (Judenplatz, Wien)

Holocaust-Mahnmal im Salzburger Bahnhofsviertel

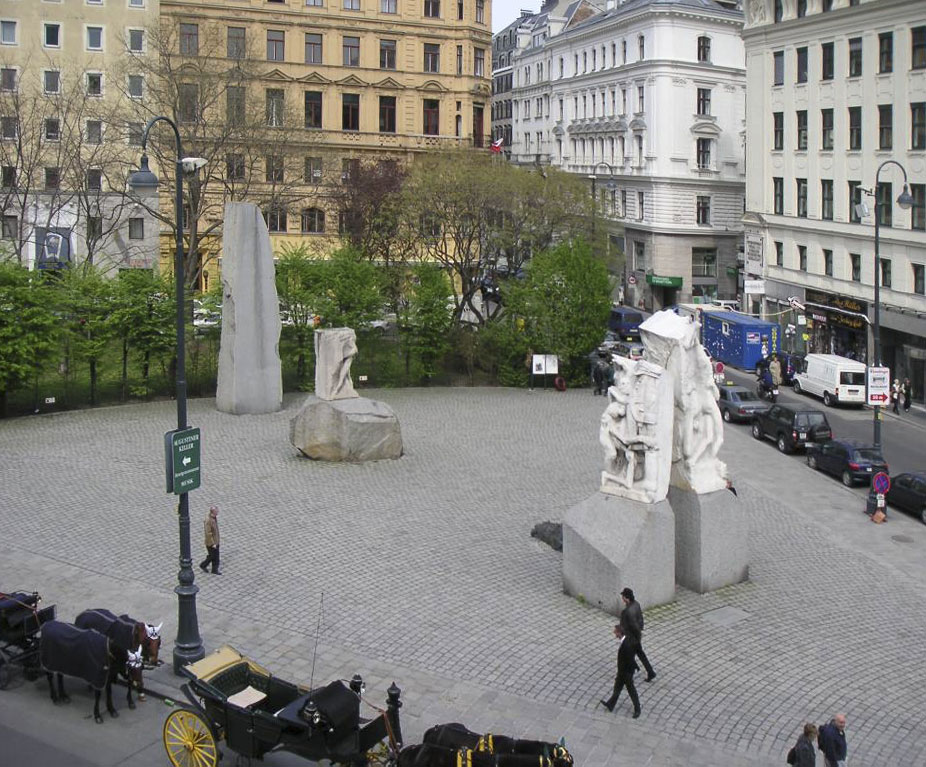
Mahnmal gegen Krieg und Faschismus von Alfred Hrdlicka (Wien)

Der Umgang mit der Vergangenheit ist in Österreich bis heute sehr uneinheitlich und oft stark von tagespolitischen Erwägungen beeinflusst. Während z. B. für die verfolgten burgenländischen Roma in Lackenbach 1984 ein Mahnmal in Erinnerung an das „Zigeuner-Anhaltelager“ enthüllt wurde, scheiterte der Wunsch nach Anbringung einer Gedenktafel in Kemeten am mangelnden Interesse des dortigen Gemeinderates. In dem burgenländischen Ort hatten vor dem Krieg 200 Roma gelebt, die 1941 deportiert wurden. Nur fünf von ihnen kehrten nach 1945 nach Kemeten zurück.
Im Sommer 2004 kam es zu innenpolitischen Auseinandersetzungen darüber, wie des 60. Todestages des Linzers Robert Bernardis, der am Umsturzversuch am 20. Juli 1944 beteiligt gewesen und deshalb am 8. August in Berlin gehängt worden war, zu gedenken sei. Politiker der Opposition (SPÖ, Grüne) wie auch eine Reihe prominenter Privatpersonen schlugen die Umbenennung einer Kaserne in Robert-Bernardis-Kaserne vor. Die ÖVP-FPÖ-Bundesregierung lehnte ab (die FPÖ ist am Gedenken an NS-Opfer grundsätzlich wenig interessiert, die ÖVP konnte sich zu einer Kasernenbenennung oder einem entsprechenden Jahrgangsnamen für die Absolventen der Militärakademie aber auch nicht entschließen). Verteidigungsminister Günther Platter (ÖVP) beschloss schließlich die Errichtung eines Denkmals im Hof der Towarek-Kaserne (Heeresunteroffiziersschule) in Enns. Die Grünen-Politikerin Terezija Stoisits wies in diesem Zusammenhang darauf hin, dass in Norddeutschland am 8. Mai 2004 eine Kaserne nach dem aus Österreich stammenden Feldwebel Anton Schmid benannt worden sei. Schmid war von einem Kriegsgericht der Wehrmacht zum Tode verurteilt und am 13. April 1942 erschossen worden, nachdem er im Ghetto von Vilnius hunderten Juden das Leben gerettet hatte.
Die Widerstandsleistung des Österreichers Erwin von Lahousen, der sich auch freiwillig als Kronzeuge bei den Nürnberger Prozessen zur Verfügung stellte, blieb bis heute ungewürdigt und war auch noch nie Gegenstand einer öffentlichen Diskussion, während etwa Robert Bernardis am Reformationstag 2008 (31. Oktober) durch die evangelische Kirche und Bundespräsident Heinz Fischer neuerlich geehrt wurde.
In vielen Orten wurde bald nach dem Krieg der gefallenen Soldaten gedacht, indem Kriegerdenkmäler für den Ersten Weltkrieg um die neuen Namenslisten ergänzt wurden. Die Gefallenen des Zweiten Weltkrieges wurden dabei meist wie die des Ersten Weltkrieges unter Worten wie „Sie fanden für die Heimat den Heldentod“ verzeichnet. Namen der NS-Opfer, die aus dem Ort stammten oder im Ort ermordet worden waren, scheinen auf solchen Denkmälern generell nicht auf. Erst viel später wurden (nicht durchgängig) eigene Denkmäler für diese Opfer errichtet.
Der Zivildienst (Wehrersatzdienst) kann in Österreich auch als so genannter Gedenkdienst geleistet werden, d. h. durch Tätigkeit an Orten oder in Einrichtungen des Gedenkens an die Geschichte Österreichs in der Zeit des Nationalsozialismus. Etwa 15 Zivildiener werden im Archiv der KZ-Gedenkstätte Mauthausen bzw. im KZ Mauthausen selbst eingesetzt. Am 1. September 1992 trat der erste österreichische Zivildienstpflichtige seinen Gedenkdienst im Museum des Konzentrationslagers Auschwitz-Birkenau an. Andreas Maislinger hatte die Idee von der Aktion Sühnezeichen übernommen. Jährlich werden im Rahmen des Gedenkdienstes etwa 30 Zivildienstpflichtige zu Holocaustgedenkstätten und damit verbundenen Institutionen in Europa, Israel, den USA, Südamerika und China entsandt.

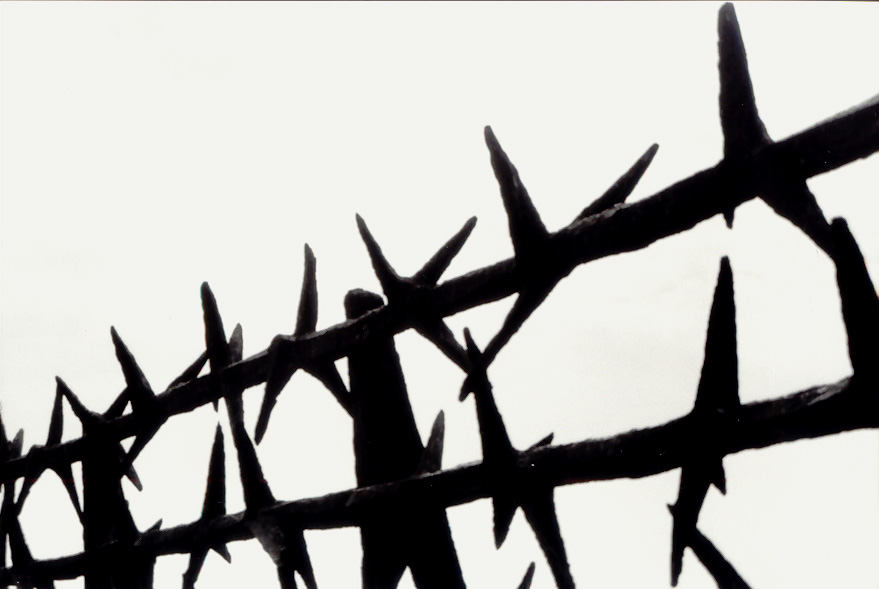
Gedenkstätte im früheren KZ Mauthausen

Die größte österreichische Gedenkstätte zur Erinnerung an die nationalsozialistischen Verbrechen ist das KZ Mauthausen. Weitere dem Gedenken, der Dokumentation und der Forschung gewidmete Organisationen und Projekte sind unter anderen
- das Dokumentationsarchiv des österreichischen Widerstandes in Wien (von Neonazis als kryptokommunistisch diffamiert, weil auch kommunistische Widerstandskämpfer an der Gründung des DÖW beteiligt waren),
- das Jüdische Museum Wien,
- das Österreichische Jüdische Museum in Eisenstadt,
- das Jüdische Museum Hohenems,
- das Jewish Welcome Service Vienna,
- die Austrian Heritage Collection des Leo Baeck Institutes in New York,
- das Zeitgeschichte Museum Ebensee (KZ Ebensee)
- die Braunauer Zeitgeschichte-Tage,
- die Aktion A Letter To The Stars,
- das Holocaust-Denkmal in Wien,
- das Mahnmal gegen Krieg und Faschismus in Wien,
- die Wiener Aktion „Steine der Erinnerung“.

Mit symbolischen Zahlungen an vom NS-Regime Beraubte und von ihm Ausgebeutete befasst sich der dem Parlament unterstehende Österreichische Nationalfonds.
Nationalratspräsidentin Barbara Prammer sprach bei einer Gedenkveranstaltung am 12. März 2008 im Parlament in Wien sehr klar über die Ereignisse siebzig Jahre zuvor:

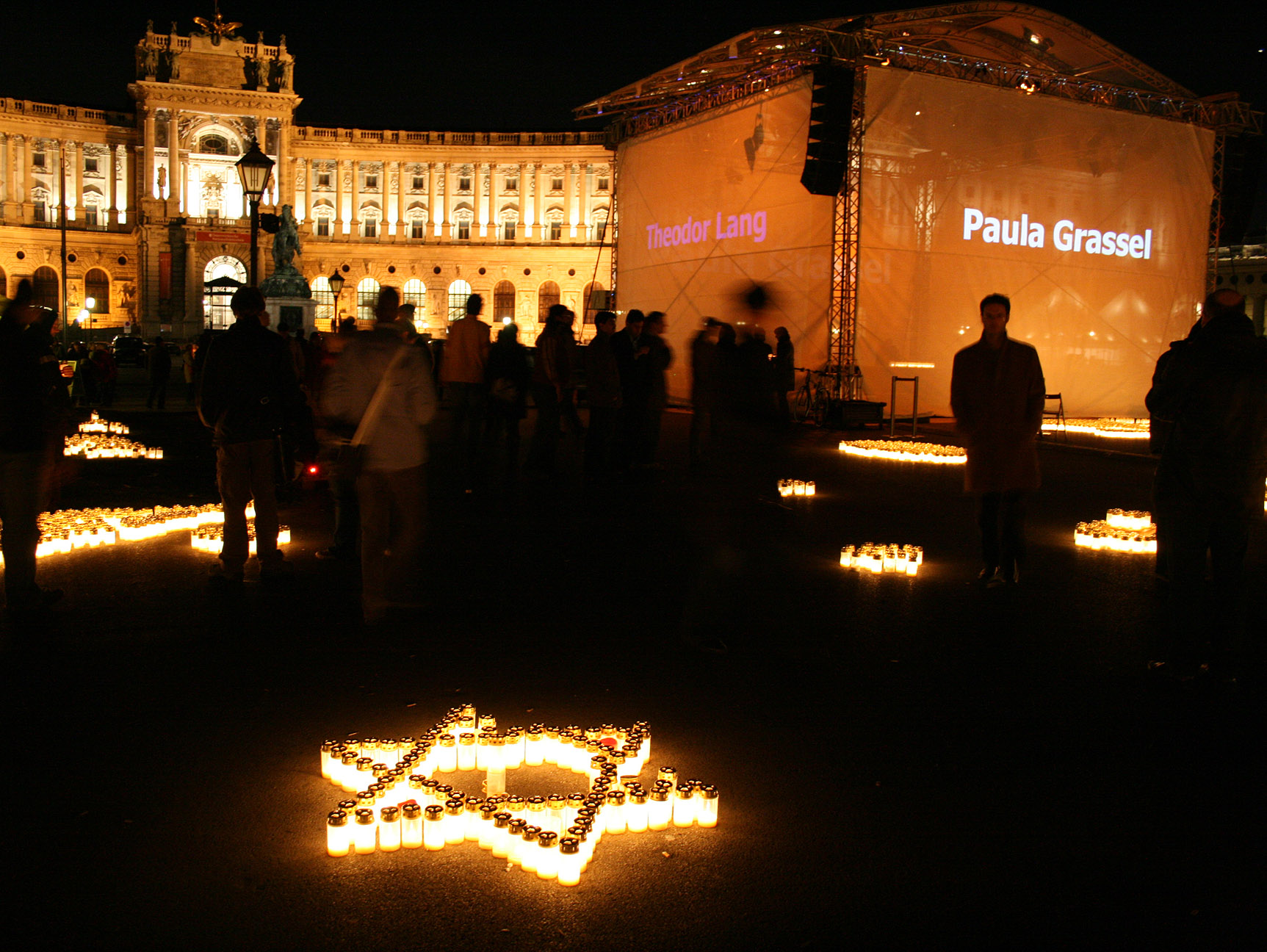
Nacht des Schweigens (Heldenplatz, Wien, 12./13. März 2008)

„Der 12. März 1938 ist mit vielen Bildern, Eindrücken und Fragen verbunden. Es sind zunächst und vor allem Bilder des Jubels, […] wo der Eindruck entsteht, ganz Österreich wäre auf der Straße gewesen. Und es sind die Bilder der Demütigung, des „Begräbnisses aller menschlichen Würde“, wie es der Schriftsteller Carl Zuckmayer nannte. Die Gewalttätigkeiten, die öffentlichen Schauspiele der Erniedrigung von Jüdinnen und Juden hatten begonnen, bevor die Wehrmacht die Grenze überschritten hatte. […]
Die Verfolgung in Österreich und vor allem in Wien ging über das im nationalsozialistischen Deutschland bisher Gekannte hinaus. Die öffentliche Demütigung war krasser, die Enteignung besser organisiert, die Zwangsemigration rascher. Diese Wochen wurden in vieler Hinsicht zum Modell dafür […] wozu Menschen fähig sind.
[…] nach 1945 sahen sich viele, […] als Opfer wirtschaftlicher, gesellschaftlicher und persönlicher Zwänge […] wurde eine Fiktion der Geschichte geschaffen; Österreich oftmals nur als eine Nation der Opfer dargestellt. Die Vermeidung der Auseinandersetzung mit den Verbrechen des Nationalsozialismus und die Abwehr von Schuld wurden dadurch erleichtert. […] Wenige Überlebende der Konzentrationslager, die nach Österreich zurückkehrten, wurden freundlich empfangen. Die Rückgabe enteigneten Vermögens wurde verweigert, sah man sich doch selbst als Opfer einer „ausländischen Tyrannei“. Die Zurückgekehrten störten dieses Selbstbild.“

Im Frühjahr 2009 trafen die Staatsoberhäupter Österreichs und Sloweniens, Heinz Fischer und Danilo Türk, zu einer Gedenkfeier für das an der slowenisch-österreichischen Grenze gelegene KZ Loibl zusammen (der Loiblpass verbindet Kärnten mit Nordslowenien). Der Kärntner Landeshauptmann Gerhard Dörfler (damals BZÖ) vermied die Teilnahme am Gedenken mit einer fadenscheinigen Begründung.
2014 wurde auf dem Wiener Ballhausplatz das Denkmal für die Verfolgten der NS-Militärjustiz, als Deserteursdenkmal bekannt, der Öffentlichkeit übergeben. Die Aufarbeitung der nationalsozialistischen Geschichte Österreichs ist bis heute nicht abgeschlossen.

### Geschichte und Forschung
- Kurt Bauer: Die dunklen Jahre. Politik und Alltag im nationalsozialistischen Österreich 1938 bis 1945. Fischer, Frankfurt am Main 2017, ISBN 978-3-596-29903-4 (Das Verhalten der Österreicher unter dem Hakenkreuz. Rezension im Standard).
- Hellmut Butterweck: Verurteilt und begnadigt. Österreich und seine NS-Straftäter. Czernin, Wien 2003, ISBN 3-7076-0126-9.
- DÖW, BMUK (Hrsg.): Österreicher und der Zweite Weltkrieg. Österreichischer Bundesverlag, Wien 1989, ISBN 3-215-07350-1.
- Karl Glaubauf: Robert Bernardis – Österreichs Stauffenberg, Statzendorf 1994.
  - Neuaufl.: Evangelische Kirche A. u. H. B. in Österreich (Hrsg.): Robert Bernardis (1908–1944), Österreichs Stauffenberg zum ehrenden Gedenken anläßlich seines 100. Geburtsjubiläums. Bearbeitet von Karl Glaubauf und Karl-Reinhard Trauner. Mit einer Einführung von Bundespräsident Dr. Heinz Fischer. Wien 2008, ISBN 978-3-85073-314-4.
- Siegwald Ganglmair, Oskar Achs, DÖW (Hrsg.): Wien 1938. Jugend & Volk, Wien 1988, ISBN 3-215-07022-7.
- Generaldirektion des Österreichischen Staatsarchivs (Hrsg.): Österreichs Archive unter dem Hakenkreuz (= Mitteilungen des Österreichischen Staatsarchivs. Band 54.). Wien 2010, ISBN 978-3-7065-4941-7.
- Karl Glaubauf: Die Volkswehr 1918–1920 und die Gründung der Republik. Wien 1993, ISBN 3-901208-08-9.
- Karl Glaubauf, Stefanie Lahousen-Vivremont: Generalmajor Erwin Lahousen, Edler von Vivremont: ein Linzer Abwehroffizier im militärischen Widerstand, Lit Verlag, Münster 2005, ISBN 3-8258-7259-9.
- Judith Goetz, Alexander Emanuely (Hrsg.): März. Literatur und Gedächtnis – März 1938. Ein Lesebuch. Theodor Kramer Gesellschaft, Wien 2011, ISBN 978-3-901602-44-3.
- Clemens Jabloner u. a.: Schlussbericht der Historikerkommission der Republik Österreich. Vermögensentzug während der NS-Zeit sowie Rückstellungen und Entschädigungen seit 1945 in Österreich. Oldenbourg, München 2003, ISBN 3-486-56744-6.
- Ernst Langthaler: Schlachtfelder. Alltägliches Wirtschaften in der nationalsozialistischen Agrargesellschaft 1938–1945 (= Sozial- und wirtschaftshistorische Studien 38). Böhlau, Wien 2016, ISBN 978-3-205-20065-9. E-Book (open access)
- Matthias Pape: Ungleiche Brüder – Österreich und Deutschland 1945–1965. Böhlau, Wien 2000, ISBN 3-412-07200-1.
- Verena Pawlowsky, Harald Wendelin (Hrsg.): Arisierte Wirtschaft (Raub und Rückgabe – Österreich von 1938 bis heute). Mandelbaum, Wien 2005, ISBN 3-85476-161-9.
- Anton Pelinka, Erika Weinzierl (Hrsg.): Das große Tabu. Österreichs Umgang mit seiner Vergangenheit. Österreichische Staatsdruckerei, Wien 1997, ISBN 3-7046-1094-1.
- Manfried Rauchensteiner: Der Ruf des Gewissens. In: Viribus Unitis. Jahresbericht 2004 des Heeresgeschichtlichen Museums. Wien 2005, S. 9–20.
- Alkuin Volker Schachenmayr (Hrsg.): Der Anschluss im März 1938 und die Folgen für Kirche und Klöster in Österreich. Forschungsbericht der Arbeitstagung des EUCist in Heiligenkreuz vom 7./8. März 2008. Be&Be-Verlag, 2009, ISBN 978-3-9519898-5-3.
- Hans Schafranek: Sommerfest mit Preisschießen: Die unbekannte Geschichte des NS-Putsches im Juli 1934. Czernin, Wien 2006, ISBN 3-7076-0081-5.
- Manfred Scheuch: Österreich im 20. Jahrhundert. Christian Brandstätter, Wien 2000, ISBN 3-85498-029-9.
- Emmerich Tálos, Ernst Hanisch, Wolfgang Neugebauer (Hrsg.): NS-Herrschaft in Österreich 1938–1945. Ein Handbuch. Reihe: Österreichische Texte zur Gesellschaftskritik, 36. Verlag für Gesellschaftskritik, Wien 1988, ISBN 3-900351-84-8.
  - dies.: NS-Herrschaft in Österreich. Österr. Bundesverlag ÖBV & HPT Hölder-Pichler-Tempsky, Wien 2000, ISBN 3-209-03179-7 (überarb. Neuauflage).
- Karl Vocelka: Geschichte Österreichs. Kultur – Gesellschaft – Politik. Heyne, München 2002, ISBN 3-453-21622-9.
- Wilhelm Baum: Die Freisler-Prozesse in Kärnten. Klagenfurt 2011, ISBN 978-3-902585-77-6.
- Wilhelm Baum: Zum Tode verurteilt. NS-Justiz und Widerstand in Kärnten. Klagenfurt 2012, ISBN 978-3-902585-93-6.
- Gunnar Mertz, Lina Maisel: National-Sozialismus in Österreich, in leichter Sprache, 2025, ISBN 978-3-7099-8252-5

### Augenzeugenberichte
- Carl Szokoll: Die Rettung Wiens 1945 (Die Waffe des Gewissens). Amalthea Signum, Zürich/ Leipzig/ Wien 2001, ISBN 3-85002-472-5.
- Ella Lingens: Gefangene der Angst – Ein Leben im Zeichen des Widerstandes. Deuticke im Zsolnay Verlag, Wien 2003, ISBN 3-216-30712-3.
- Ceija Stojka: Wir leben im Verborgenen. Erinnerungen einer Rom-Zigeunerin. Picus, Wien 1988, ISBN 3-85452-206-1.
- Viktor Frankl: … trotzdem Ja zum Leben sagen (Ein Psychologe erlebt das Konzentrationslager). dtv, München 1982–97, ISBN 3-423-30142-2.